# Imperiul Otoman
Imperiul Otoman (în limba turcă otomană: دولتِ عَليه عُثمانيه, Devlet-i Aliye-i Osmaniye, „Sublimul Stat Otoman”; limba turcă modernă: Osmanlı Devleti sau Osmanlı Imparatorluğu, adesea numit și Turcia Otomană) a fost o supraputere imperială, care și-a manifestat dominația în zona mediteraneană și care a existat din 1299 până în 1922. Inițial, a fost un stat islamic sunnit fondat de turcii oghuzi, sub conducerea lui Osman I, în nord-vestul Anatoliei, în 1299.
Odată cu ascensiunea otomanilor sub Murad I și cucerirea Peninsulei Balcanice între 1362-1389, și căderea Constantinopolului, de către Mehmed al II-lea în 1453, Sultanatul Otoman s-a transformat într-un imperiu. În 1453, după ce turcii au cucerit Constantinopolul (orașul Istanbul din zilele noastre), fosta capitală a Imperiului Bizantin, a devenit a treia capitală a Imperiului Otoman. Între secolele al XVI-lea și al XVII-lea, Imperiul Otoman a fost una dintre cele mai puternice entități politice și statale ale lumii, țările europene simțindu-se amenințate neîncetat de înaintarea continuă a acestuia prin Balcani și spre sudul Uniunii Polono-Lituaniene.
Între secolele XVI-XVII, imperiul a ajuns la apogeu sub domnia lui Selim I, devenind un imperiu multinațional, multilingvistic, stăpânind Anatolia, Orientul Mijlociu, părți din Africa de Nord, Balcanii și Caucazul, adică o suprafață de circa 5,2 milioane de km².
La începutul secolului al XVII-lea, Imperiul Otoman cuprindea 32 de provincii și numeroase state vasale și tributare, unele dintre ele fiind absorbite de imperiu, în timp ce celorlalte le era garantată autonomia. Multe dintre provinciile sau regiunile asupra cărora Imperiul Otoman își exercita suveranitatea erau doar sub controlul indirect al guvernului central. El a întruchipat, cât timp a existat, califatul, adică statul musulman universal condus de succesorii Profetului Mohamed. Instituția califatului a devenit din primele secole de existență o chestiune pur simbolică, puterea migrând spre alte sfere de putere din interiorul lumii islamice, însă el a reprezentat și mai reprezintă încă în mentalul colectiv al maselor musulmane un reper idealizat important, de aceea meritând a menționa și titlul de calif al sultanilor otomani. Imperiul Otoman, de-a lungul celor șase secole de istorie a fost o punte de legătură între culturile estului și vestului.
Otomanii au avut influență și în afara Afroeurasiei, ca expediția spre Aceh din Indonezia, în 1565, și achiziționarea temporară a insulelor Lanzarote din Oceanul Atlantic, în 1585.
Dispariția Imperiului Otoman a fost o consecință a victoriei Antantei în Primul Război Mondial, când forțele Aliaților, în rândurile cărora se aflau și arabii, i-au înfrânt în cele din urmă pe turci în Orientul Mijlociu. La sfârșitul Primului Război Mondial, guvernul turc s-a dovedit absolut neputincios, iar imperiul a fost împărțit între puterile învingătoare. Italia, Grecia, Franța, Marea Britanie și Armenia urmau să obțină o mare parte a teritoriului Turciei de astăzi. Acest lucru a cauzat Războiul de independență al Turciei, în urma căruia s-au format granițele moderne ale Turciei. Membrii fostei dinastii otomane au fost alungați de pe pământurile Anatoliei, unde străluciții lor strămoși creaseră unul dintre cele mai mari imperii ale lumii. După 76 de ani, în 1999, Parlamentul de la Ankara a acordat cetățenia turcă membrilor familiei foștilor sultani. Imperiul Otoman ar fi dispărut cu mult timp înaintea acestui moment tardiv, care punea capăt existenței „omului bolnav al Europei”, (probabil el s-ar fi prăbușit pe la finele veacului al XVIII-lea), dacă puterile occidentale nu l-ar fi menținut în viață în mod artificial, cu scopul de a exista o forță de contrapondere pentru Rusia, aflată pe atunci într-o puternică efervescență expansionistă înspre sudul granițelor sale, pe toată lungimea frontierei ei deja intercontinentală. Dar statele occidentale și-au folosit influența și abilitățile diplomatice pentru a reduce pierderile otomane în fața țarilor ruși - și au luptat chiar alături de turci contra rușilor, pentru a nu le permite acestora câștigarea unei dominații în majoritatea Europei.

## Lucrări și studii despre istoria otomană

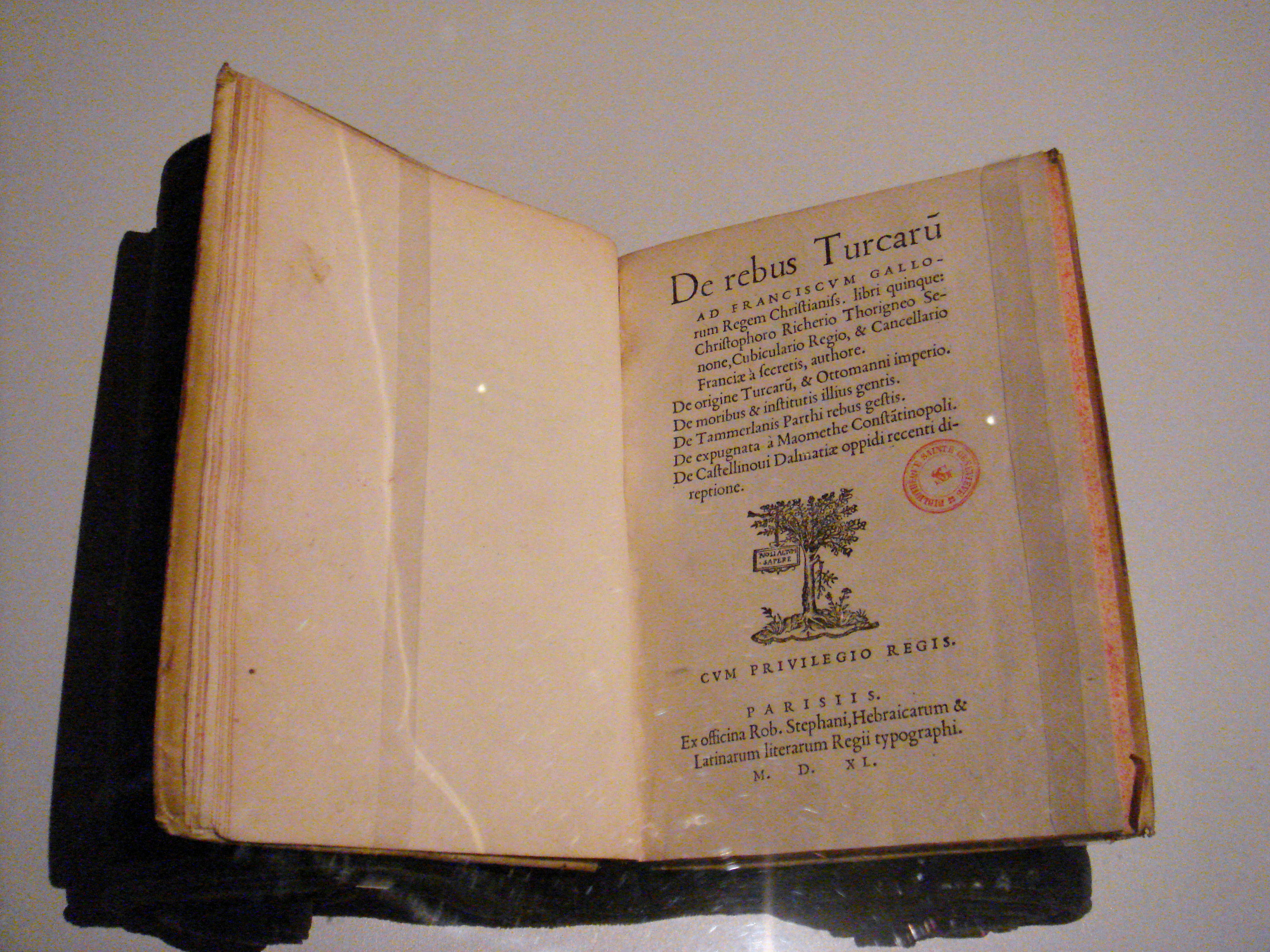
De rebus Turcarum
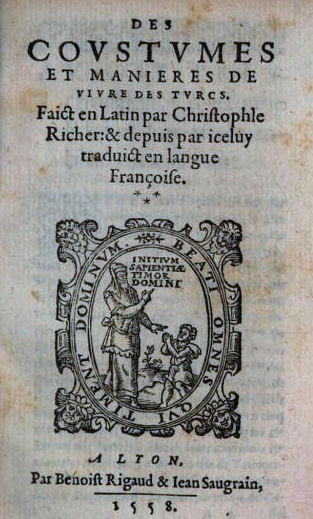
Des Coustumes et manieres de vivre des Turcs
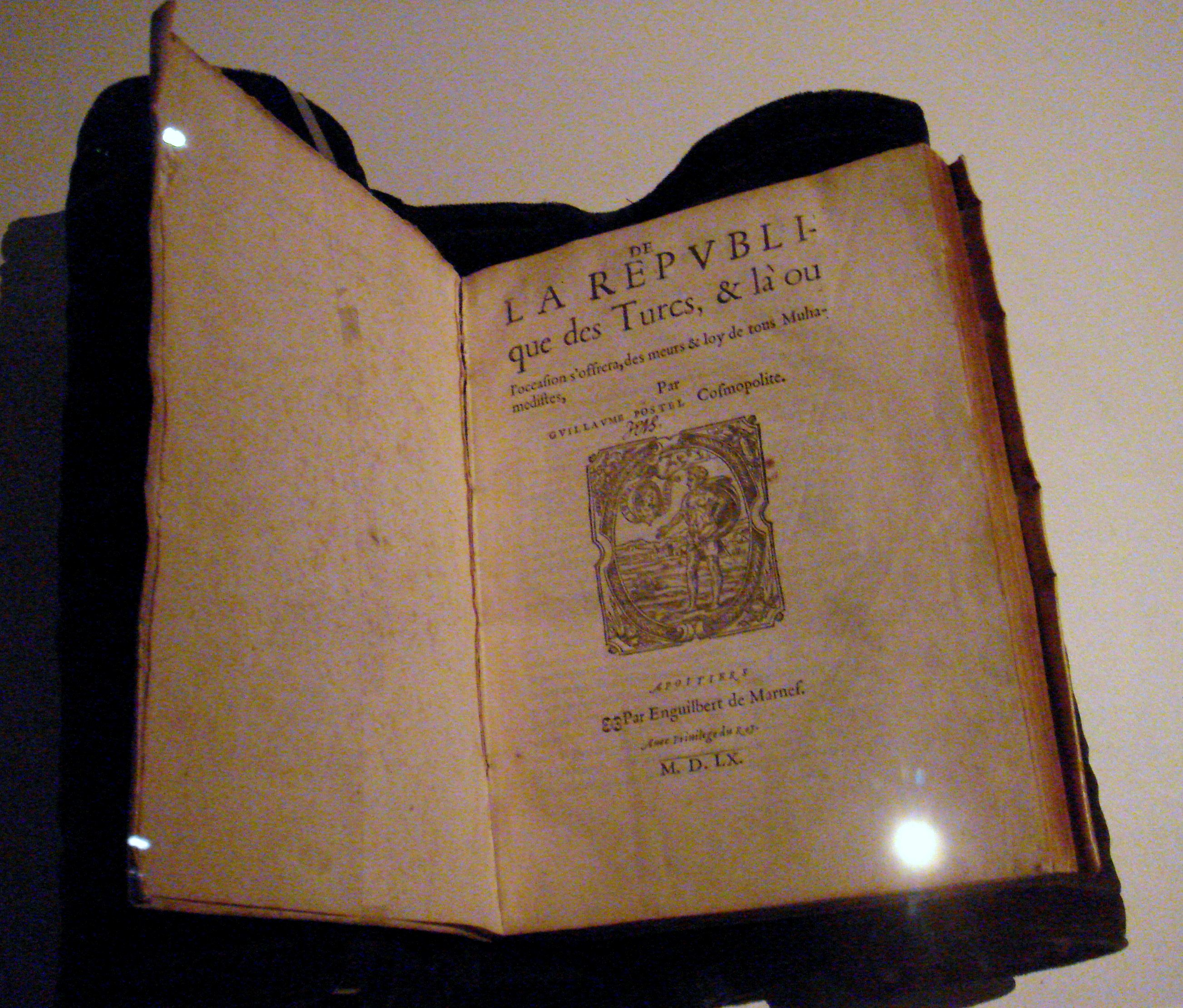
De La Republique des Turcs
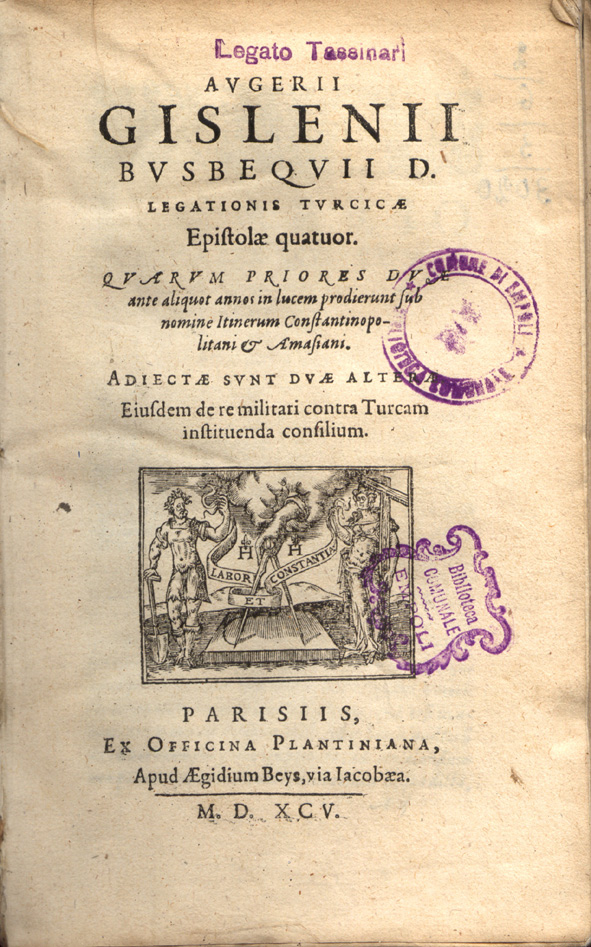
Turcicae Epistolae
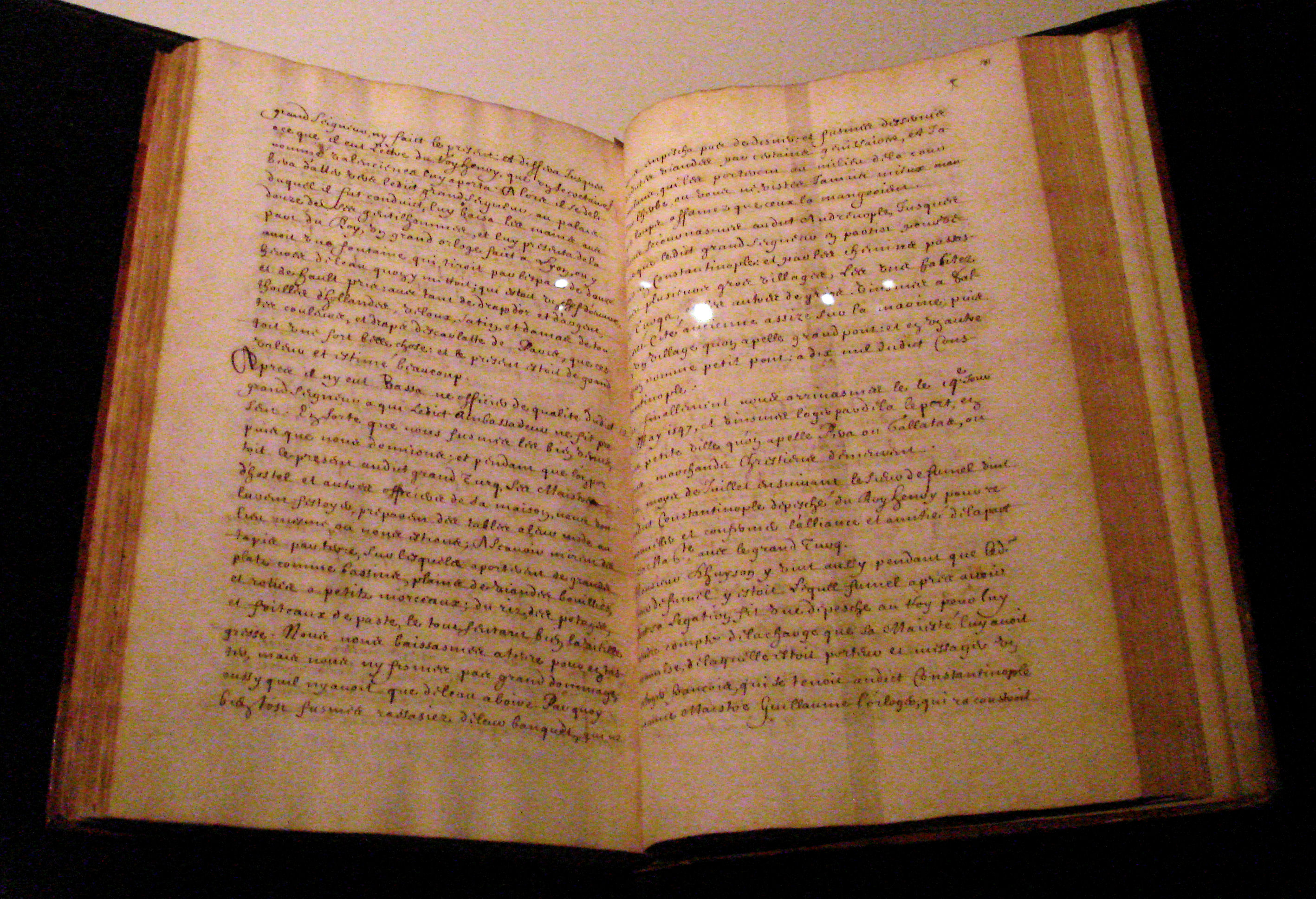
Voyage de Paris a Constantinople
- Istoria Imperiului Otoman - Creșterea și scăderea lui

Bizantinii au fost primii care au scris despre turci. Primul a fost Manuel Puglia Ducas care a scris "Historia turco-bizantină 1341-1462". Laonikos Chalkokondyles (1423 – 1490) a scris despre perioada 1298-1463, descriind declinul Imperiului Bizantin și ascensiunea turcilor otomani. Cucerirea Constantinopolului a fost comparată cu cucerirea Troiei.
Critobul din Imbros a scris lucrarea "Din domnia lui Mahomed al II-lea. Anii 1451-1467". Makarios Melissenos, preot din Napoli, fugit din insula greco-venețiană cucerită de turci, a scris cele două cronici ce detaliază cucerirea Constantinopolului, de către turci (înainte se credea că George Sphrantzes, secretar al ultimului împărat bizantin, ar fi scris cele două cronici).
Și italienii au fost interesați de istoria otomanilor, ca Teodoro Spandugino, care a scris "Genealogia turcilor", Paolo Giovio-Commentario de le cose de’ Turchi (1531), Donado Da Lezze- Historia turchesca (1300-1514), Andrea Cambini- Della origine de turchi(1538), Luigi Bassano - I Costvmi, et i Modi Particolari de la Vită de Turchi (1545), G.A. Menovino, Francesco Sansovino -Historia universale dell'origine et imperio de'Turchi: Con le guerre successe în Persia, în Ongaria, în Transilvania, Valachia, sino l'anno 1600. 
Luigi Ferdinando Marsigli, care a participat la trasarea frontierei dintre Imperiul Otoman, Republica Venețiană și Imperiul Romano-German, a scris lucrarea L'Etat militaire de l'empire ottoman (Amsterdam, 1732).
Istorici francezi ca Guillaume Postel, ce a făcut comparații între protestantism și islam, a scris "De la République des Turcs", făcând o descriere pozitivă a societății otomane. Flamandul Ogier Ghiselin de Busbecq , ce a servit că ambasador la Istanbul, a scris "Itineră Constantinopolitanum et Amasianum, republicat în 1595 ,sub titlul de Turcicae Epistolae.
Leunclavius, istoric german care a trăit în secolul XVI (1533 - 1593), a scris o istorie a Imperiului Otoman (Annales Sultanorum Othmanidarum, Frankfurt 1588) ce conține informații prețioase despre Țările Române și istoria lor în secolele XV și XVI și alte lucrări ca Ius orientale (1573) și Historiae Mvsvlmanae Tvrcorvm, De Monvmentis ipsorvm exscriptae (1591).
În Anglia, Richard Knolles a scris Generall Historie of the Turkes, iar Paul Rycaut, rezident în Imperiul Otoman, a scris "Tablou al Imperiului Otoman", și a publicat două volume din istoria turcă. Thomas Thornton a scris ‘The Present State of Turkey’.
În spațiul românesc, Dimitrie Cantemir a scris Istoria Creșterii și Descreșterii Imperiului Otoman, Istoria Imperiului Otoman și Cartea sistemei religiei mahomedane.
Joseph von Hammer-Purgstall, orientalist austriac, a scris Constantinopolis und der Bosporos (1822) și Geschichte des osmanischen Reiches (Istoria Imperiului Otoman) în zece volume.
În secolul al XX-lea s-au remarcat Nicolae Iorga (Geschichte des Osmanischen Reiches -Istoria Imperiului Otoman), Ismail Hakki, D.E. Pitcer și Halil İnalcık, cu multe lucrări despre istoria Imperiului Otoman ca History of the Ottoman Empire Classical Age / 1300–1600 (1973), The Ottoman Empire: Conquest, Organization and Economy (1978) și Studies în Ottoman Social and Economic History (1985); Stanford J. Shaw-History of the Ottoman Empire and Modern Turkey(1976), Robert Mantran-Histoire De L'empire Ottoman, Colin Imber-The Ottoman Empire (1300-1481).

### Cronistică otomană
S-au scris Istoriile Casei lui Osman sau Istoriile Dinastiei Otomane scrise de Oguzname, Asikpasazade, Uruc bin Adil, Mehmed Nesri, Tursun Bey. S-au scris Gazavetname - Cronica expediției militare, Fetihname - Cronica cuceririi. Aceste cronici au fost utilizate drept modele de către marii cronicari din secolele XVI-XIII. Cronicile serveau ca material de propagandă în secolul XV. Până în secolul XVI, cronicile urmau modelul medieval. În contextul cuceririi Palestinei, musulmanii au intrat în posesia unor centre culturale din Ierusalim, Cairo, Mecca și Medina. Sultanul și-a însușit titlul de calif, având nevoie de o justificare ideologică care să îi ofere posibilitatea adoptării titlului. S-au afirmat cronicari ca Kemalpasazade ce a fost seyh-ul Islam, participând la Bătălia de la Mohacs, Rustem Pasa, Muhieddin al-Cemali, Mustafa Ali.
În secolul al XVII-lea, s-au afirmat Ibrahim Pecevi, Katip Celebi, Mustafa Na ima și Evliya Çelebi, care a scris Seyahatname („Cartea călătoriilor”).

## Istorie

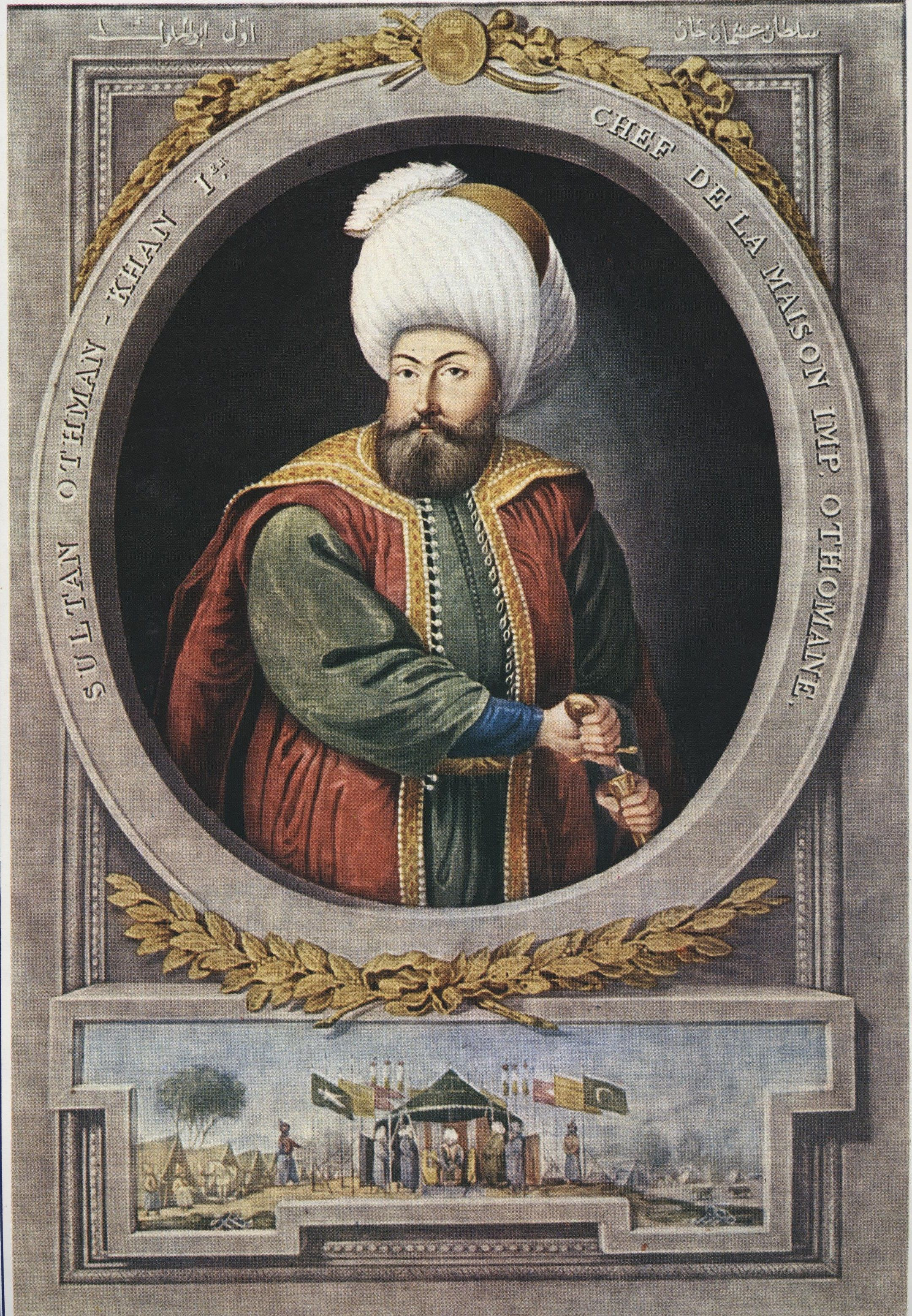
Osman - fondatorul dinastiei

Istoria Imperiului Otoman se întinde pe mai mult de 6 secole. Există mai multe împărțiri în diferite perioade istorice, așa cum este cea făcută din perspectiva cuceririlor/pierderilor teritoriale. Împărțirea de mai jos privește lucrurile dintr-o perspectivă mai largă, în care elementele economice și politice sunt tratate ca fiind la fel de importante ca și cele militare.

### Originile (950-1299)

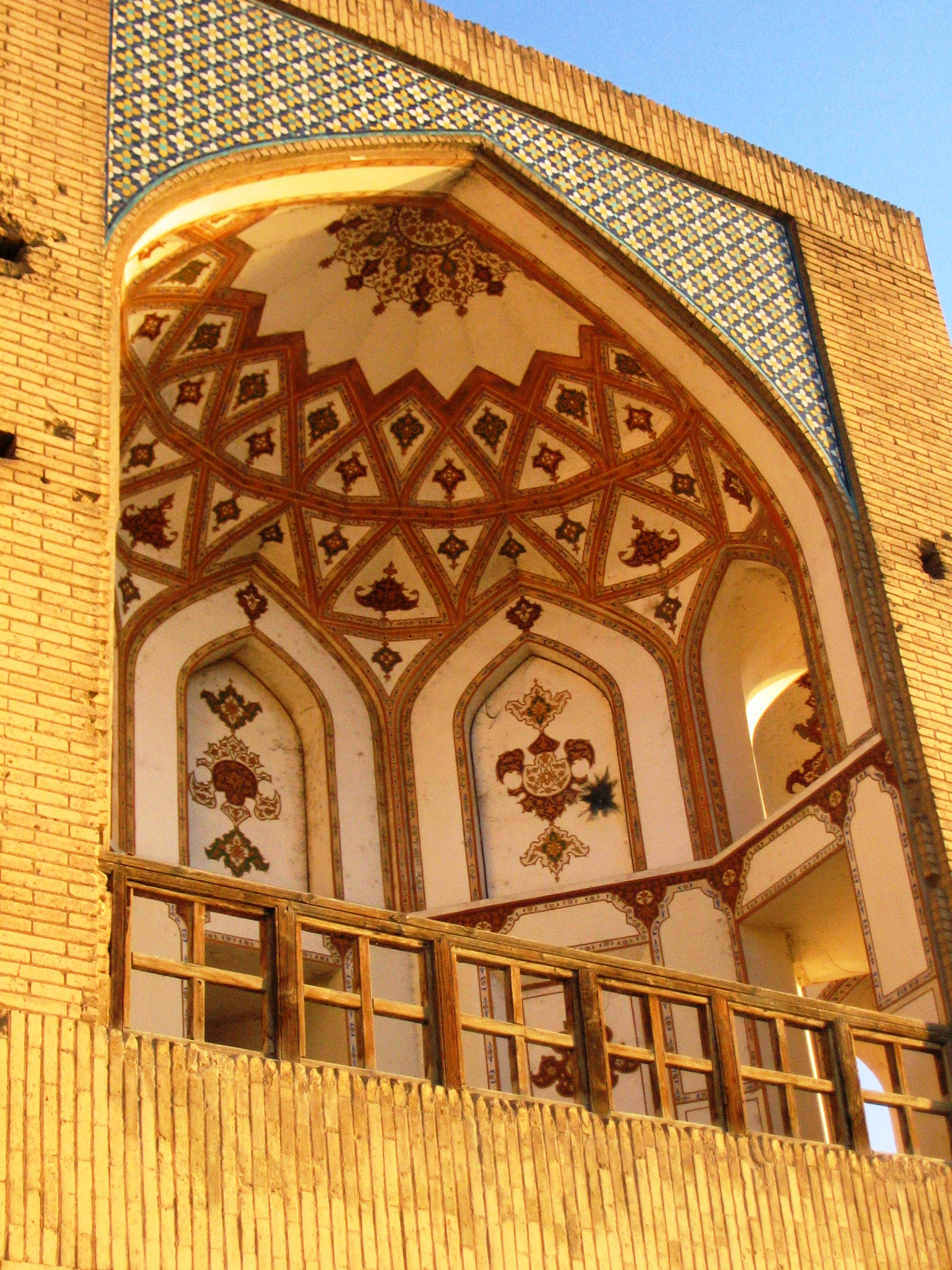
Detaliu al podului "Khaju" - Esfahan

Imperiul Otoman își are originile în Uç Beyliği din statul selgiucid al Anatoliei de la sfârșitul secolul al XIII-lea, care până atunci fusese el însuși un stat marionetă și vasal al Ilhanatului. Conform tradiției, în 1299 Osman I și-a proclamat statutul de bei independent.
Turcii au fost inițial un grup de triburi din Turkestan, în centrul Asiei. Triburile s-au despărțit în secolul al VI-lea, răspândindu-se in Rusia, China, India și Persia. Unii dintre turci au renunțat la viața nomadă și au devenit administratori și mercenari. Ei i-au slujit pe abbasizi și pe famitizi, ajungând în poziții înalte. Turcii dintre care făceau parte selgiucizii, otomanii, mamelucii, bulgarii și khazarii, au ajuns în scurt timp foarte influenți. Ei și-au unit forțele și cu mongolii. În perioada islamică, orașele turcești Samarkand și Buhara au devenit prospere și cu o cultură înfloritoare.
La est de Marea Caspică trăia un grup de turci numit oguzi sau turcomani. Din 950, s-au desprins selgiucizii care au migrat spre sud și vest. Califul abbasid al Bagdadului traversa o perioadă dificilă și a cerut ajutor selgiucizilor. Sub conducerea lui Tughril Beg, ei au invadat Persia și au ocupat Bagdadul în 1055. Califul abbasid l-a numit pe Tughril vice-sultan, dăruindu-le selgiucizilor Imperiul Abbasid.
Selgicizii au ajuns dintr-un simplu trib nomad conducătorii lumii islamice. În 1063, a ajuns sultan Alp Arslan, nepotul lui Tughril. El a cucerit Siria și Armenia și a intreprins incursiuni în Anatolia. În 1071 a primit replica împăratului bizantin. Alp Arslan a angajat mercenari nomazi și turci și a pătruns în Armenia. Cele două armate s-au întâlnit în Bătălia de la Manzikert. Selgiucizii au invins, deoarece s-au prefăcut că au pierdut bătălia și s-au retras. Când bizantinii au pornit în urmărirea lor, selgiucizii s-au întors și au înfrânt sever armata acestora. L-au prins pe împăratul bizantin și au cerut pentru el răscumpărare. Victoria de la Manzikert a pus bazele a ceea ce, mai târziu, va fi Imperiul Otoman. Alp Arslan a fost un stăpân milostiv și a condus bine imperiul. La îndemnul sau, mulți turcomani și selgiucizi au migrat în Anatolia.
Imperiul Selgiucid a atins apogeul puterii în timpul lui Malik Șah (1072-1092), fiul lui Alp Arslan. Acesta a patronat științele și artele și a construit minunate moschei în capitala sa, Isfahan. Vizirul său, Nizam al-Mulk, a fost un respectat om politic. Selgiucizii au cucerit integral Anatolia și au pus bazele formării Sultanatului de Rum, în apropierea Constantinopolului. La moartea lui Malik șah, Imperiul Selgiucid s-a dezembrat în mai multe state mici, în secolul al XII-lea continuând să existe diverse sultanate selgiucide, mameluce și kurde, sub supravegherea califului abbasid de la Bagdad.
În 1220, regiunea a fost cotropită de mongoli, care în cele din urmă au ocupat Bagdadul în 1258. Acest fapt i-a făcut pe turci să se extindă spre vest.

### Ascensiunea (1299–1453)

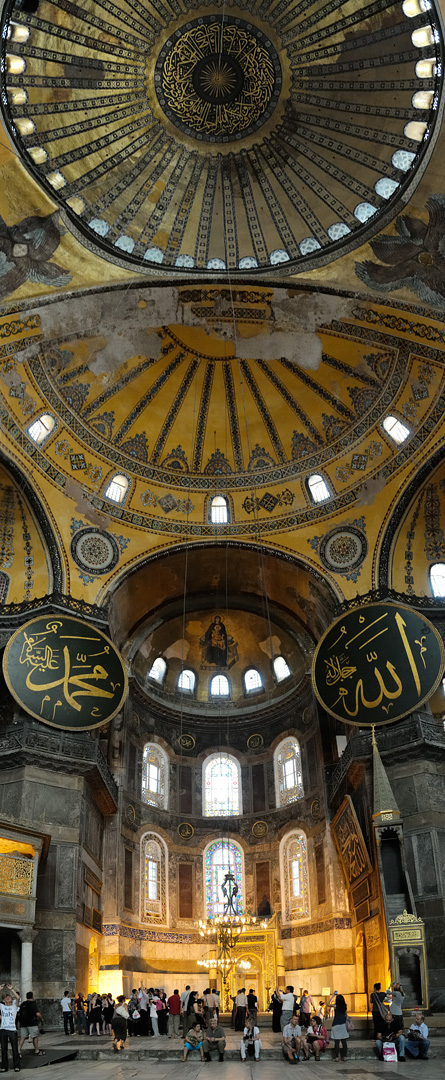
Interiorul de la Hagia Sofia

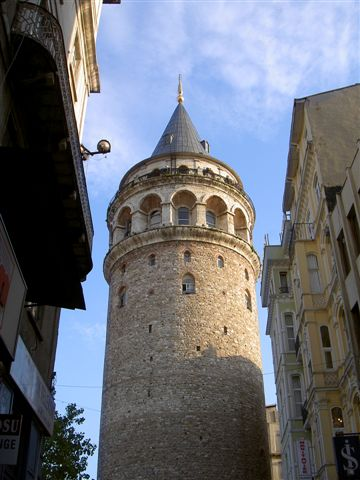
Turnul "Galata"

Osman I (1299–1326), fondatorul dinastiei căreia i-a dat și denumirea, fiul lui Ertuğrul (beiul tribului Kayı, o ramură a turcilor oghuzi), a fost în jurul anului 1300 conducătorul unui grup tribal din nord-vestul Anatoliei. Luptătorii tribului se dedicaseră unui jihad împotriva Bizanțului.
Orhan Gazi (1326–1359), fiul lui Osman, și-a luat titlul de sultan, a stabilit capitala la Bursa și a cucerit Anatolia Orientală. În 1354 a câștigat controlul asupra peninsulei Gallipoli, pe care a folosit-o ulterior ca un cap de pod pentru cucerirea Peninsulei Balcanice.
Murad I Hudavendighiar (1359-1389) a cucerit Adrianopol în anii 1365-1369, a transferat capitala imperiului de la Bursa din Anatolia în nou cuceritul oraș, pe care l-a redenumit Edirne, a cucerit Bulgaria în 1385-1386 și a triumfat în Bătălia de la Kosovo Polje din 1389 în fața sârbilor, dar a fost ucis de Miloš Obilić.
Baiazid I (1389–1402), succesorul său, a fost primul sultan otoman care din sursele documentare occidentale este numit împărat. În semn de răzbunare pentru asasinarea tatălui său, Murad I, în Bătălia de la Kosovo Polje, Baiazid, devenit sultan, a masacrat toți prizonierii sârbi. Pe parcursul secolului al XIV-lea, federația tribală otomană a devenit o structură statală solidă. Sultanii și-au înarmat bine armatele și au creat un corp de elită format din creștini balcanici islamizați - ienicerii.
Baiazid „Fulgerul” a declanșat o campanie rapidă de cucerire în Balcani. Raidurile din Serbia și sudul Albaniei i-au forțat pe cei mai mulți principi locali să accepte suzeranitatea otomană.
În 1391 a asediat Constantinopolul. La cererea împăratului Bizantin, Manuel al II-lea Paleologul, o nouă cruciadă a fost organizată pentru a-l înfrânge pe Baiazid. În 1393, a subjugat definitiv Bulgaria și a anexat Tesalia, iar Ducatul Atenei a acceptat suzeranitatea otomană de îndată ce armatele sultanului au ajuns la granița statului. Ofensiva lui Baiazid în spațiul balcanic este urmată de Bătălia de la Rovine din 1395. Oastea otomană nu reușește să cucerească Țara Românească, fiind învinsă de Mircea cel Bătrân. Deși Baiazid nu și-a atins obiectivul propus – anexarea Valahiei – Mircea cel Bătrân a fost obligat să accepte statutul de vasal al turcilor. În 1396 aliații creștinii au trimis o armată cruciată compusă în principal din cavaleri unguri și francezi și sprijinită de un contingent valah, sub conducerea regelui maghiar și Împăratului Sfântului Imperiu Roman, Sigismund de Luxemburg, dar au fost înfrânți la Bătălia de la Nicopole. După victoria de la Nicopole, Baiazid a continuat să atace Valahia, Ungaria și Bosnia. El a reușit să cucerească cea mai mare parte a Albaniei, iar micile state din nordul Albaniei au devenit vasale ale otomanilor. Baiazid a asediat pentru scurtă vreme și Constantinopolul. Asediul a fost ridicat în 1397, după ce Manuel al II-lea a acceptat ca, pe viitor, toți împărații bizantini să fie confirmați de sultan. După aceasta, Baiazid a fost obligat să părăsească Europa pentru rezolvarea problemelor din Anatolia și nu a mai apucat să se întoarcă în Balcani. Salvarea Imperiului Bizantin a venit din partea declarației de război mongole împotriva lui Baiazid. În 1400, războinicul mongol Timur Lenk (Timur cel șchiop) a reușit să convingă regatele locale, ce fuseseră cucerite de turci, să i se alăture în atacul împotriva lui Baiazid. În Bătălia de la Ankara, pe 20 iulie 1402, Baiazid a fost capturat de Timur și a murit în captivitate. A urmat o perioadă instabilă denumită "Interregnul otoman". Deși fiul lui Baiazid Mehmed Çelebi a fost confirmat ca sultan, de către Timur, frații lui au refuzat să-i recunoască autoritatea. Neînțelegerile dintre acei fii ai lui Baiazid au avut ca rezultat izbucnirea războiului civil. Interregnul a durat până pe 5 iulie 1413, când Mehmed Çelebi a ieșit învingător și a devenit sultanul Mehmed I, monarh asupra unui imperiu unit.

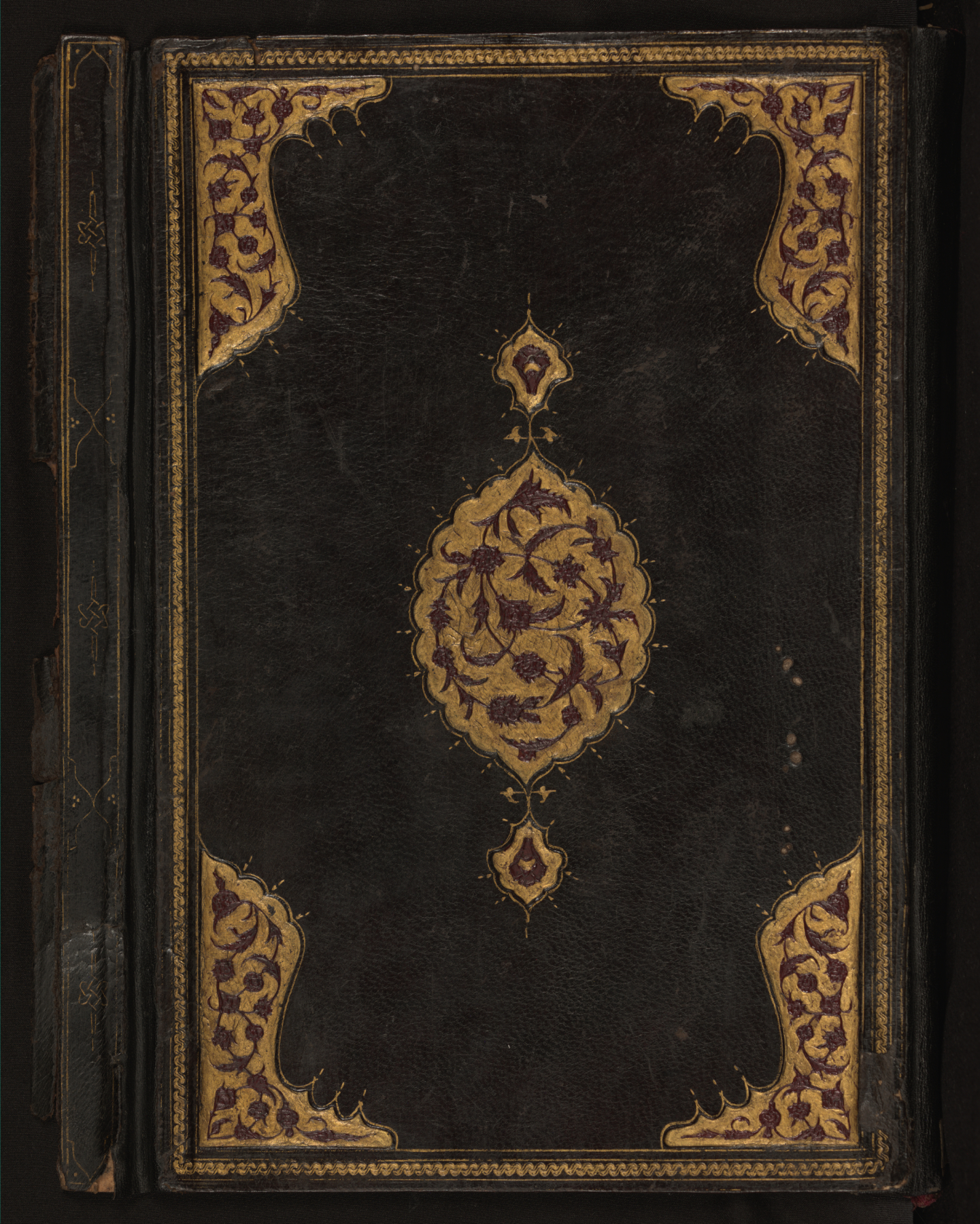
Coperta cărții de comentarii după Coran a lui Kemal Pașazade, istoricul de la curtea lui Baiazid al II-lea.

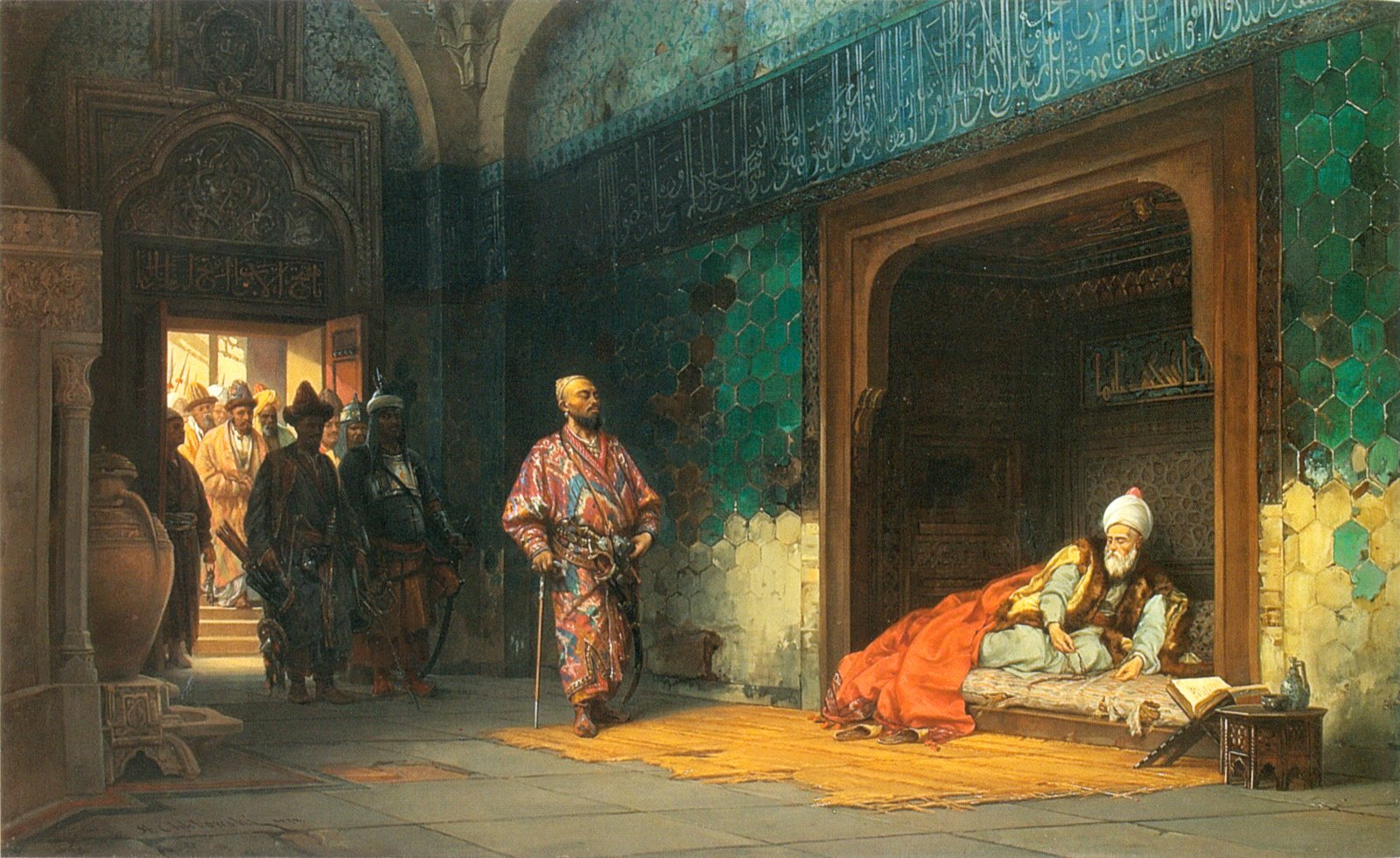
Baiazid în captivitate

Interregnul otoman a dus la o perioadă de instabilitate politico-religioasă ce a ținut pentru cea mai mare parte a secolului al XV-lea. În cadrul scenei politice otomane numeroase facțiuni politico-religioase vor încerca să obțină controlul. Acest fapt este vizibil în special în istoriografia și literatura otomană, diverse lucrări fiind publicate de diverși membrii ai acestor facțiuni, cu scopul de a-și susține ideile.
Asediul asupra Constantinopolului a început în 1422, sub conducerea lui Murad al II-lea (1421–1451), care subjugase toată Anatolia. În 1439, Murad a anexat Serbia imperiului său. A zdrobit coaliția creștină în Bătălia de la Varna în 1444 și în cea de-a doua bătălie de la Kosovo Polje.
Expansiunea a fost întreruptă de reorganizarea statală, până când Mahomed al II-lea Cuceritorul (1451–1481) a readus sub control Asia Mică și o mare parte a Balcanilor.
În 1453, turcii, conduși de Mahomed II, au lansat asediul final asupra orașului Constantinopol. Constantin al XI-lea, ultimul împărat bizantin, avea la comanda sa 10.000 de soldați, pe când Mahomed avea la comanda sa 150.000. Turcii au transportat pe uscat 70 de corăbii, ocolind fortificațiile dinspre mare ale Constantinopolului, pentru a ataca prin surprindere. Apărați de zidurile solide lungi de 6 kilometri și vechi de aproape un mileniu, bizantinii au rezistat 54 de zile până când, în final, trupele de elită ale lui Mahomed au ocupat orașul. La 29 mai 1453, Mehmet al II-lea a reușit să cucerească Constantinopolul, punând capăt Imperiului Bizantin, unde ultimul împărat bizantin, Constantin al XI-lea Paleologul a căzut în lupta pentru apărarea cetății. Dar, marele Fatih a fost învins de domnitorul Moldovei, Ștefan cel Mare, în Bătălia de la Vaslui (1475). A prefăcut numeroase biserici în moschei, inclusiv Catedrala Sfânta Sofia din Constantinopol și a construit Palatul "Topkapî", reședința sultanilor de atunci. Turcii s-au instalat la Constantinopol, i-au schimbat denumirea în Istanbul, devenind noua lor capitală. Existența Imperiului Bizantin a luat sfârșit fix la un mileniu de la jefuirea Romei și colapsul Imperiului Roman de Apus. Formarea unui nou imperiu musulman a devenit un motiv de îngrijorare pentru Europa creștină pentru încă cinci secole.

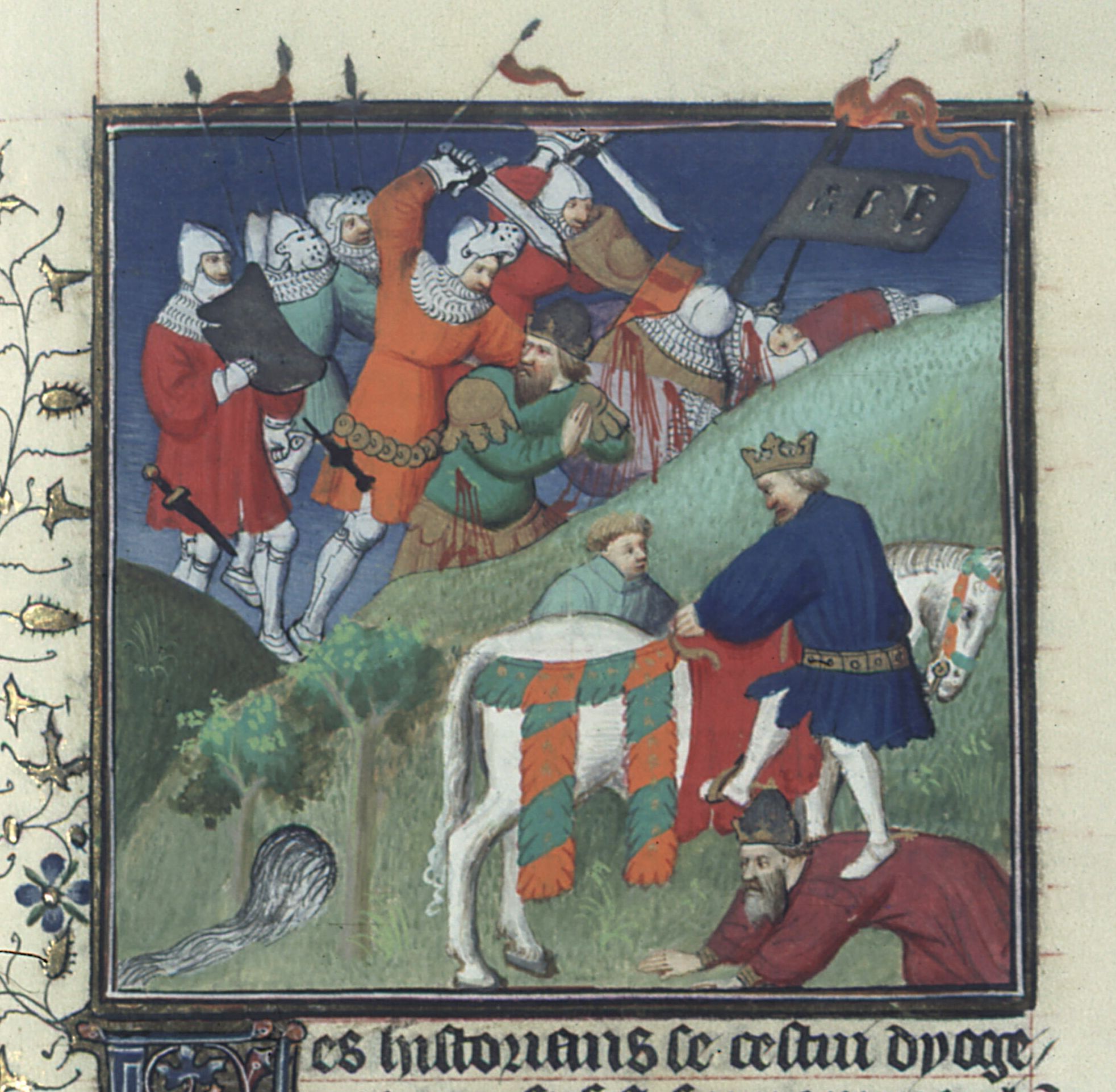
Bătălia de la Manzikert, 26 august 1071
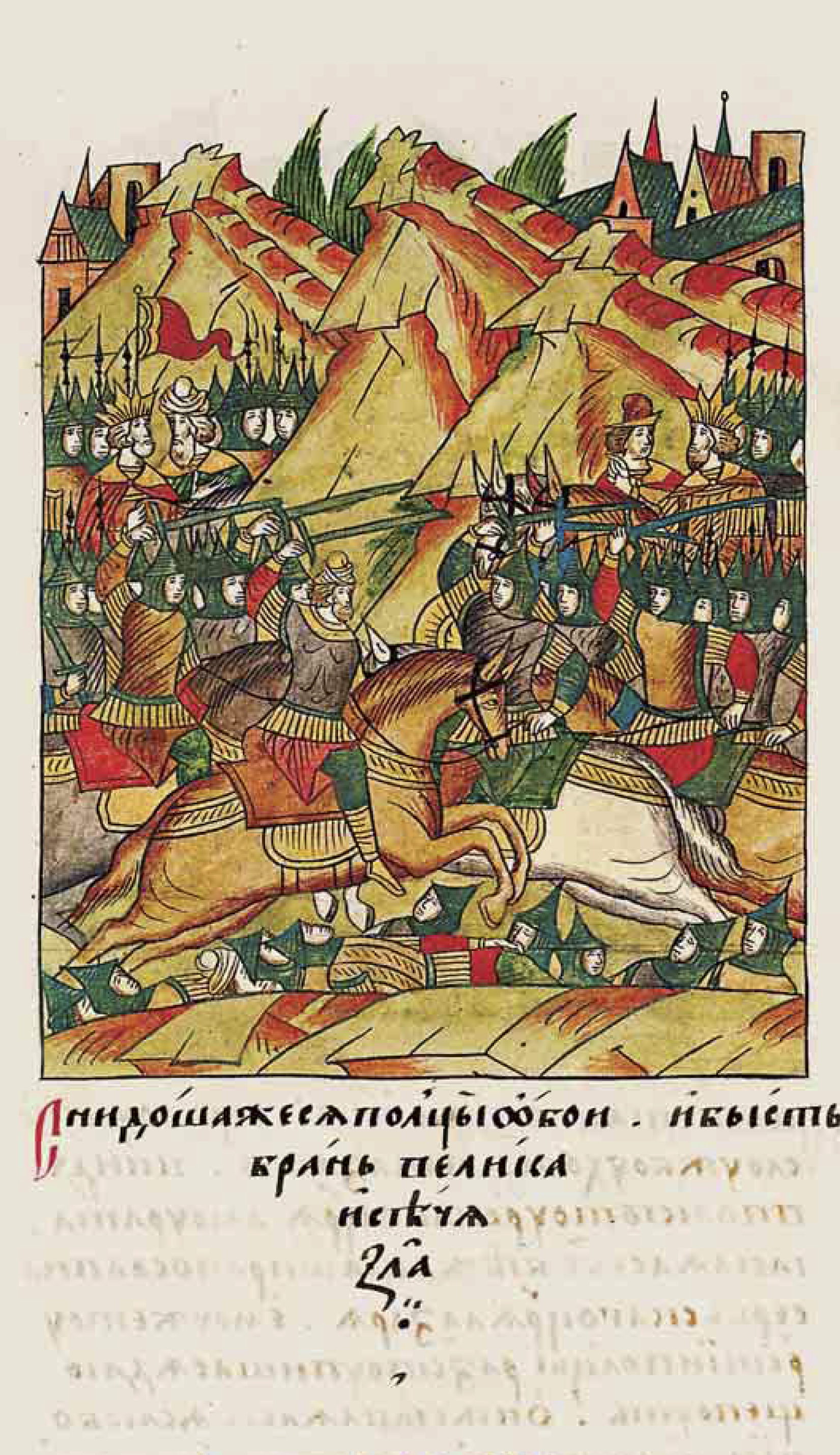
Prima Bătălie de la Kosovo Polje, 15 iunie 1389
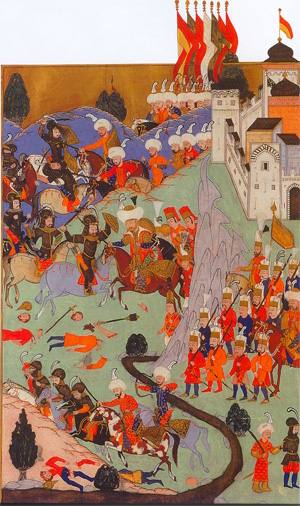
Bătălia de la Nicopole, 25 septembrie 1396
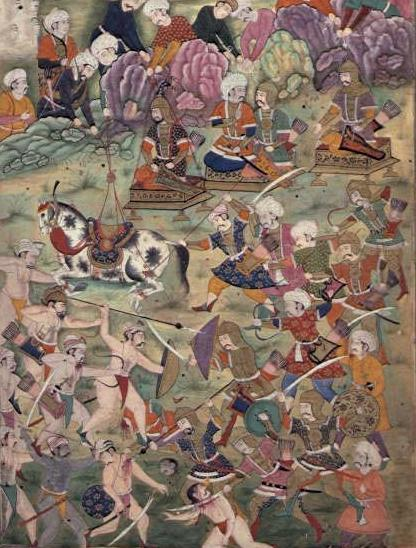
Bătălia de la Ankara, 20 iulie 1402
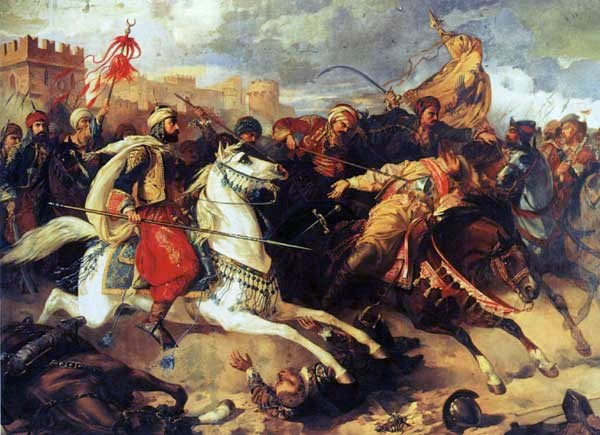
Bătălia de la Varna, 10 noiembrie 1444
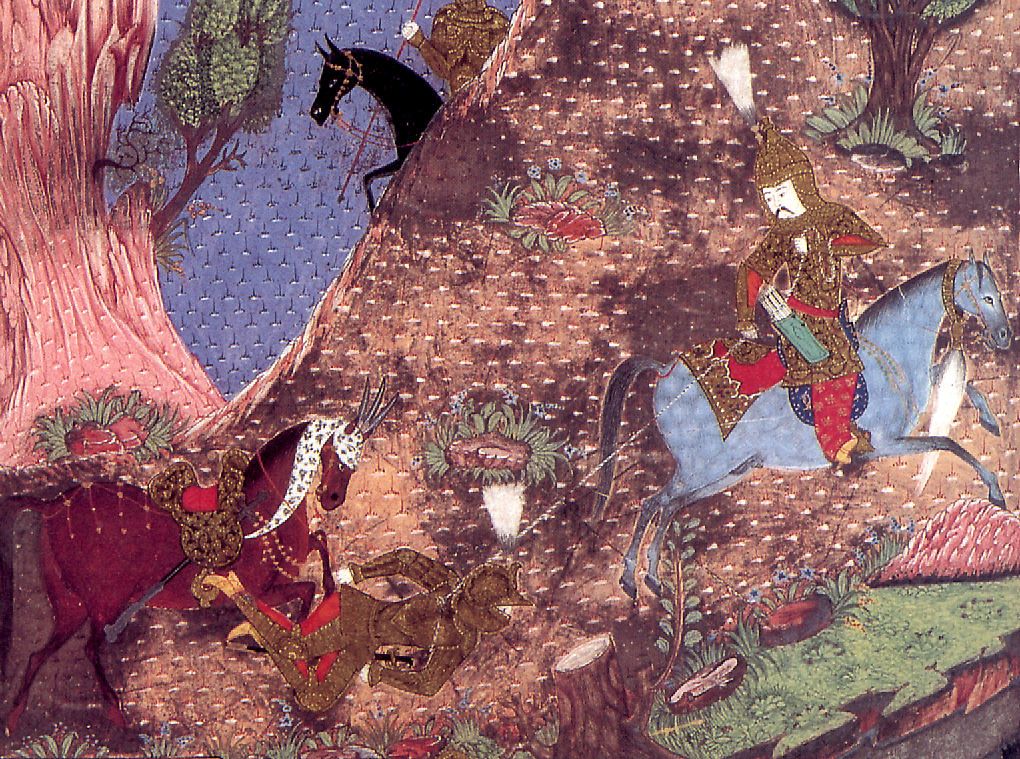
A doua Bătălie de la Kosovo Polje, 17 octombrie–20 octombrie 1448
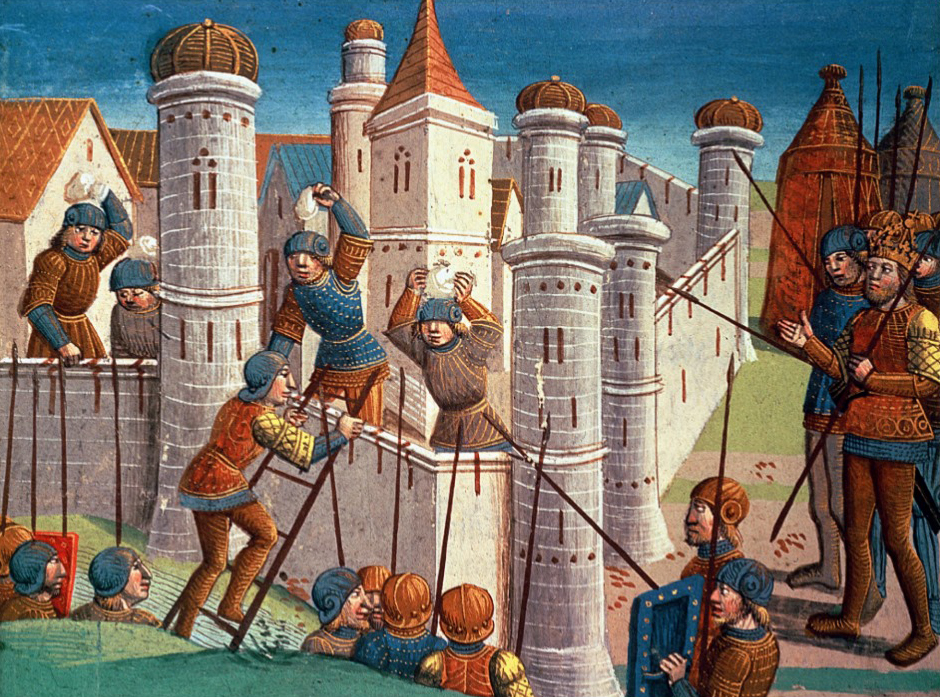
Căderea Constantinopolului, 29 mai 1453

### Apogeul (1453–1683)

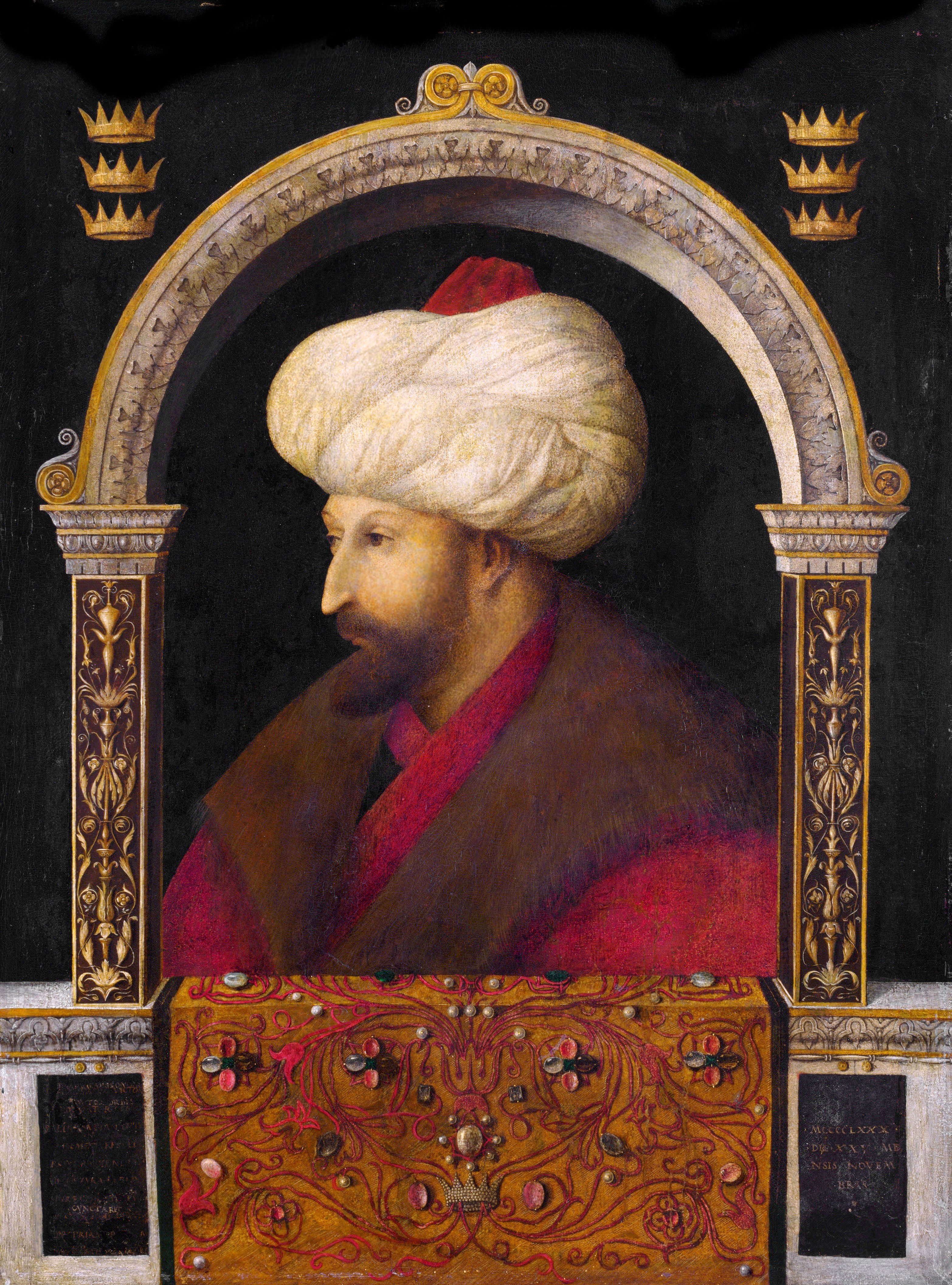
Mahomed al II-lea

| Cucerirea Constantinopolului pe 29 mai 1453, de către Sultanul Mahomed al II-lea Cuceritorul | Cucerirea Constantinopolului pe 29 mai 1453, de către Sultanul Mahomed al II-lea Cuceritorul | Cucerirea Constantinopolului pe 29 mai 1453, de către Sultanul Mahomed al II-lea Cuceritorul | Cucerirea Constantinopolului pe 29 mai 1453, de către Sultanul Mahomed al II-lea Cuceritorul |
| -------------------------------------------------------------------------------------------- | -------------------------------------------------------------------------------------------- | -------------------------------------------------------------------------------------------- | -------------------------------------------------------------------------------------------- |
|                                                                                              |                                                                                              |                                                                                              |                                                                                              |
| Debarcarea lui Mahomed al II-lea la Cornul de Aur .                                          | Mahomed al II-lea cucerește Constantinopolul.                                                | Intrarea lui Mahomed al II-lea în Constantinopol.                                            | Cucerirea Constantinopolului                                                                 |

Era de propășire a Imperiului Otoman poate fi împărțită în două perioade caracteristice. Prima dintre ele este una de creșteri teritoriale și cuceriri constante, de la cucerirea Constantinopolului din 1453 până la moartea lui Soliman Magnificul din 1566. Aceasta a fost o perioadă de realizări nemaipomenite pentru Imperiul Otoman. După cucerirea capitalei Imperiului Bizantin, otomanii au pus capăt puterii Țaratului Sârb prin bătălia de la Kosovo Polje, victorie care a deschis poarta expansiunii către Europa.
Sultanul Mahomed al II-lea se considera următorul cuceritor al lumii. În timp ce încerca sa evite tulburările interne prin acordarea de libertăți culturale creștinilor și evreilor în schimbul plății unui impozit, armatele sale invadau Serbia, Bosnia și Albania, ocupând până și ultimul teritoriu creștin din Peloponez, în 1458-1462. În 1456, a desfășurat Asediul Belgradului, însă fără succes. Coaliția creștină formată din unguri, sârbi și alți cruciați, condusă de Iancu de Hunedoara, a rezistat eroic. S-a spus pe atunci că „bătălia de la Belgrad a decis soarta lumii creștine”. În cinstea victoriei, papa Calixt al III-lea a cerut ca la fiecare biserică să se tragă clopotele la prânz, obicei păstrat și astăzi în toată lumea creștină. Totuși, Serbia a fost definitiv anexată de turci în 1459.
În curând, otomanii controlau partea estică a Mediteranei și Marea Neagră prin cucerirea Imperiului Trapezunt din Asia Mică, subjugarea hanilor din Crimeea în 1475 și obligarea acestora la plata haraciului. În 1480, Mahomed al II-lea a ajuns în sudul Italiei pregătindu-se să avanseze spre Roma, centrul creștinității, dar a murit în primăvara anului următor.

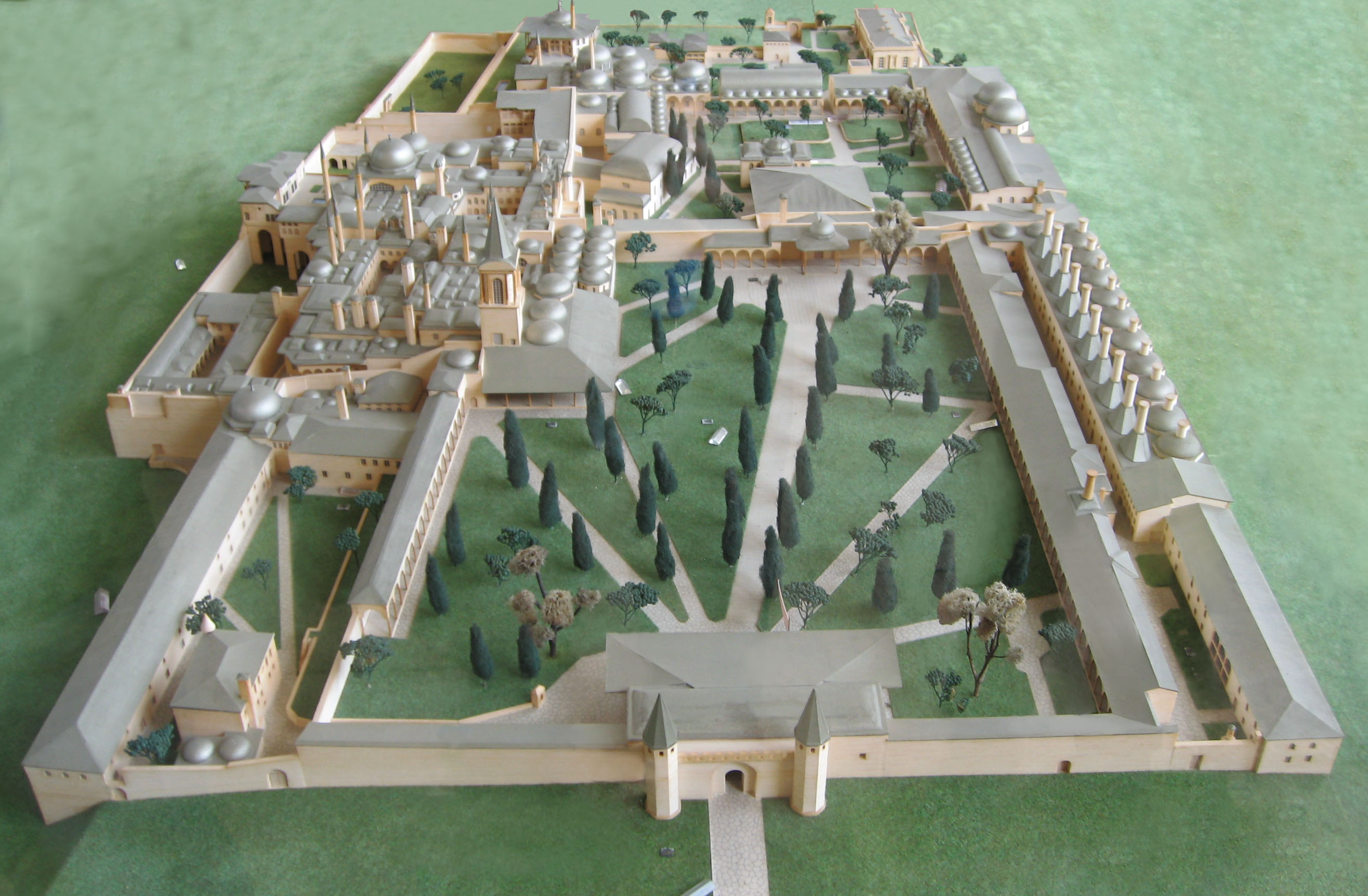
Palatul "Topkapi" (reconstituire)

A urmat o perioada de inactivitate militară sub piosul sultan Baiazid al II-lea, încheiată în aprilie 1512 printr-o lovitură de stat condusă de fiul său Selim I (cel Cumplit). La urcarea pe tron s-a proclamat suveranul lumii și succesorul lui Alexandru cel Mare. A fost creatorul Imperiului Otoman. Sultanul Selim I (1512–1520) a extins frontierele estice ale imperiului după ce i-a învins pe șahii Safavizi ai Persiei în Bătălia de la Chaldiran și a pus bazele unei flote a Mării Roșii. A ocupat Azerbaidjanul, estul Anatoliei si a subjugat Kurdistanul, obținând controlul asupra rutelor comerciale către Persia. A ocupat Siria în 1516 și a cucerit Egiptul în 1517, profitând de cererea de ajutor a mamelucilor egipteni împotriva portughezilor și dublând teritoriul Imperului Otoman. L-a detronat pe ultimul calif al orașului Cairo, asumându-și acest titlu, și a preluat protectoratul asupra așezărilor sfinte din Mecca și Medina. Pe plan intern, ca să poată asigura poziția sultanului în fața rivalilor și pentru a evita luptele pentru succesiune, a introdus practica prin care sultanul își ucidea toți frații care aveau pretenții la tron.

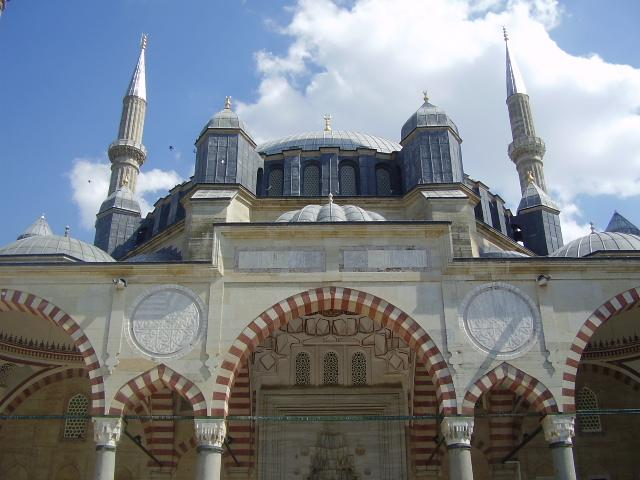
Moscheea lui Soliman

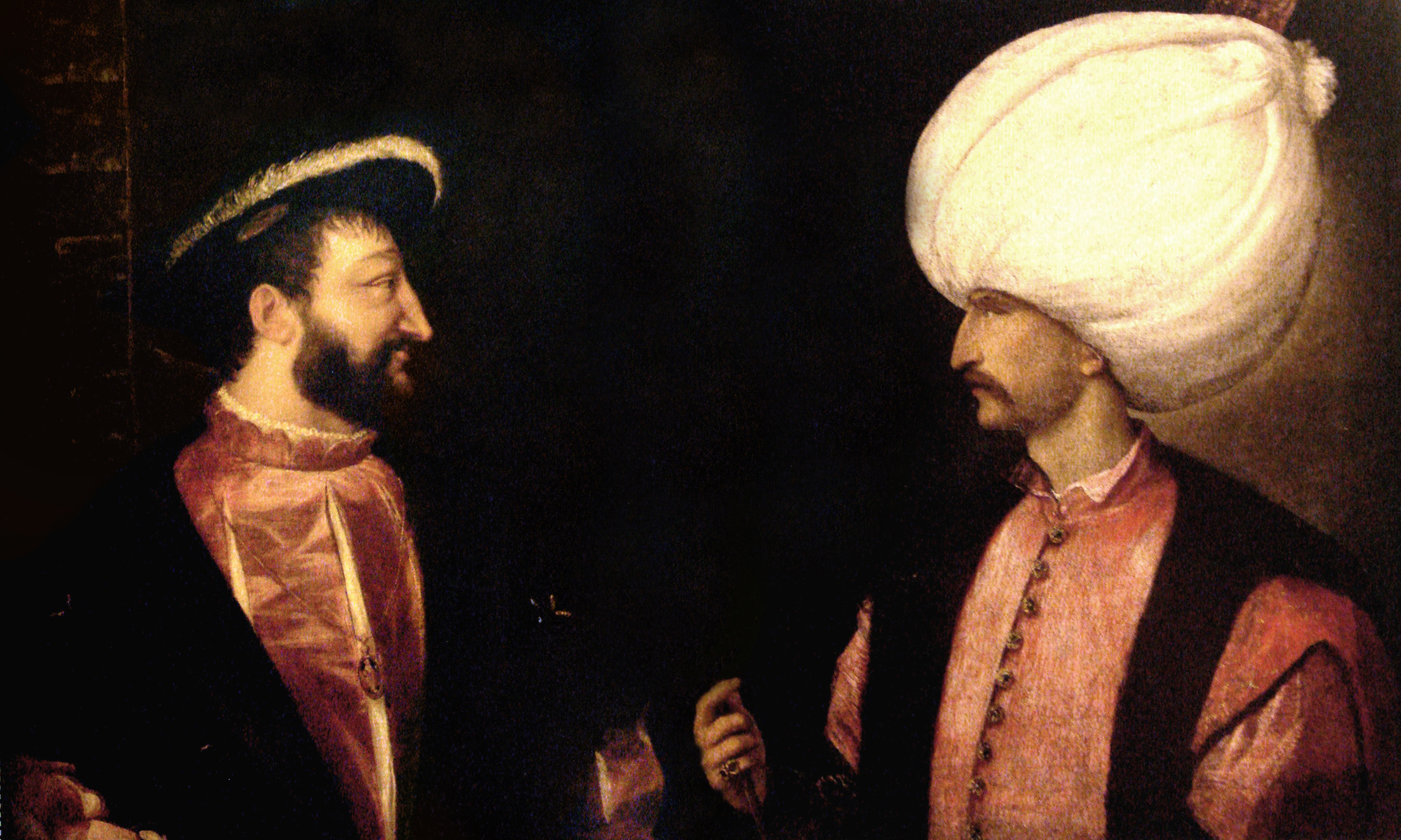
Francisc I al Franței și Soliman

Succesorul lui, Suleiman Magnificul (Soliman I), avea să ducă puterea și întinderea imperiului și mai departe, către punctul de maxima grandoare culturală. S-a consacrat modernizării guvernului, a sistemului judiciar și a celui financiar. Moschei încântătoare au fost construite de strălucitul arhitect Sinan. Armatele lui Soliman au extins granițele imperiului spre vest. În 1522 i-a alungat pe Cavalerii Ioaniți din Rodos. După ce armatele sale au cucerit Belgradul, Suleiman a dat o lovitură mortală Ungariei în bătălia de la Mohács din 1526. Însuși Ludovic al II-lea al Ungariei și Boemiei a fost ucis pe câmpul de luptă. Suleiman a continuat atacul asupra Austriei, dar în bătălia de la Viena a fost nevoit să se recunoască învins și și-a retras trupele din cauza pierderilor mari. La scurtă vreme, Transilvania, Valahia și Moldova au trebuit să se recunoască principate tributare ale Imperiului Otoman, dar nefiind incluse în acesta. Francisc I al Franței și Soliman Magnificul au inițiat o alianță franco-otomană din 1530. În est, Suleiman Magnificul a desfășurat trei campanii împotriva Imperiului Safavid al Persiei, un război dintre otomanii sunniti și perșii siiti. A cucerit Bagdadul în 1535 din mâinile perșilor, asigurând controlul deplin al turcilor în Orientul Mijlociu. Iar în 1538 a ocupat Mecca. Din cauza acestui război dintre musulmani care avea sa dureze întreg secolul al XVI-lea, otomanii n-au mai înaintat în Europa. Chiar și așa, flota turcească, sub comanda piratului Hayreddin Barbă Roșie (Hayreddin Pașa), a atacat și devastat coastele Spaniei, Italiei și Greciei.

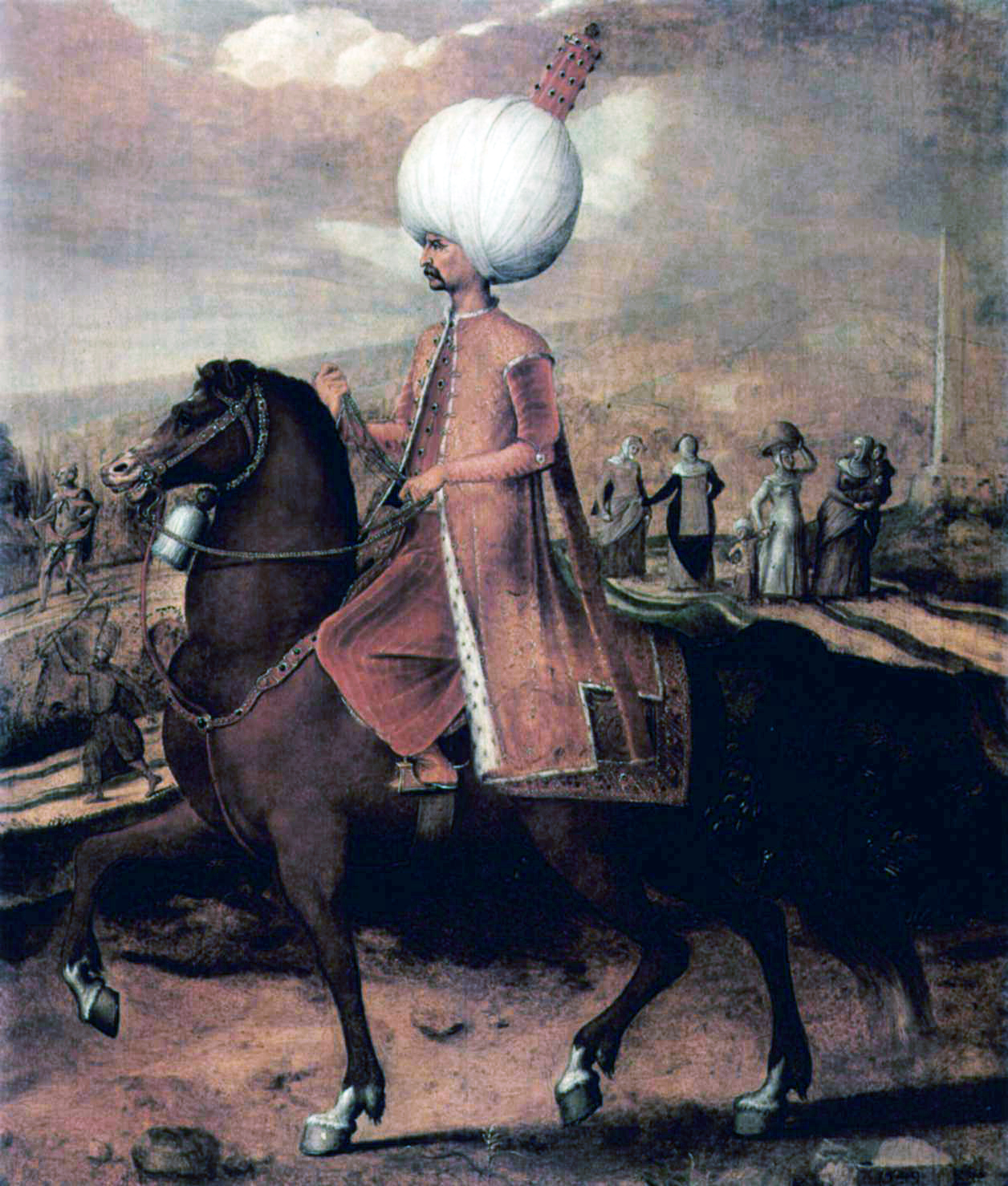
Suleiman I

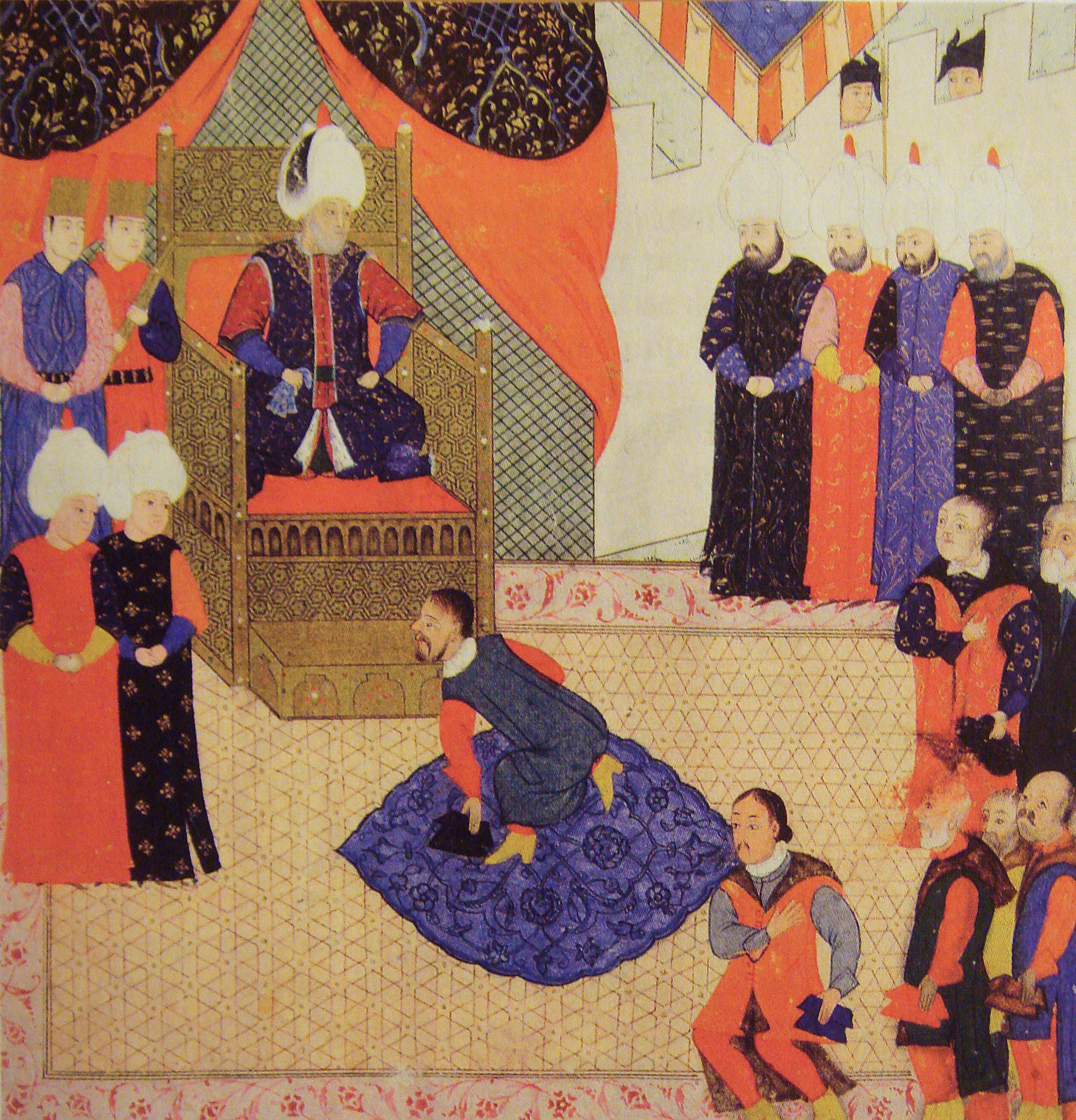
Ioan Sigismund al Ungariei se închină în fața lui Suleiman

În Oceanul Indian, Suleiman a condus mai multe campanii navale împotriva portughezilor în încercarea de a le elimina și a restabili căile comerciale cu India. Aden în Yemen a fost capturat de otomani în 1538, cu scopul de a oferi o bază otomană pentru raiduri, pentru a ataca posesiuni portugheze de pe coasta de vest a Pakistanului și Indiei de azi. Din această bază, Suleyman Pașa a reușit să preia controlul asupra întregii țări de Yemen, luând, de asemenea, Sa'na. Populația din Aden s-a ridicat împotriva otomanilor, astfel ca portughezii au fost în controlul orașului până la confiscarea acestuia, de către Piri Reis în 1548.
Secolul al XVI-lea a fost marcat de numeroase bătălii otomane purtate împotriva habsburgilor și a spaniolilor în Balcani, de controlul asupra Africii de Nord și de dominația Mediteranei. Otomanii au atins "Vârsta lor de Aur" în timpul domniei lui Suleiman Magnificul.
Încetarea cuceririlor în Europa au marcat sfârșitul celor 230 de ani de creștere. Asediul Vienei nu a fost parte a extinderii otomane în Germania. Turcii au reacționat la intervenția Habsburgilor austrieci în Ungaria. Această acțiune a îndepărtat pe unii dintre aliații otomani, iar pe alții i-a întors împotriva turcilor. Papa a abandonat interesele lui seculare pentru a agita spiritele pentru o nouă cruciadă împotriva otomanilor. În deceniile care au urmat, Imperiul Otoman nu a fost numai o forță de ocupație, ci a și devenit un instrument în politica europeană. Bătălia de la Viena a adus o perioadă lungă de stagnare și a fost un punct de cotitură în lupta de 300 de ani a regatelor din Europa Centrală împotriva otomanilor.
Mai înainte de asediul Vienei, nu era subiect al obiceiurilor diplomatice normale, nici nu a recunoscut dreptul la existență al statelor creștine, care erau considerați inamici tolerați. După eșecul din fața Vienei a început un proces de medievalizare a statului otoman, iar regulile islamice care guvernaseră viața imperiului au început să fie înlocuite de contracte financiare și civile în toate domeniile, (în relațiile externe, recrutările pentru armată, organizarea administrativă, etc).
Legea superioară a imperiului a fost shari'ah sau Legea Sacră, care este la fel cu legea divină a Islamului. O altă lege a Imperiului Otoman a fost Kanuns, această lege acoperă domenii cum ar fi dreptul penal, proprietatea funciară și impozitele. Suleiman a dat o atenție deosebită la situația supușilor creștini care au lucrat pământul spahiilor numiți Rayas.
"Codul de Rayas", a reformat legislația care reglementează taxele și impozitele pe care urmează să fie plătite de către Rayas, ridicarea statutului lor mai sus în iobăgie în măsura în care iobagii creștin ar migra spre teritoriile turcești și să beneficieze de pe urma reformelor. Sultanul a jucat un rol important în protejarea evreilor din imperiul său. În plus, Suleiman a adoptat o nouă legislație penală, prescrierea unui set de amenzi pentru infracțiuni specifice, precum și reducerea cazurilor care necesită moartea sau mutilarea. În domeniul impozitării, au fost percepute taxe pe bunuri și diverse taxe de producere, inclusiv animale, minele, profiturile comerciale și taxe de import-export. Învățământul a fost un alt domeniu important pentru Sultan. Școlile atașate la moschei și finanțate de fundații religioase au oferit o educație în mare parte gratuită pentru băieții musulmani.
Sub conducerea lui Soliman, Imperiul Otoman a intrat în epoca de aur a dezvoltării sale culturale. Sute de societăți imperiale artistice (numite Hiref Ehl-i, "Comunitatea de Talente") au fost administrate la sediul Imperial, Palatul Topkapî. După ucenicie, artiștii și meșterii ar putea avansa în rang în domeniul lor și vor fi plătiți, salariile fiind date în rate trimestriale anuale. Ehl-i Hiref a atras cei mai talentați artiști în curtea sultanului, atât din lumea islamică, cât și din recentele cuceriri din Europa, rezultând un amestec de islamici, turci și alte culturi europene. Artizanii de la curte sunt: pictori, cojocari și bijutieri. Întrucât conducerea anterioară a fost influențată de cultura persană, domnia lui Soliman a creat o artă proprie a Imperiul Otoman.
Suleiman însuși a fost un poet talentat, a scris în limba persană și turcă, sub pseudonimul Muhibbi. Sultanul a căutat să transforme Constantinopolul în centrul civilizației islamice printr-o serie de proiecte, inclusiv poduri, moschei, palate și diferite instituții de caritate și sociale. Cea mai mare dintre acestea a fost construită de arhitectul-șef al sultanului, Mimar Sinan, în care arhitectura Otomană a atins apogeul. Sinan a devenit responsabil de peste trei sute de monumente în tot imperiul, inclusiv cele două capodopere, Suleymaniye și moscheia Selimiye, aceasta din urmă a fost construită în Adrianopol, în timpul domniei lui Soliman fiul lui Selim al II-lea. Suleiman a restaurat, de asemenea, Cupola Stâncii din Ierusalim și zidurile Ierusalimului, renovat Kaaba din Mecca, și a construit un complex în Damasc.

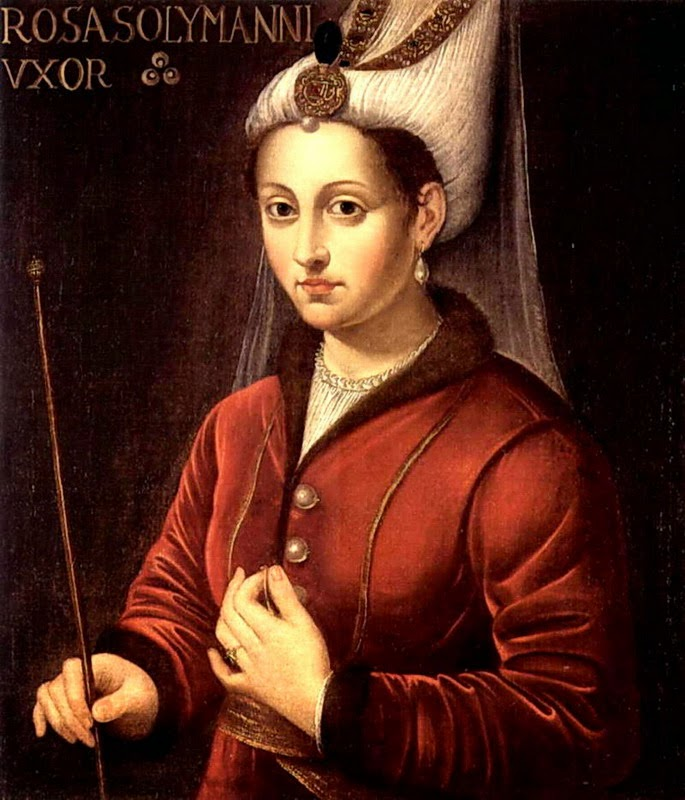
Roxelana, soția lui Suleiman Magnificul

Încălcând tradițiile otomane privind căsătoria, Soliman se căsătorește cu o supusă din haremul său, pe nume Roxelana. Căsătoria sultanului cu aceasta îl face să câștige mai multă notorietate.
În iarna anului 1566, în Imperiul Otoman s-a dat ordin de mobilizare a trupelor pentru campania din vară, care avea drept țintă Viena. Sultanul, în vârstă de 71 de ani, urma să conducă personal marea oaste, însoțit de marele vizir Sokollu Mehmet Pașa. Suleyman pleacă din Istanbul în fruntea armatei la 1 mai 1566. În drumul său spre cetatea Eger, ultimul bastion înainte de Viena, Suleiman a hotărât să asedieze cetatea Szigetvar, a cărui comandant Nikola Zrinski (Miklos Zrinyi) îi hărțuia armata. Mica cetate și cei aproximativ 3000 de apărători nu păreau să aibă vreo șansă în fața celor peste 100.000 de turci, tătari și moldoveni, însă asediul s-a prelungit o lună de zile, din 5 august până pe 7 septembrie. În final, turcii au cucerit cetatea, însă cu pierderi grele. Sultanul a încetat din viață în noaptea de 6-7 septembrie, chiar înaintea atacului decisiv împotriva Szigetvarului, iar Sokollu a anunțat tragicul eveniment abia după 48 zile. După 46 de ani de domnie, Soliman moare, iar fiul său, moștenitorul tronului, Selim al II-lea, preia conducerea, ducând mai departe succesul tatălui său. Deși se spune ca s-a născut din părinții Suleyman I si Sultana Hürrem, acesta nu era de origine turcă, ci provenea din sudul Ucrainei.
Selim ducea o viață lejeră în timp ce miniștrii și generalii săi conduceau imperiul. Otomanii propriu-ziși nu erau numeroși. Ei se bazau pe sclavii înrobiți și strămutați din Rusia și nordul Africii și pe înrolarea forțată a fiecărui al cincilea băiat din teritoriile ocupate în Europa, baieții aceștia fiind instruiți pentru a deveni administratori și soldați. Oamenii de rând erau lăsați în pace atât timp cât se supuneau și își plăteau taxele și nimeni nu era convertit la islam cu forța. Otomanii se bazau, în ceea ce privește comerțul, pe greci, armeni, venețieni și alți străini, ceea ce conferea Imperiului Otoman un caracter internațional. Dar, prin 1600, imperiul a intrat într-o perioadă îndelungată de declin lent.

### Stagnarea (1683–1800)

Bătalia de la Lepanto, 1571

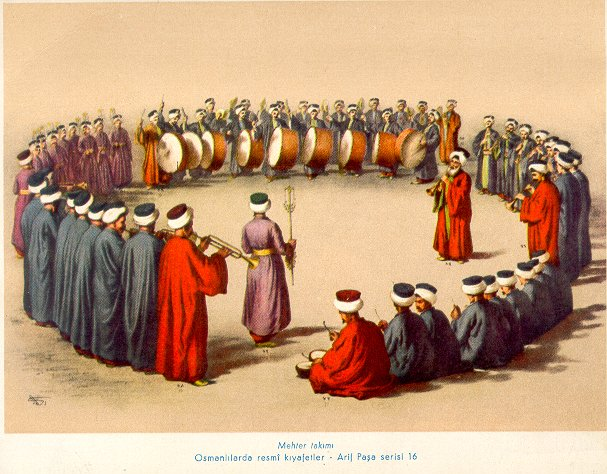
Banda Militară

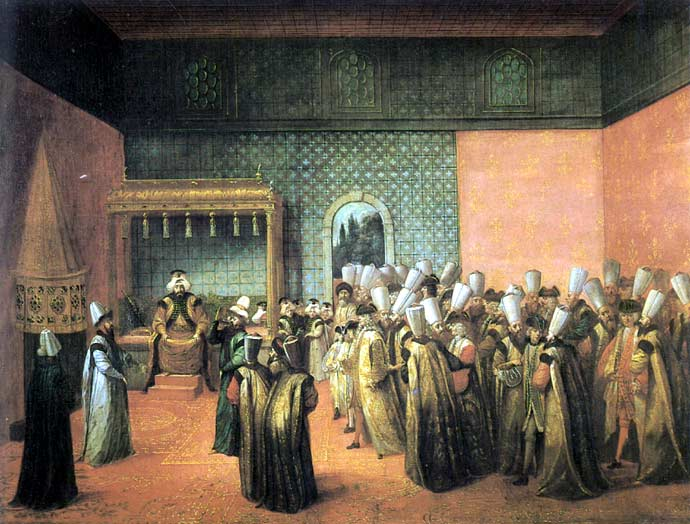
Vizita unui ambasador francez și audiența la sultanul Ahmed al III-lea

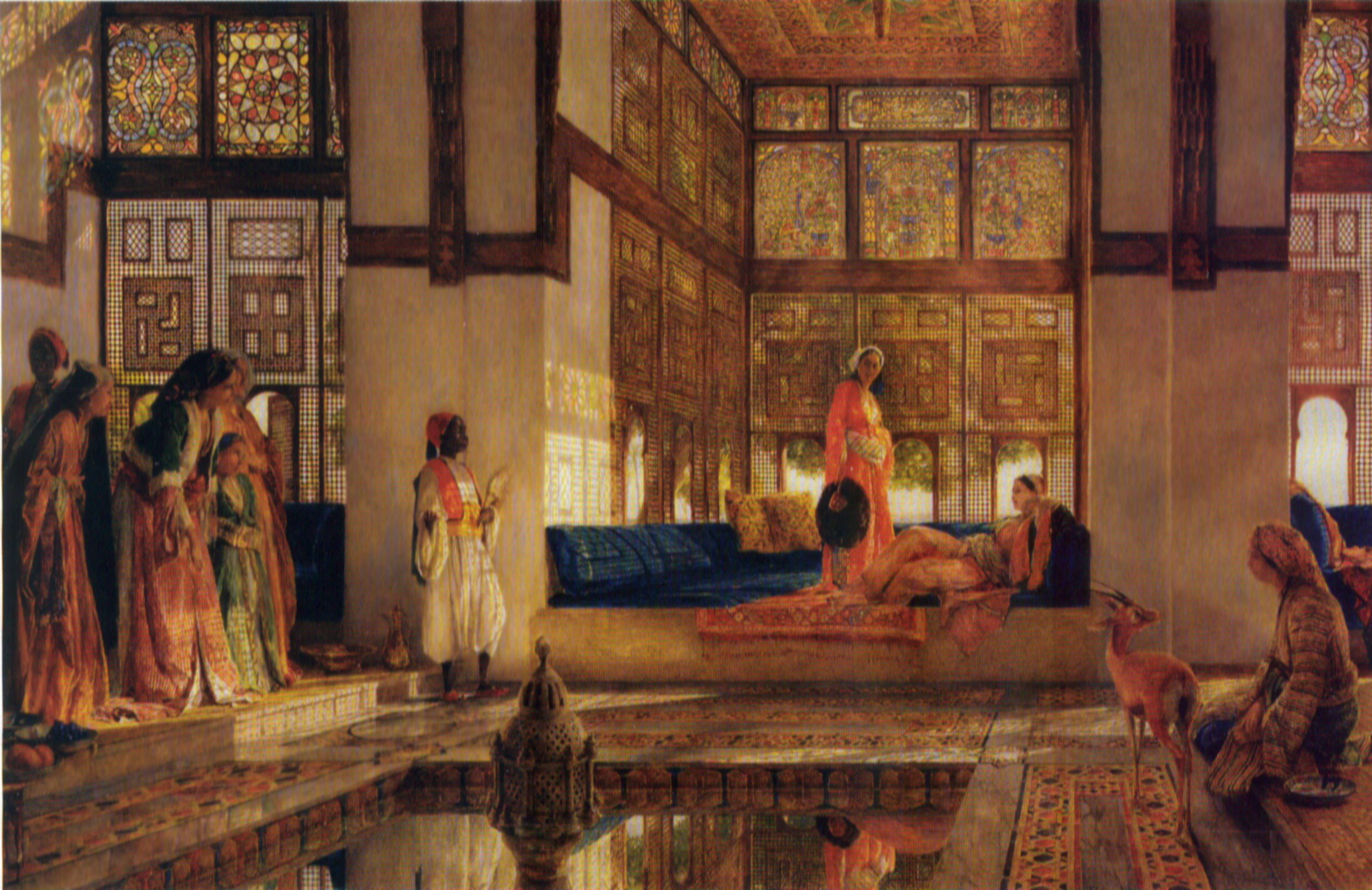
Harem

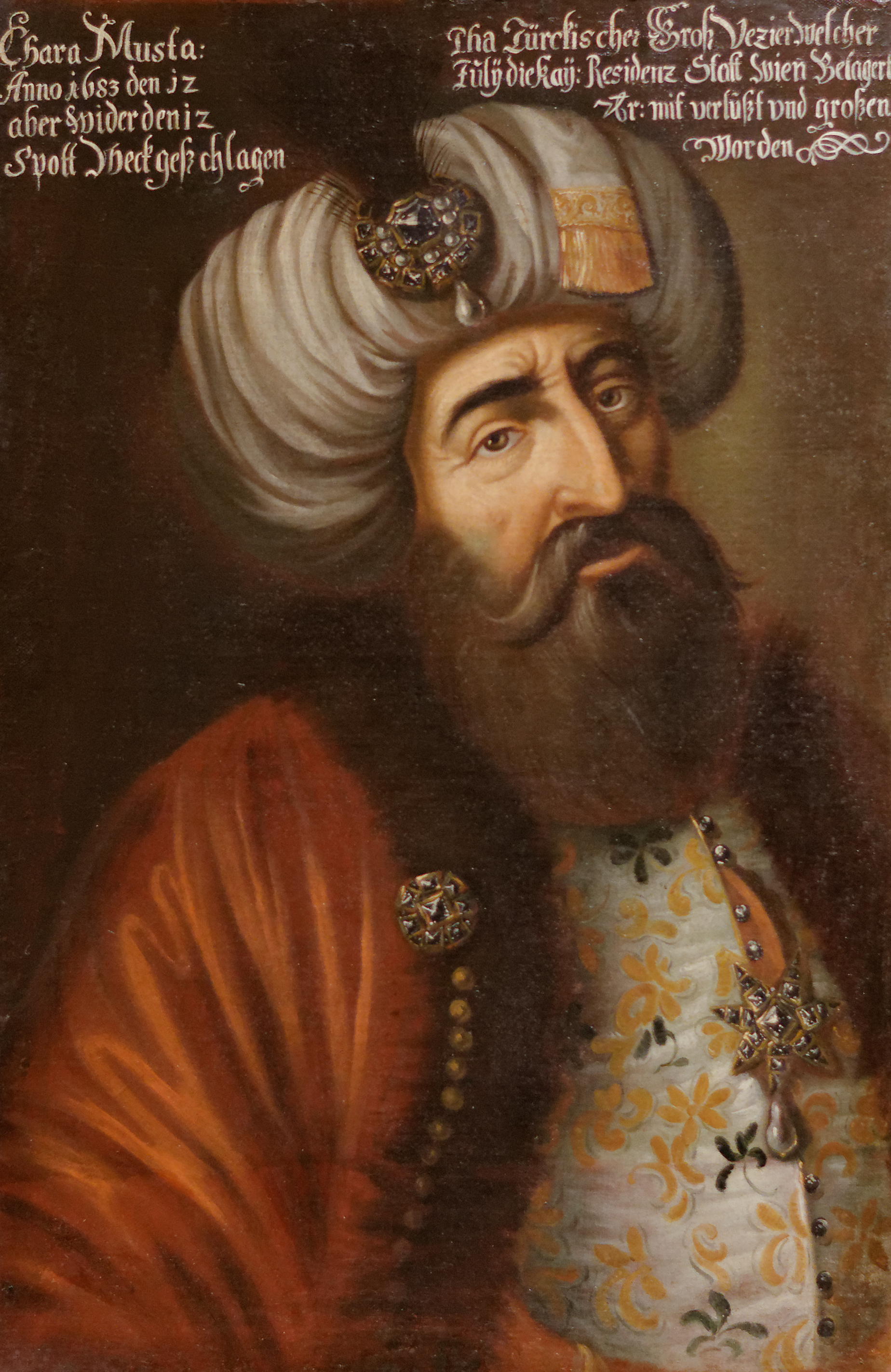
Kara Mustafa Pașa

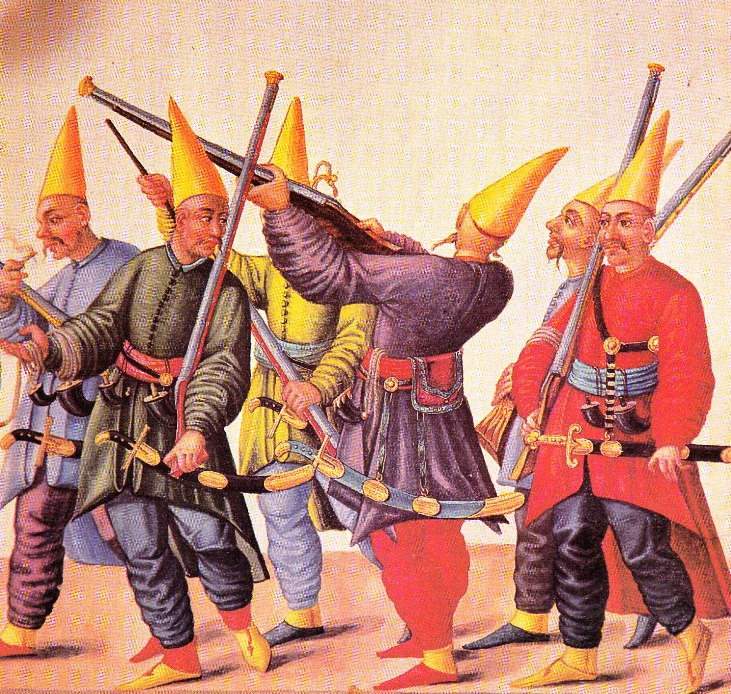
Ieniceri

În această perioadă de stagnare, imperiul a fost slăbit de războaie neîntrerupte, în special cu Imperiul Persan, Uniunea polono-lituaniană, Imperiul Rus și Imperiul Austriac. Expansionismul rusesc a fost reprezentat de o serie de 10 războaie duse împotriva otomanilor în secolele al XVII-lea, al XVIII-lea și al XIX-lea. Imperiul Otoman a fost foarte rezistent în fața acestor atacuri purtate de-a lungul multor ani, mai ales că avea tot concursul puterilor occidentale întru limitarea creșterii puterii rusești. Succesorii lui Soliman I au fost în general conducători slabi, marii viziri guvernând în locul lor. Mustafa I a avut două domnii între anii 1617-1618 (după moartea lui Ahmed) și 1622-1623 (după asasinarea lui Osman al II-lea). La mijlocul secolului al XVI-lea, Selim al II-lea și Murad al III-lea au avut domnii lipsite de importanță în timpul cărora sultanii și-au pierdut interesul față de problemele statului. Perioadele de guvernare ale marilor viziri au început odată cu mânia pentru lux și opulență a sultanilor și numeroase intrigi domestice în care s-au implicat. Mulțumită marelui vizir Mehmed Sokollu, imperiul a rămas stabil din punct de vedere politic, chiar și după înfrangerea suferită din partea flotei aliate creștine în Bătălia de la Lepanto din 1571. În timpul domniei lui Murad al III-lea, otomanii au suferit o gravă înfrângere din partea armatei habsburgice în bătalia de la Sissek în 1593. Mehmed al III-lea a rămas notoriu chiar și în istoria otomană pentru că a avut nouăsprezece frați și pe jumătate dintre ei i-a executat pentru a-și asigura domnia, dar și pentru stabilirea relației diplomatice cu regina Elisabeta I a Angliei. În timpul domniei sale, otomanii au suferit o înfrângere din partea românilor, conduși de Mihai Viteazul, în Bătălia de la Călugăreni chiar în primul an al domniei sale. A fost succedat de fiul său, Ahmed I (1603–1617), fiind încoronat la vârsta de 13 ani. Când a fost invitat de onoare la curtea regală a reginei Elisabetei I a Angliei, a distrus un ceas muzical cu figuri decorative din motive religioase, care, în mod ironic, i-a fost dăruit reginei chiar de tatăl său, Mehmed al III-lea. Ahmed a domnit puțin timp, murind de tifos în 1617. A fost urmat la tron de Mustafa I, un dezechilibrat mintal, care a condus timp de 2 ani. Acesta avea să mai conducă după asasinarea lui Osman al II-lea în 1622-1623, până ce avea să vină Murad al IV-lea la conducere.
Turcii au stabilit noi relații diplomatice și comerciale cu Anglia în 1580 și cu Regatul Țărilor de Jos în 1603. În războiul împotriva perșilor din 1579-1590, Caucazul împreună cu Tbilisi și Tabriz, au ajuns sub control otoman, dar au fost pierdute în 1603 în favoarea șahului Abbas cel Mare. Osman al II-lea a domnit ca sultan din 1618 până în 1622, dovedindu-se un tânăr sultan sever și pasionat de tirul cu arcul. Rebeliunile din Anatolia și Kurdistan erau semne clare ale dezbinării interne ale imperiului. Ienicerii deveniseră un puternic stat în interiorul statului, dar în 1622, după ce l-au asasinat pe sultanul Osman al II-lea, care încercase să le limiteze puterea, fratele acestuia, Murad al IV-lea, a înfrânt dominația lor prin pedepse aplicate cu cruzime. Murad a reușit să potolească revoltele kurzilor și ale druizilor din Siria, iar în 1638 a recucerit Bagdadul de la Safavizi. În această perioadă, numeroși albanezi, bosniaci și bulgari au fost convertiți la islam. Relațiile cu Imperiul Mughal au fost deschise. A murit de gută în 1640, nu înainte să ordone de pe patul de moarte uciderea fratelui său, Ibrahim I. Porunca n-a fost dusă la împlinire și în cele din urmă, l-a urmat la tron. Instabil psihic, având parte de înfrangeri navale în Marea Egee din partea venețienilor care au capturat Tenedos și au blocat strâmtoarea Dardanele, amenințând insuși Instanbulul, a ordonat exterminarea tuturor creștinilor. Bineînțeles că vizirii nu i-au dus porunca la îndeplinire și în cele din urmă, Ibrahim a fost strangulat la Constantinopol în 1648. A domnit doar 8 ani.
De la mijlocul secolului al XVII-lea, în timpul domniei lui Mehmed al IV-lea Kuprili, guvernarea a trecut în mâinile familiei albaneze de mari viziri Koprulu, care a declarat război împotriva corupției și a întărit puterea centrală. În 1669, au reușit să smulgă venețienilor, Creta, și în 1672, de la polonezi, Podolia. Sultanul a introdus reforme în economie și armată, iar șansele otomanilor au renăscut.
În 1676, Kara Mustafa a devenit mare vizir, conducându-și armatele către Ungaria. În 1683 a asediat Viena pentru a doua oară, dar armatele mixte și aliații polonezi i-au infrânt pe turci pe câmpiile de la Kahlenberg obligându-i să se retragă. Regele polonez Jan al III-lea Sobieski l-a învins pe Kara Mustafa în bătălia de la Viena din 1683, după ce apărătorii Vienei au rezistat 2 luni, suficient timp ca o armată de germani și polonezi să le vină în ajutor. Turcii au început să piardă din poziția dominantă din Europa după înfrângerea dezastruoasă de la Viena.
Un alt vizir, Mustafa Kuprili ,a preluat conducerea în 1690, care a reușit să-i alunge pe austrieci din teritoriile proaspăt ocupate, dar a fost ucis în 1691.
Carol al V-lea de Lorena și Ludovic-Wilhelm de Baden-Baden i-au izgonit pe otomani din Ungaria. Venețienii au ocupat în 1687 teritorii din Pelepones, inclusiv Atena. Nici reîntoarcerea marilor viziri din familia Koprulu nu a pus capăt pierderilor suferite de turci în Balcani.
În urma înfrângerii suferite la Zenta, în 1697, din partea generalului austriac Eugeniu de Savoia, Imperiul Otoman, prin prevederile Tratatului de la Karlowitz, a pierdut Ungaria, Transilvania și Slavonia, în favoarea Austriei, Podolia în favoarea Poloniei, și Peleponesul împreună cu alte părți din Dalmatia, în favoarea Veneției.
În 1700, Azovul a fost cedat Rusiei. Sultanul Ahmed al III-lea i-a oferit azil lui Carol al XII-lea al Suediei, apoi a provocat un război cu Rusia în 1710-1711, câștigat de otomani. În 1717, Belgradul a fost cedat Imperiului Austriac, care, prin Tratatul de la Passarowitz din 1718, a recâștigat Banatul, nordul Serbiei și Oltenia. Din 1718, a debutat Perioada Lalelei în Imperiul Otoman, perioadă cuprinsă între momentul semnării Tratatului de la Passarowitz și revolta condusă de Patrona Halil. Această perioadă a fost una lipsită de mari conflicte, în timpul căreia Imperiul Otoman a început să se orienteze treptat spre valorile europene.

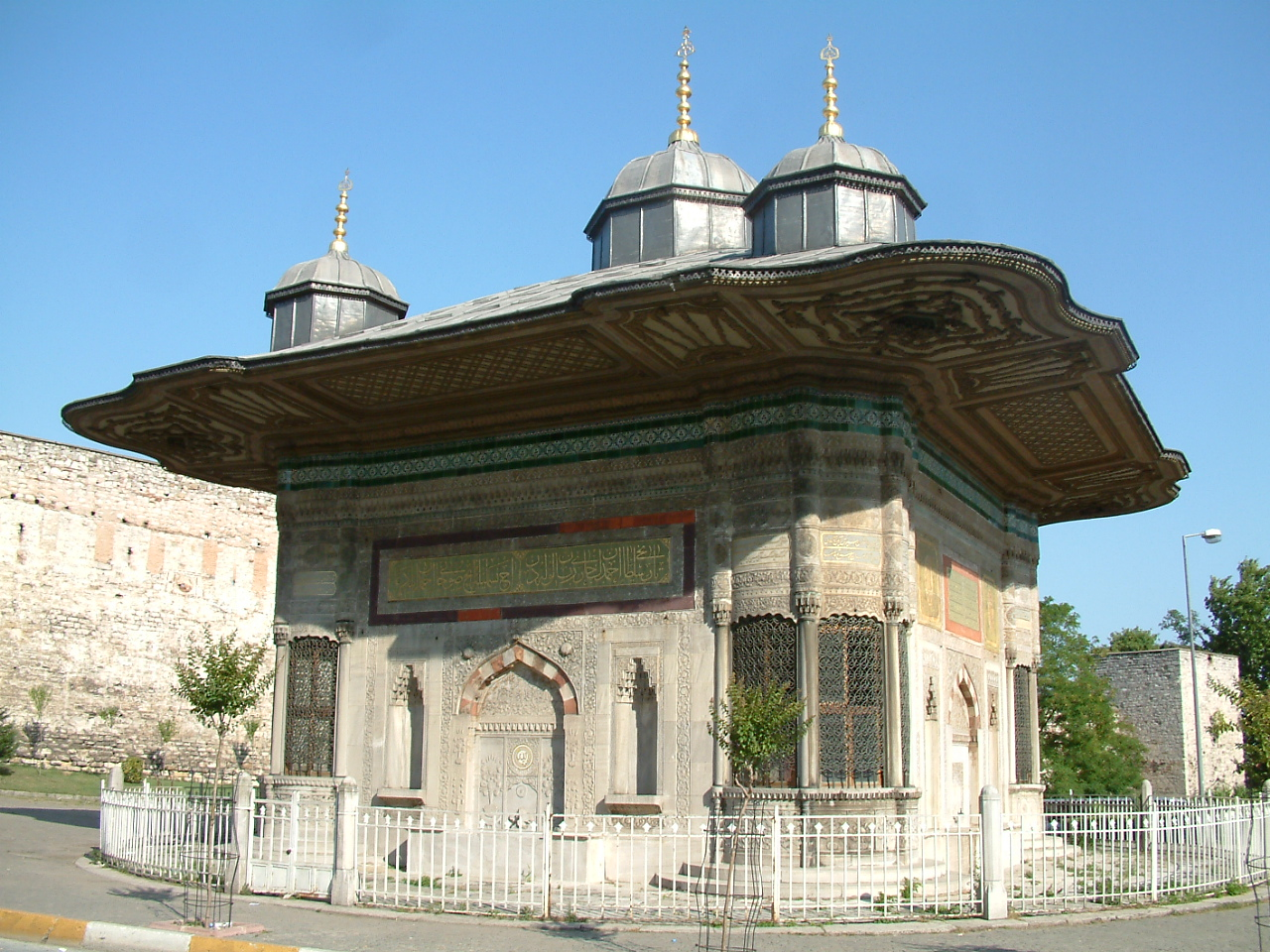
Fântâna lui Ahmed al III-lea de la Istanbul

Numele acestei perioade a fost dată de moda folosirii lalelelor în societatea otomană. Cultivarea acestui simbol cultural a devenit o practică foarte apreciată în acea perioadă. Perioada Lalelei a fost ilustrarea conflictelor generate de noua cultură a consumului și principalul simbol al acesteia din urmă. În această perioadă, înalta societate otomană a dezvoltat un apetit uriaș pentru lalele, care erau folosite practic în toate ocaziile. Laleaua ajunsese să fie un simbol al aristocrației și privilegiaților.
Marele vizir a fost preocupat de crearea unui climat propice comerțului, care urma în schimb să asigure venituri mai mari la buget. În această perioadă, curtea otomană s-a reorientat spre moda grădinilor și a unui stil de viață mai transparent. Marele vizir era un iubitor al lalelelor, punând bazele unei mode a cultivării lalelelor în grădinile publice și private, modă reflectată și în artă. Moda vestimentară a încorporat la rândul ei pasiunea pentru lalele. Lalelele au devenit omniprezente în piețele de flori, dar și pe produsele textile. Bulbii de lalele au devenit o marfă căutată, cumpărată la un preț din ce în ce mai mare de către bogații epocii.
Simbolul lalelei apărea în palatele otomane și pe obiectele de îmbrăcăminte. Laleaua a devenit un simbol al bogăției și nobleței, dar și al fragilității unei stăpâniri despotice.Perioada Lalelei a fost propice dezvoltării artei, culturii și arhitecturii. Stilul arhitectural și al decorațiilor a devenit mult mai elaborat în această perioadă, fiind influențat de stilul baroc. Unul dintre exemplele clasice este fântâna Ahmed al III-lea din Palatul Topkapî din Istanbul.Laleaua a fost un motiv principal și în poezie sau pictură. 

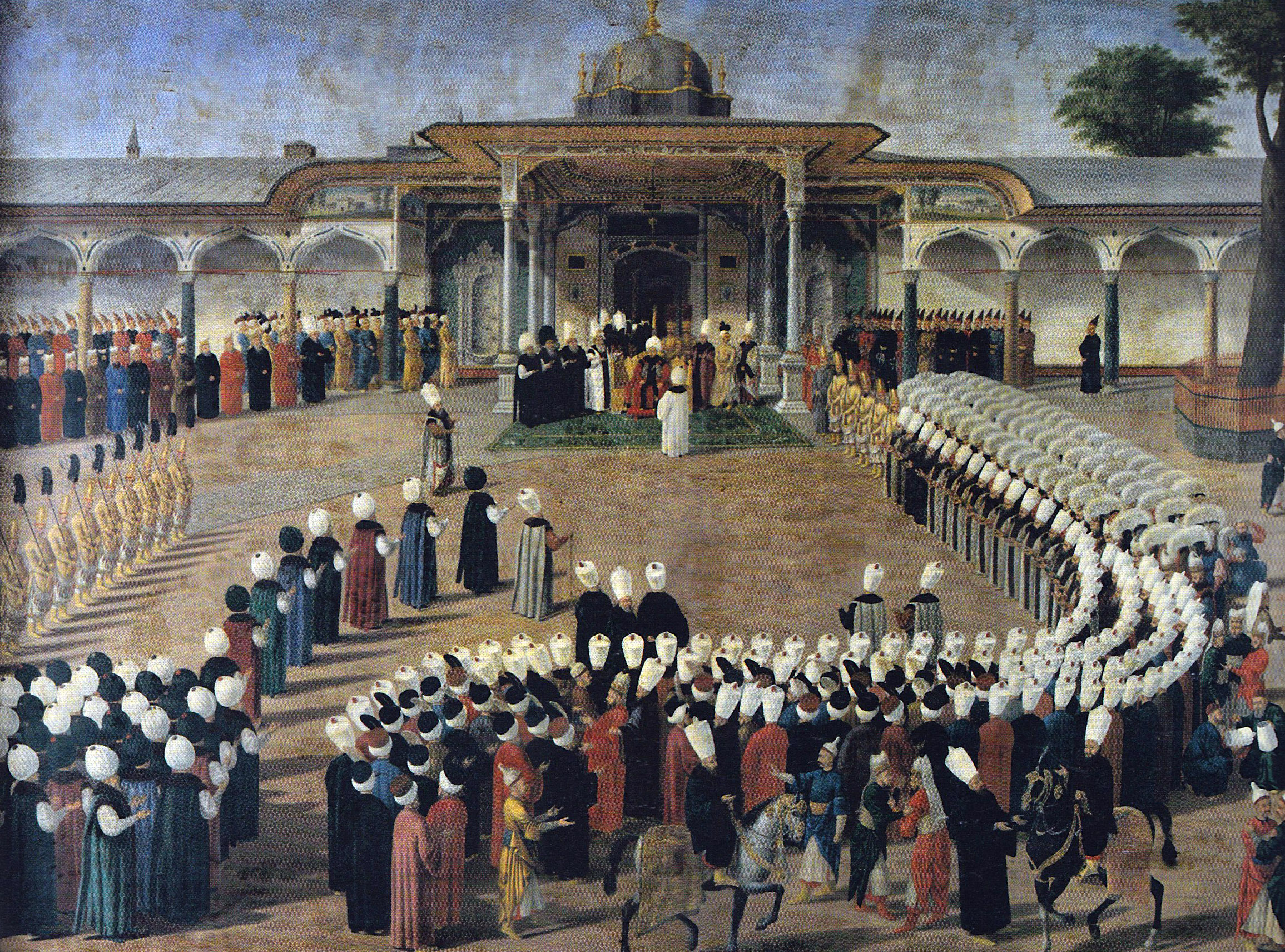
Sultanul Selim al III-lea

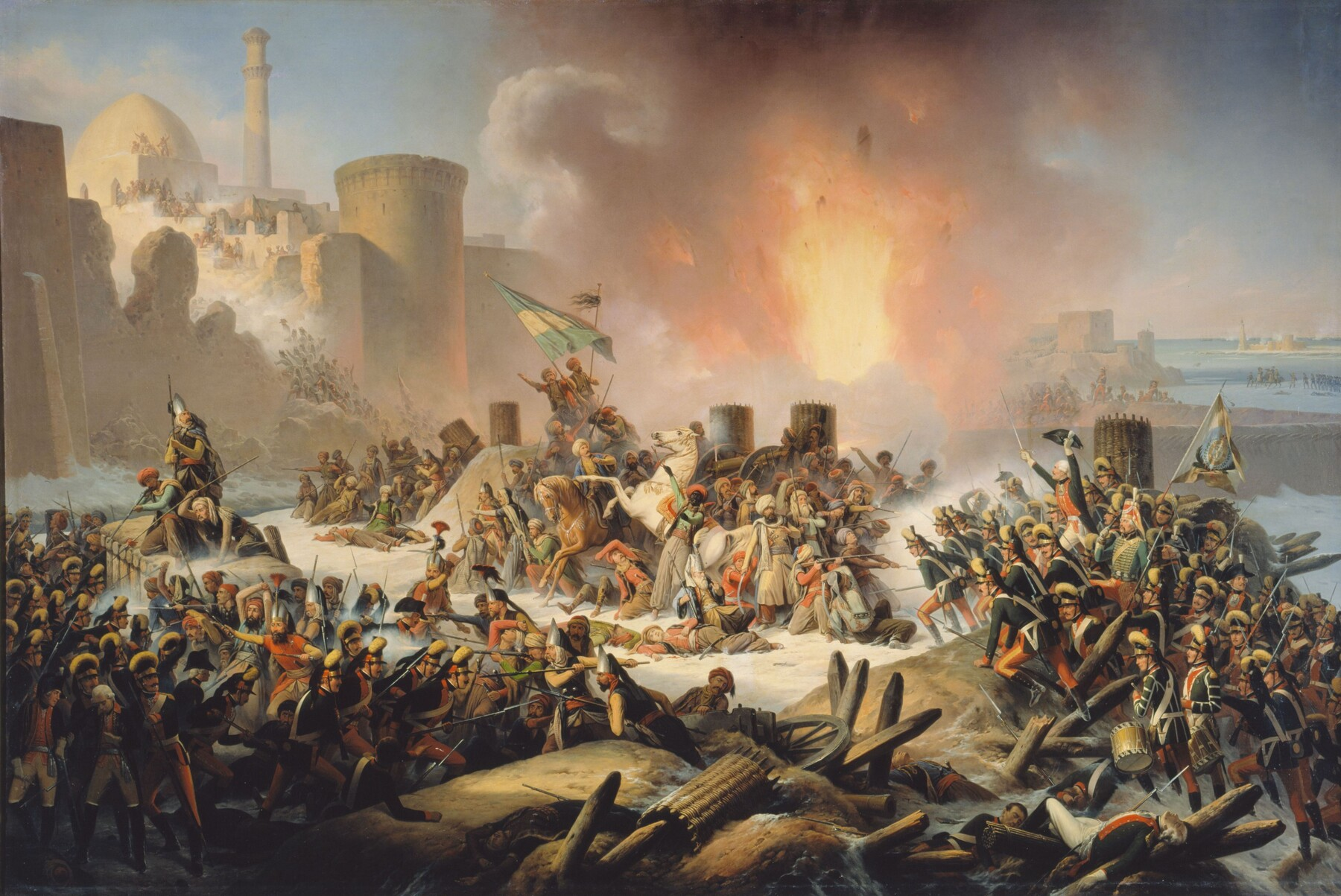
Asediul cetății Ociakiv

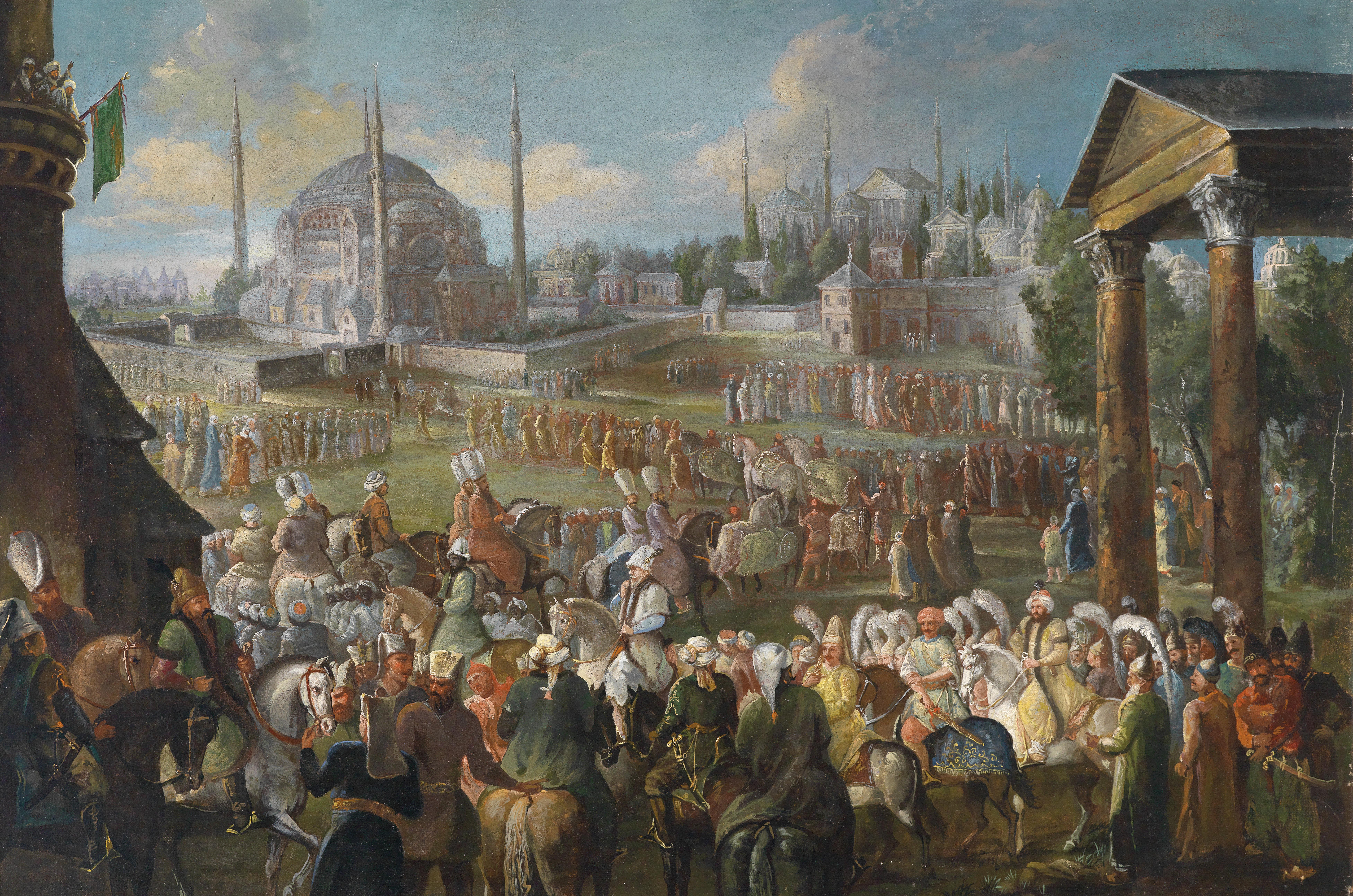
Istanbulul în secolul al XVII-lea

În urma eșecurilor militare, în 1730 s-a încheiat perioada lalelei și s-a ajuns la detronarea lui Ahmed al III-lea, și reinstaurearea domniei ienicerilor, care au recâștigat nordul Serbiei și Oltenia între 1736 și 1739. Odată cu semnarea pactului militar cu Austria, din 1741, principalul inamic devine Rusia, cu ambițiile ei expansioniste. Alianța otomanilor cu Prusia din 1761 a continuat până în Primul Razboi Mondial. În timpul Primului Război Ruso-Turc (1768-1774), în ianuarie 1769, armata turco-tătară a efectuat unul dintre cele mai mari atacuri din istoria Rusiei, care a fost respins de garnizoana de 6.000 de oameni a Cetatea Sfânta Elisabeta, care i-a împiedicat pe turci să avanseze în continuare, în vara anului 1769 rușii au înaintat în Moldova și Transcaucazia distrugând în 1770 flota otomană. Între 1774 și 1783, otomanii au cedat rușilor Crimeea și austriecilor Bucovina. Ecaterina cea Mare a uzurpat, în 1784, protectoratul principatelor creștine din Georgia. Turcii au intrat încă o dată în război cu Austria și cu Rusia între 1787 și 1792. Rusia a continuat să câștige teritorii, devenind puterea dominantă din jurul Mării Negre.

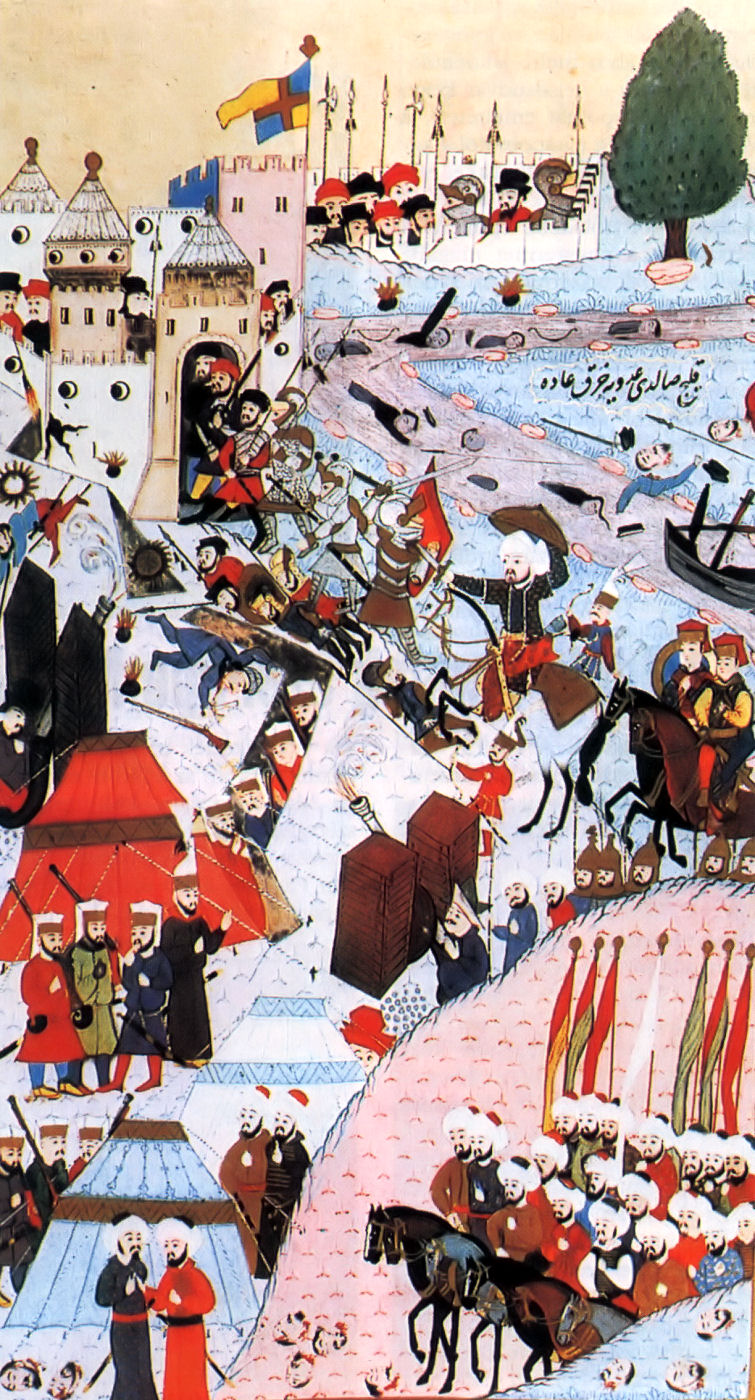
Asediul Belgradului, 4-22 iulie 1456
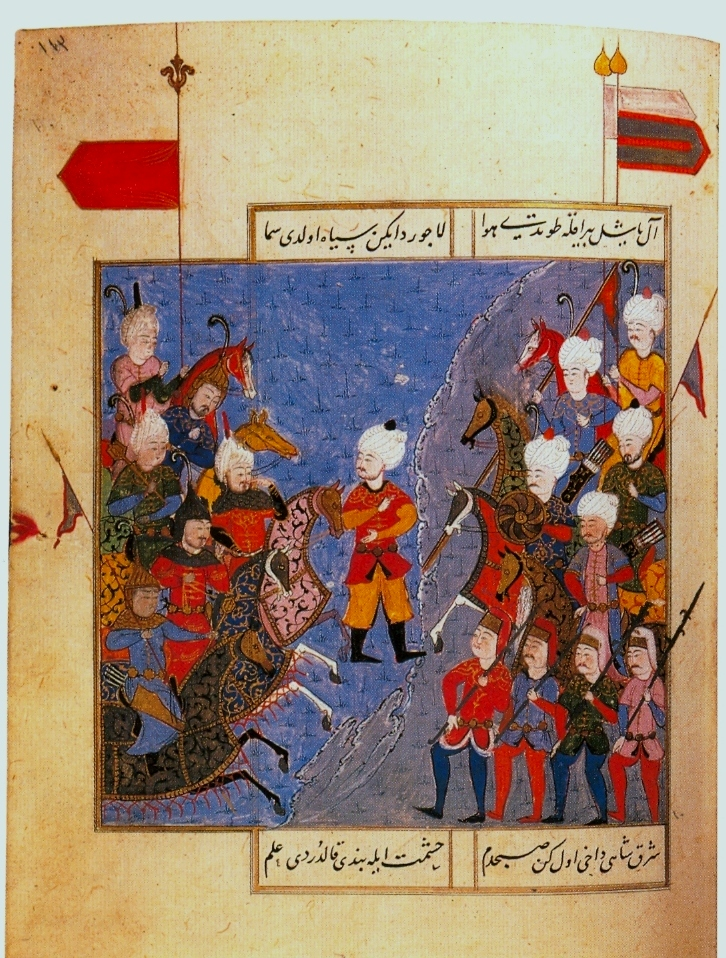
Bătălia de la Chaldiran, 23 august 1514
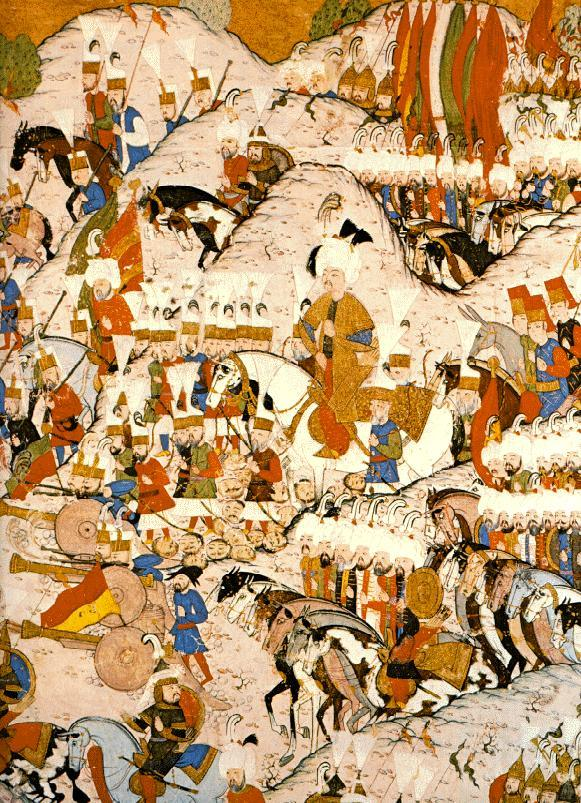
Bătălia de la Mohács, 29 august 1526
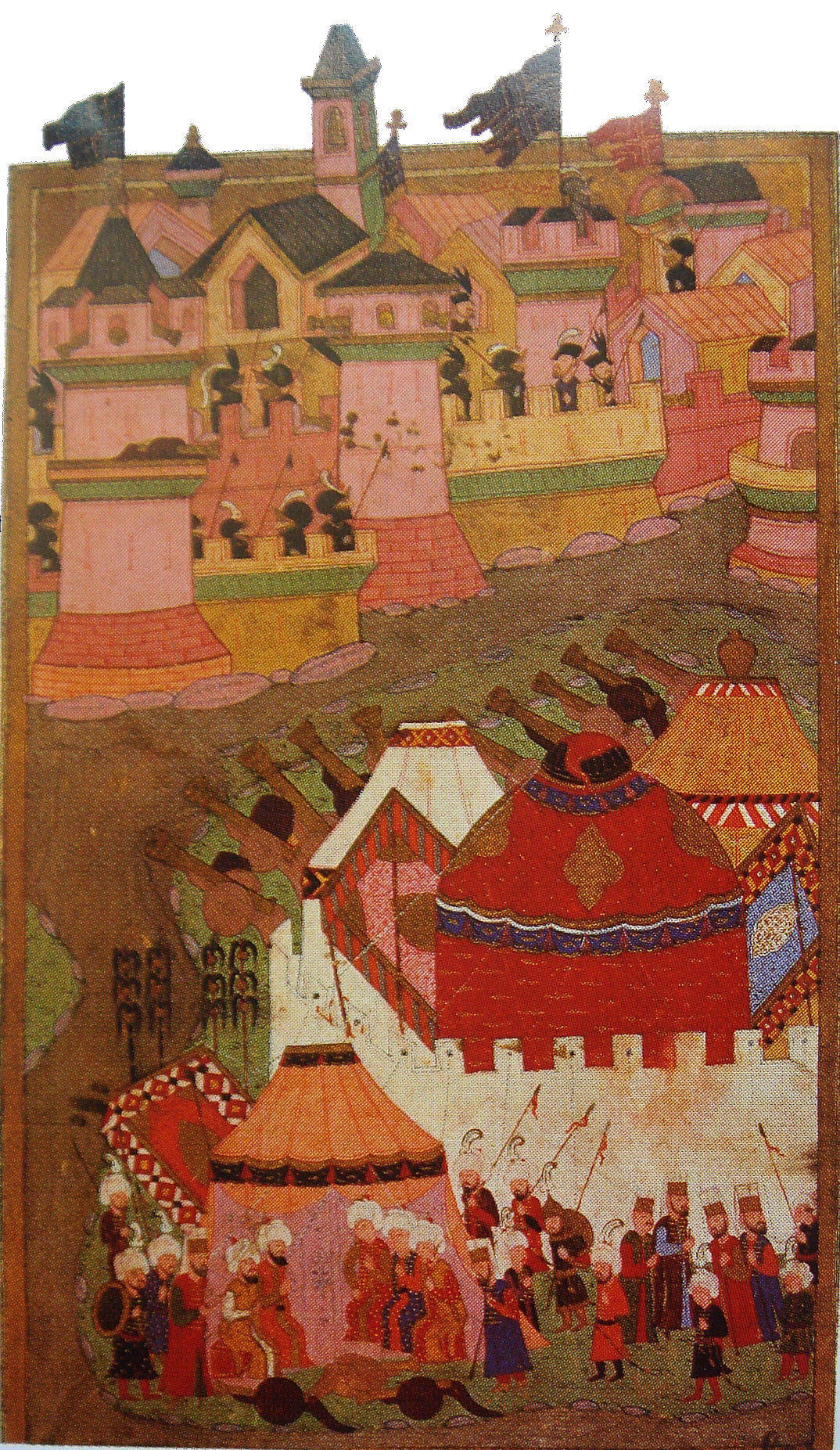
Primul Asediu al Vienei, 27 septembrie–15 octombrie 1529
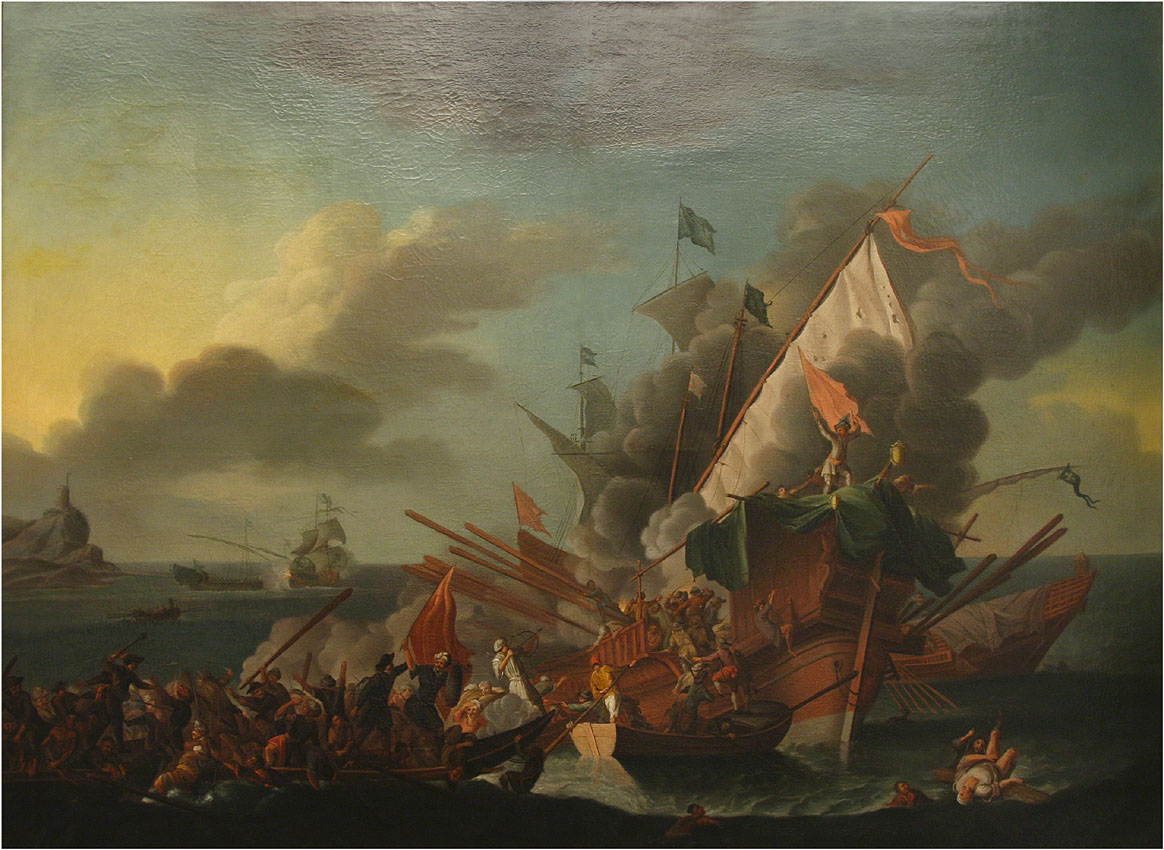
Bătălia de la Lepanto, 7 octombrie 1571
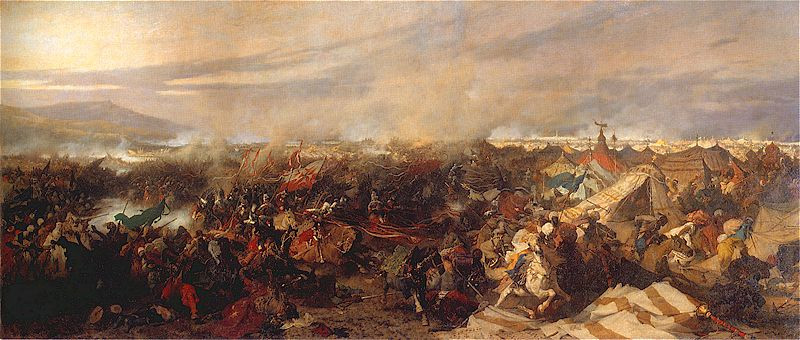
Al doilea Asediu al Vienei, 11 septembrie–12 septembrie 1683
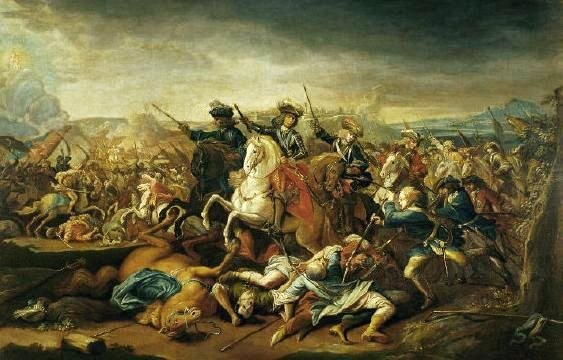
Bătălia pentru Belgrad, 16 iulie–17 august 1717
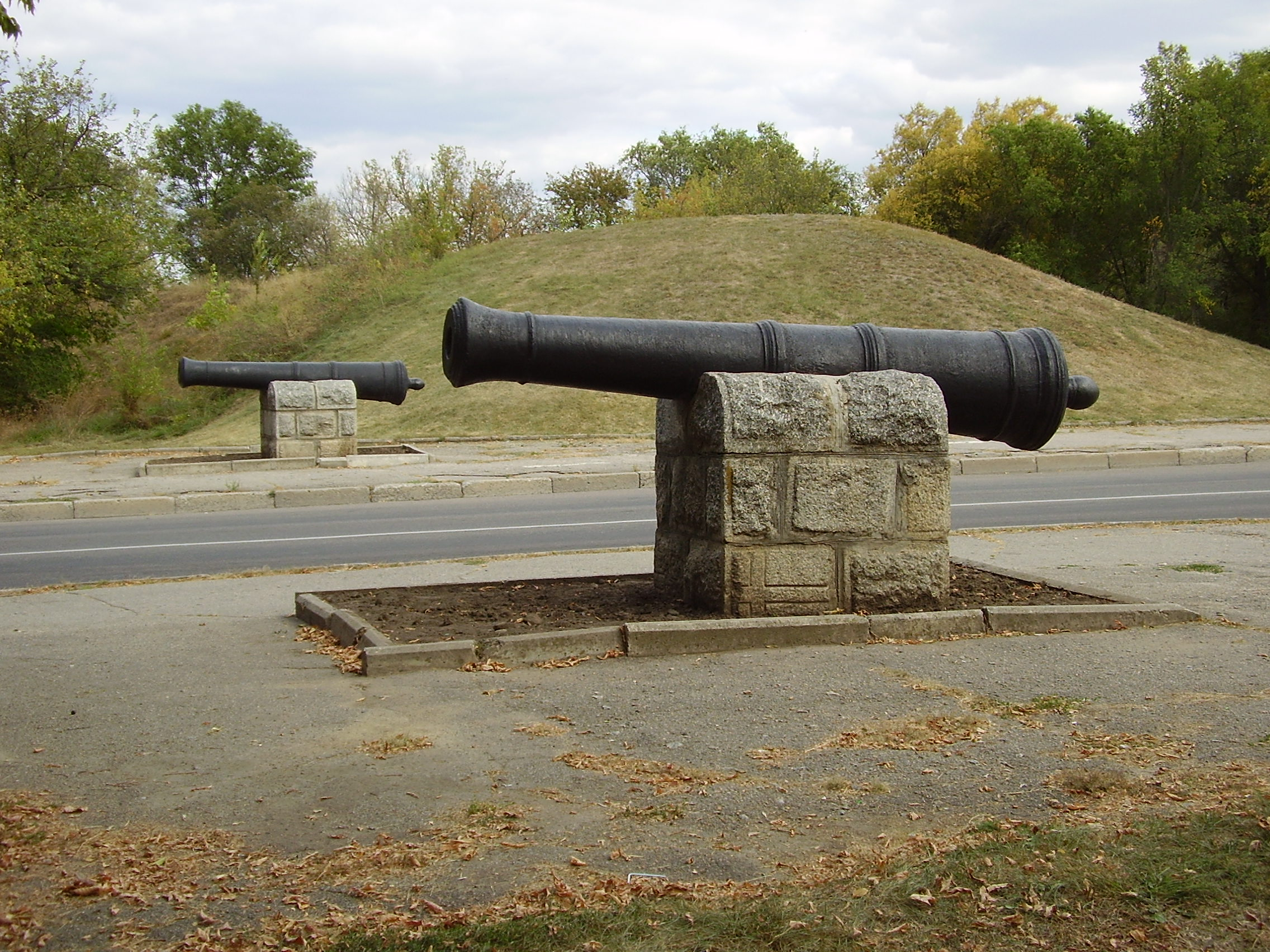
Tunuri și fortificații ale cetății Sfânta Elisabeta
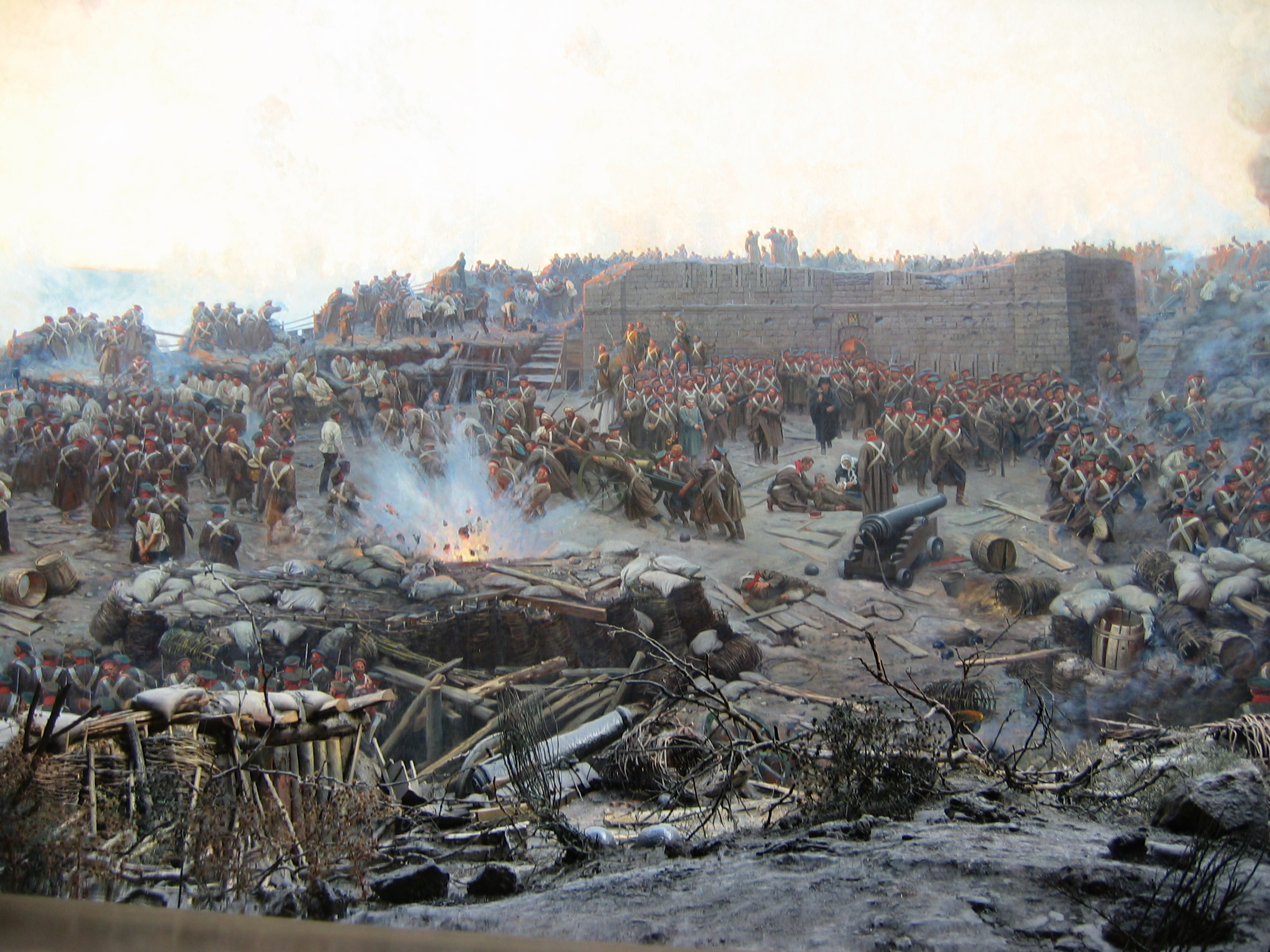
Asediul Sevastopolului), 17 octombrie 1854–11 septembrie 1855

### Declinul (1828–1908)

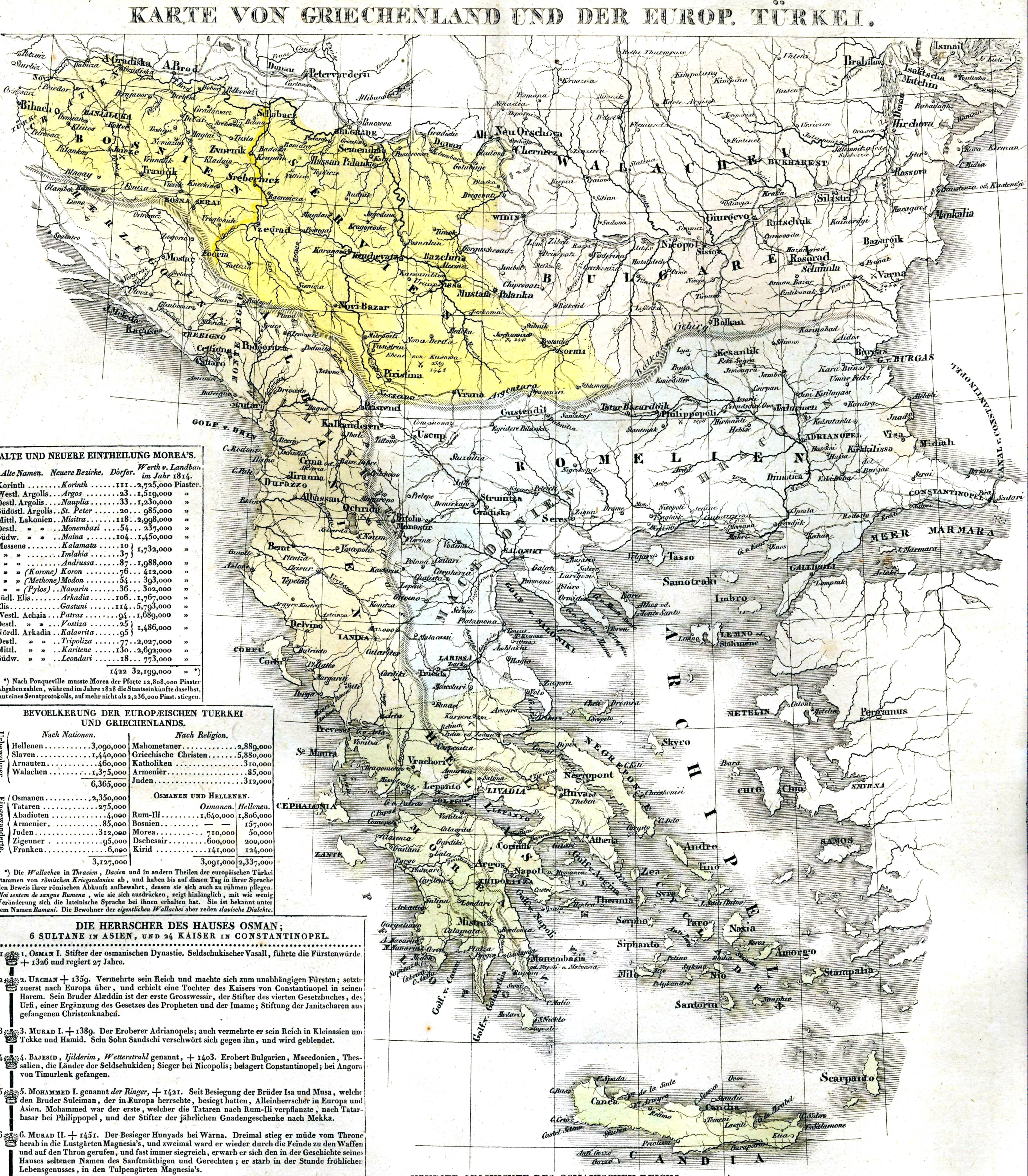
Turcia europeană în 1829

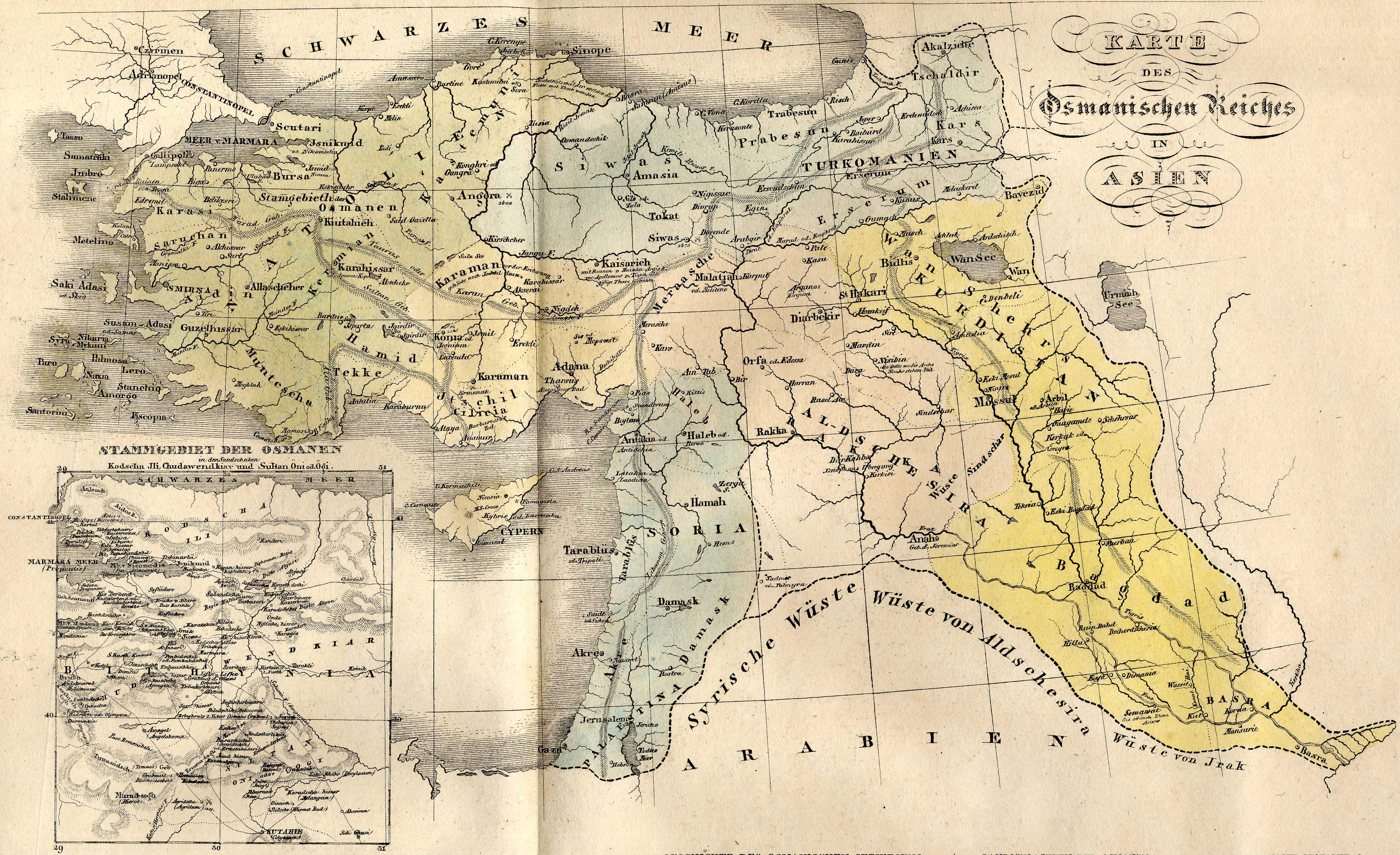
Turcia asiatică în 1829

Desen satiric dintr-un jurnal francez (1893) referitor la prezența "protectorului" britanic în Egipt, provincie a Imperiului otoman

Perioada de declin a imperiului a fost marcată de reorganizarea și transformările tuturor aspectelor vieții otomane. Caricatura de mai sus este din această perioadă și arată sentimentele turcilor, parodiind Ministerul de Externe Otoman și pe funcționarii săi. Papagalul, maimuța și porcul (englezii, italienii și germanii) care nu-i dau pace raței (turcii), sunt consilierii și interpreții principali. Rușii sunt reprezentați în fundal ca urși.
Tanzimatul a fost o perioadă de reforme, care a durat din 1839 până în 1876. În această perioadă s-a format prima armată modernă, bazată pe recrutări naționale. Sistemul bancar a fost, de asemenea, reformat, iar breslele au fost înlocuite cu fabricile moderne. Din punct de vedere economic, imperiul avea greutăți mari în plata ratelor la împrumuturile luate de guvern de la băncile europene. Din punct de vedere militar, otomanii au pierdut controlul asupra unor teritorii (precum Egiptul ocupat de francezi, sau Ciprul ocupat de englezi, în 1876.
Pentru mai multe detalii, vedeți Tanzimat.
O schimbare importantă a politicii otomane a fost aceea că imperiul nu s-a mai angajat de unul singur în conflictele militare, ci a început să se alieze cu puterile europene – Franța, Olanda, Anglia și Rusia. Un prim exemplu a fost Războiul Crimeii, în care otomanii, francezii, britanicii și alții, au luptat împreună împotriva Imperiului Rus.
Dintre toate ideologiile pe care otomanii le-au împrumutat din vest, naționalismul etnic (rebotezat „religie a lumii moderne”) a avut cel mai mare succes printre otomani. Otomanii nu operau cu naționalismul etnic doar în interiorul granițelor lor, ci și în afara acestora. Revoltele au avut numeroase efecte asupra altor grupuri etnice în timpul secolului al XIX-lea. S-a pretins că aceste revolte au determinat calea pe care s-au îndreptat otomanii în secolul al XX-lea, dar retorica cu privire la cauzele răscoalelor din secolul al XIX-lea este foarte controversată. Otomanii au pretins că originea conflictelor interetnice ar trebui căutată în mișcarea și sursele care sprijineau conflicte cu obiective obscure. Perioada de declin a avut și unele realizări, așa cum au fost reorganizarea economiei, armatei, comunicațiilor, dar aceste reușite nu au avut efecte asupra calmării mișcărilor etnice. 
Pentru mai multe detalii, vedeți Apariția naționalismului în Imperiul Otoman.

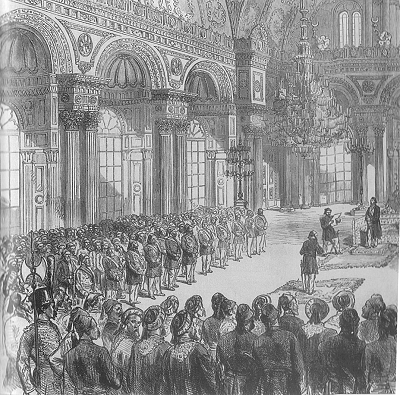
Deschiderea sesiunii Parlamentului

Junii turci era numele unei organizații a otomanilor educați în universități occidentale, care credeau că monarhia constituțională ar fi putut scădea mișcarea de nesupunere socială din imperiu. Epoca Mesrutiyet explică dinamica socială și politică a primei constituții scrisă de İttihat ve Terakki Cemiyeti și consecințele ei sociale și economice. După o lovitură militară de stat, İttihat ve Terakki Cemiyeti l-a forțat pe sultanul Abdülaziz să abdice în favoarea lui Murad al V-lea. Însă Murad al V-lea a înnebunit și a fost detronat câteva luni mai târziu. Moștenitorul lui, Prințul Abdülhamid, a fost invitat să preia puterea în condițiile în care ar fi proclamat instaurarea monarhiei constituționale, lucru pe care l-a și făcut pe 23 noiembrie 1876. Constituția a fost numită Kanun-i Esasi (Legea Fundamentală).
Pentru mai multe detalii, vedeți Prima perioadă constituțională în Imperiul Otoman.

### Disoluția (1908–1922)
Perioada disoluției a început cu numirea guvernului celei de-a doua Constituții. 
Pentru mai multe detalii, vedeți A doua perioadă constituțională în Imperiul Otoman.
La sfârșitul secolului al XIX-lea au apărut trei noi state balcanice. Aceste trei state noi împreună cu Muntenegrul căutau să alipească teritorii de sub stăpânirea turcească în regiunile cunoscute ca Albania, Macedonia și Turcia. Au izbucnit războaie datorită statutului național incomplet al noilor state apărute pe ruinele Imperiului Otoman. La început, datorită încurajărilor Rusiei, au fost stabilite câteva aranjamente: între Serbia și Bulgaria (martie 1912) și între Grecia și Bulgaria (mai 1912). Muntenegru s-a alăturat înțelegerii sârbo-bulgare în octombrie 1912. Problemele apărute în ceea ce privește împărțirea regiunilor foste otomane au provocat izbucnirea Primului și celui de-Al Doilea Război Balcanic.
Pentru mai multe detalii, vedeți Războaiele balcanice.
Într-un efort final de păstrare a puterii în mâinile lor prin recucerirea cel puțin a unora dintre teritoriile pierdute și de punere sub semnul întrebării autoritatea britanică asupra canalului Suez, triumviratul condus de ministrul de război Enver Pașa a hotărât ca Turcia să se alăture Puterilor Centrale în timpul Primului Război Mondial. Imperiul Otoman a reușit să aibă câteva succese în primii ani de război. Aliații, inclusiv noile formate ANZAC – Corpurile de Armată Australiene și Neozeelandeze, au fost învinse în bătălia de la Gallipoli, în Irak și în Balcani. Imperiul Otoman a respins încercările de debarcare britanice și a reușit să recucerească anumite teritorii. În Caucaz, turcii au pierdut teren într-o serie de bătălii, au pierdut în luptă aproximativ 100.000 de soldați, iar rușii au stabilit linia frontului pe aliniamentul Trabzon – Erzurum – Van. Revoluția Bolșevică din 1917, a permis otomanilor să recupereze tot ce pierduseră până în acel moment dat în Caucaz. Până în cele din urmă, ofensiva neîncetată a trupelor Imperiului Britanic s-a dovedit prea puternică ca să poată fi înfrântă. Otomanii au fost înfrânți până în cele din urmă de forțele Antantei, conduse de generalul Edmund Allenby, sprijinite de arabi și de Republica Armenia. De fapt, spre deosebire de națiunile arabe, Republica Armenia a fost proclamată independentă încă din timpul războiului. Teritoriile otomane au fost împărțite între învingători. Prima înțelegere în această privință a fost Armistițiul de la Mundros, după care a fost semnat Tratatul de la Sèvres. Acest tratat a fost încununarea politicii britanice în Orientul Apropiat, unde englezii au reușit să obțină aproape tot ce-și doriseră.
Pentru mai multe detalii, vedeți Fronturile Imperiului Otoman (primul război mondial).
Pentru mai multe detalii, vedeți Genocidul Armean.
Totuși, pentru a aprecia corect câștigurile Antantei în această zonă, trebuie luate în considerație și rezultatele din Războiul turcesc de independență. Turcii s-au ridicat împotriva prevederilor Tratatului de la Sèvres, pentru alungarea trupelor grecești și pentru respingerea trupelor armenești, italiene și franceze, și pentru îndepărtarea amenințării britanice din Strâmtori. La sfârșitul războiului, turcii au obținut dreptul la existentă națională independentă. 
Pentru mai multe detalii, vedeți  Războiul turcesc de independență.
În Turcia independentă, în 1922, a avut loc o lovitură de stat care l-a detronat pe sultanul Mehmet al VI-lea Vahdettin. Republica Turcia a fost proclamată pe 29 octombrie 1923, fiind formată din rămășițele imperiului, la fel ca multe alte state din acea perioadă.
|  |

## Statul
Sunt anumite caracteristici ale statului otoman care nu s-au schimbat de-a lungul secolelor de existență.

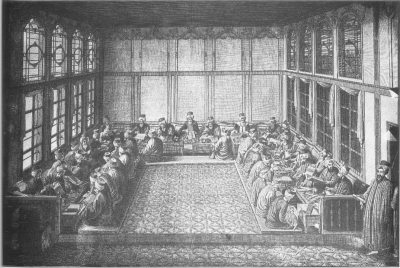
Un birou public în Istanbul

Statul otoman și-a modernizat structura prin folosirea creștinilor și evreilor cu experiență, în timp ce alte state au ținut să păstreze identitatea lor națională și religioasă. Aceasta a fost o cale eclectică pentru dezvoltarea rapidă a statului, care avea nevoie de sprijinul local pentru a conduce întreg sistemul, aceasta ducând la folosirea sfătuitorilor (vizirilor), oameni care erau recrutați dintre toate naționalitățile imperiului: greci, italieni și alți creștini loiali turcilor. Chiar și din perspectiva occidentală, dezvoltarea bazată pe structura bizantină era ușor de observat în corespondența diplomatică care se purta în limba greacă.
În cercurile diplomatice, Imperiul era deseori numit بابِ علی, Bâb-i-âlî („Sublima Poartă”), o aluzie la Marea Poartă a Palatului Topkapı, locul în care sultanul primea ambasadorii străini. Unii istorici interpretează această denumire ca având legătură cu localizarea geografică a Imperiului, care îi dădea statului și capitalei sale Istanbul caracteristica de "poartă de intrare" a Europei către Asia. Occidentalii numeau în mod obișnuit Imperiul Otoman ca Imperiul Turcesc, sau și mai simplu, Turcia, acest din urmă termen neavând nimic în comun cu statul național modern Turcia.
Otomanii erau administratori, nu producători, excepție făcând țăranii turci din Anatolia, care produceau alimente. Viziunea despre stat moștenită de otomani de la califatul arab (care la rândul lui l-a preluat de la imperiul persan și parțial cel bizantin), în care exploatarea fiscală a provinciilor cucerite trebuie să fie o sursă de bani pentru întreținerea unei armate a cărui rol era, la rândul ei, să aducă în robie alte entități statale, populate de alți viitori subiecți plătitori de impozite pe baza căreia, închizând ciclul, armata să poată fi din nou extinsă și întărită, alături de concepția specific musulmană (dar cu origine persană și ea) de exploatare fiscală discriminatorie a subiecților de altă religie decât cea a clicii militaro-religioase conducătoare (adică exploatarea discriminatorie a non-musulmanilor, și nu trebuie uitat că o destul de lungă perioadă statul islamic a avut o populație majoritar creștină și neislamică; de altfel, conversia în masă a acestor subiecți exploatați fiscal și discriminați civil, este considerată ca fiind unul dintre motivele decăderii califatului în perioada lui arabă), a finit prin a-și arăta limitele, căci în timp ce statele europene au urmat cursul mercantilist al capitalismului și al industrializării, modernizându-și permanent structurile, statul turc, tarat de influența juridismului islamic asupra gândirii și întreprinderii politice, a rămas la vechea formă de obținere a bogăției, anume cucerirea și subjugarea. Creativitatea, dinamismul comercial, imaginația pe tărâm financiar sau politic (bursa, presa liberă, democrația, etc.), modernizarea activităților economice (în special agricultura, unde otomanii n-au fost deloc mai inovatori decât predecesorii lor arabi; astfel, plugul de lemn a fost unealta principală până târziu de tot în lumea islamică, în timp ce toate ameliorările acestei unelte vitale pentru economiile pre-industriale au avut loc în Europa (plugul cu roată (~ 1600), lamă profilată, monocorp, care a dublat și mai apoi multiplicat producția de pe o suprafață agricolă dată); o explicație a acestui fapt este că imperiul era hrănit de fapt cu produsele agricole din teritoriile est-europene subjugate, musulmanii neavând mare interes să modernizeze acest instrument, cu atât mai mult cu cât principalele lor focare de producție agricolă (Nilul egiptean și Mesopotamia) se aflau în zone inundabile sau irigate, posedând deci un teren mult mai moale și fertil decât cel din prea-nordica Europă. Apoi atât startul, cât și cursa industrializării a fost ratate de către otomani, fapt care se explică de asemenea prin imobilismul lor în materie de creativitate ca și prin disponibilitatea redusă de a îmbrățișa noul mai degrabă decât a-l respinge, fapt care, iar, are legătura cu fetișismul tradiției inculcat de legea islamică, deși trebuie spus că turcii au fost, dintre musulmani, forțați fiind de poziția lor de interfață și predominanță în lumea islamică, primii care au adoptat invențiile, tehnicile și metodele europene, în timp ce pe de altă parte factori care nu țin de cultură/religie au cântărit și ei parțial pentru a produce această rămânere în urmă, anume lipsa de lemn, apă (cursuri de apă) și cărbune; transporturile, și ele, au rămas incredibil și nejustificat de înapoiate, mijloacele rulante fiind practic inexistente din peisajul cotidian al țărilor Orientului mijlociu până foarte târziu, așa cum atestă geograful marocan Ibn Batuta, care într-o călătorie în Asia centrală musulmană în sec. al XIV-lea, le găsește suficient de exotice pentru a le menționa ca pe o curiozitate, dar și așa cum ne arată și francezul Volney, călător în țările Orientului mijlociu în secolul al XVIII-lea, el spunând că "este de mirare cum în toată Siria n-am văzut un car sau o căruță" - pe atunci, așa cum mai vedem uneori în Pakistanul de azi, transportul se făcea pe spinarea asinilor, cailor sau cămilelor... Disprețul pentru eficiență a adus cu el inevitabil disprețul pentru inovație și tehnică, iar utilizarea intensivă a resurselor produse sau imaginate în exterior și luate prea des cu japca, ca și utilizarea sclavilor (de exemplu, tătarii furnizau anual ceea ce se numea "recolta stepelor", adică mii de tineri ruși luați cu forța de la căminele lor în sclavie, și asta până când Rusia a cucerit finalmente Crimeea în 1783), toate acestea au rămas prea străine statului islamic otoman, fapt ce a dus inevitabil la scăderea forței lui spre profitul statelor europene. Un alt factor non-neglijabil al declinului califatului din perioada sa otomană este chiar și lipsa de apetit pentru împrumutul de tehnici (în sens larg, cuprinzând de la factori materiali până la instituții politice): cât timp statul musulman, bazându-se pe expertiza strălucitelor civilizații pe care le-a cucerit (Bizanțul și Persia) a afișat o incontestabilă superioritate în raport cu Occidentul creștin încă barbar, acesta din urmă a împrumutat cu deschidere toate avansurile existente în Lumea islamică, în timp ce atunci când situația s-a inversat, Lumea islamică s-a dovedit, global vorbind, incapabilă fie și măcar de efortul de a împrumuta, și asta, din nou, din pricina prejudecății religioase care spune că islamul, ca religie al cărui Profet a venit să corecteze rătăcirile evreilor și creștinilor, n-are nimic de învățat de la ei, care istoric vorbind se află în mod necesar pe o treaptă inferioară de evoluție. În chestiunea libertății și cetățeniei, o noutate în peisajul politic otoman și mai general islamic, merită să-i dăm cuvântul lui B. Lewis:
|  | [...] libertatea, cel puțin în sens politic, era o idee nouă. În limbile islamului, termenul "liber" avea un conținut juridic, și, în mod accesoriu, social: era liber acela care nu era sclav; în alt context, era liber acela care beneficia de anumite privilegii sau scutiri, de ex. acela care nu era supus corvezilor sau constrângerilor. Libertatea nu era un termen care să apară în lungile discuții politico-filozofice asupra naturii guvernării sau asupra a ceea ce definește un bun guvern de un rău guvern. Conforma tradiției musulmane, contrariul tiraniei nu era libertatea, ci dreptatea, cu sensul de justa guvernare, ea fiind concepută așadar mai degrabă ca o obligație a suveranului decât ca un drept al subiecților lui. Noțiunea de cetățenie, și acelea conexe de participare și reprezentare, au apărut în Orientul mijlociu sub influența Franței revoluționare,și mai mult, datorită imixtiunii ei directe în afacerile lumii islamice. |

Sultanul otoman însă, care era și califul lumii islamice în același timp, a găsit util să critice valorile vehiculate de Franța post-revoluționară, declarând cu termeni ai unei retorici familiare și azi în acest colț de lume, că "acestea sunt șoptite de către Satan", și că "musulmanii nu trebuie să se lase influențați de ele".
Declinul Imperiului Otoman și prin el al lumii islamice, reprezintă și azi din păcate un mister pentru musulmani, și în același timp este resimțit ca o rană deschisă în corpul civilizației islamice, acest fapt având repercusiuni neașteptate, așa cum este de exemplu terorismul islamic, reapariția tendințelor radicale în sânul populațiilor musulmane (vezi recentele succese populare ale partidelor reanimate de vechi islamiști și focare de tradiționaliști islamici în Turcia, de ex.) sau problemele de integrare a imigrației de religie islamică în țările Europei de Vest.

### Sultanii
Pentru mai multe detalii, vedeți Dinastia Otomană.
Sultanul era monarh absolut, cel puțin din punct de vedere oficial.
Dinastia a fost numită de cele mai multe ori Osmanli sau Casa Osman. Primii conducători otomani s-au numit pe ei înșiși bei, de aceea acceptând suzeranitatea sultanatului Selgiucid și a succesorului acestuia, sultanatul Ilhanat. Murad I a fost primul otoman care s-a proclamat "sultan" (rege). După cucerirea Constantinopolelui în 1453, statul a devenit un mare imperiu, Mehmed al II-lea fiind proclamat împărat sau padișah. Din 1517, sultanul otoman a fost proclamat și Calif al Islamului, Imperiul Otoman fiind de la această dată până în 1922 un Califat – stat islamic. Sultanul avea numeroase titluri, așa cum erau Suveranul Casei Osman, Sultan al Sultanilor, Han al Hanilor, Calif – cea ce îi dădea dreptul de suzeranitate asupra tuturor conducătorilor musulmani din întreaga lume, iar din 1517 până la dispariția statului otoman, și Credincios și Succesor al Profetului Stăpânului Universului etc.
| - Osman I (1299-1326) - Orhan Gazi (1326-1359) - Murad I Hudavendighiar (1359-1389; sultan din 1383) - Baiazid I Ildârâm (Fulgerul) (1389-1402) - Mehmed I Celebi (1403-1421) - Murad al II-lea (1421-1451) - Mehmed al II-lea Fatih (Cuceritorul) (1451-1481) - Baiazid al II-lea Veli (1481-1512) - Selim I Yavuz (Dur) (1512-1520) - Soliman I (Kanuni - Legiuitorul sau Muhteșem - Magnificul) (1520-1566) - Selim al II-lea (1566-1574) - Murad al III-lea (1574-1595) - Mehmed al III-lea (1595-1603) - Ahmed I (1603-1617) - Mustafa I (1617-1618) - Osman al II-lea (1618-1622) - Mustafa I (1622-1623) - Murad al IV-lea (1623-1640) - Ibrahim I (1640-1648) | - Mehmed al IV-lea (1648-1687) - Suleiman al II-lea (1687-1691) - Ahmed al II-lea (1691-1695) - Mustafa al II-lea (1695-1703) - Ahmed al III-lea (1703-1730) - Mahmud I (1730-1754) - Osman al III-lea (1754-1757) - Mustafa al III-lea (1757-1774) - Abdul-Hamid I (1774-1789) - Selim al III-lea (1789-1807) - Mustafa al IV-lea (1807-1808) - Mahmud al II-lea (1808-1839) - Abdul-Medjid (1839-1861) - Abdul-Aziz (1861-1876) - Murat al V-lea (1876) - Abdul-Hamid al II-lea (1876-1909) - Mehmed al V-lea (Resad) (1909-1918) - Mehmed al VI-lea (Vahdettin) (1918-1922) - Abdul Medjid al II-lea, Calif (1922 - 1924). |

### Organizarea

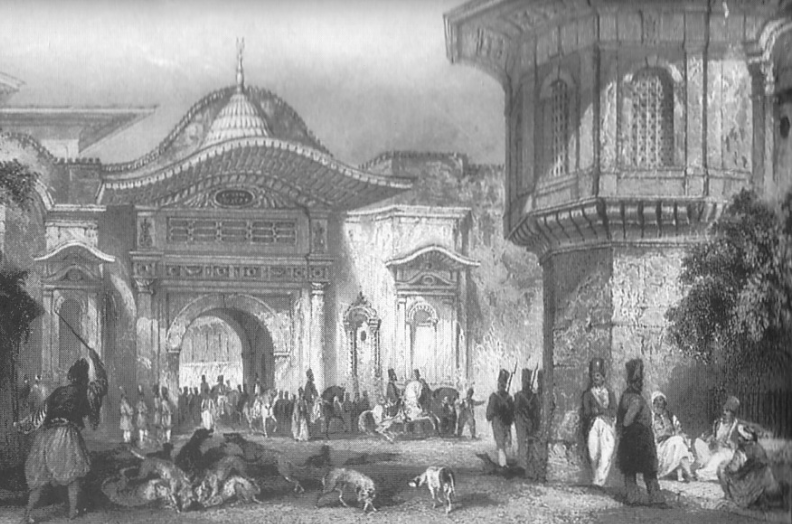
Intrarea în Divan

Deși statul otoman a fost reorganizat de mai multe ori, mai multe structuri au rămas neschimbate de-a lungul timpului. În fruntea statului se afla Sultanul, monarh absolut, singurul în drept să conducă Imperiul. Deciziile erau luate întotdeauna de un cosiliu de dregători adunați în Divan, doar Sultanul având dreptul să le pună în practică. În primele faze de dezvoltare a statului otoman, în acest consiliu consultativ erau aleși bătrânii tribului. Cu timpul au fost numiți profesioniști din domeniu militar, politic sau ai elitelor locale, așa cum erau înalții clerici. Ei purtau numele de viziri. Această structură a fost modificată mai târziu pentru a–l include pe Marele Vizir, căruia îi erau delegate unele dintre responsabilitățile sultanului. Sublima Poartă era curtea imperială în aer liber a sultanului, numită așa după poarta care dădea către sediul Marelui Vizir, locul în care Sultanul primea scrisorile de acreditare ale ambasadorilor străini. Cu timpul, Marele Vizir a început să fie la fel de puternic ca Sultanul, dacă nu chiar mai puternic uneori decât acesta. Din 1908, statul a devenit monarhie constituțională fără puteri executive, cu un parlament format din membrii aleși ai provinciilor.

### Diviziunile administrative
Deși în Imperiul Otoman nu se țineau alegeri, exista o structură democratică interesantă în acest stat. Pentru un observator din afară, organizarea statală otomană era bazată pe o ierarhie avându-l în frunte pe sultan, dar au existat mai multe incidente istorice în care guvernatorii locali au acționat fără aprobarea monarhului, uneori chiar împotriva Sultanului. Unsprezece sultani au fost detronați deoarece au fost considerați amenințări la adresa statului. Sultanii erau aleși dintre fiii defunctului monarh, existând o competiție acerbă între frați, ceea ce ducea la competiția pentru cucerirea spijinului elitelor conducătoare ale imperiului și la comploturi fratricide. Au existat doar două tentative nereușite de detronare a familiei domnitoare, ceea ce sugerează existența unei stabilități politice excepționale.
În perioada de maximă putere, Imperiul Otoman avea 29 de provincii, plus 3 principate tributare: Moldova, Transilvania și Valahia.

## Cauzele prăbușirii Imperiului Otoman
Prăbușirea statului otoman este atribuită prăbușirii structurii sale economice. Multe dintre eșecurile otomane sunt atribuite incapacității de a stabili hegemonia economică și politică asupra altor națiuni în ciuda faptului că statul era un imperiu. Termenul "bolnavul Europei" ilustrează destul de exact aceste stări de fapt.
Odată cu schimbarea marilor rute comerciale, Imperiul Otoman a pierdut cea mai importantă sursă de venituri. Incapacitatea de a industrializa țara și marea dependență de taxele asupra pământului au fost de asemenea factori importanți ai procesului distructiv.
O mare problemă era și întinderea prea mare a Imperiului. Încercând să evite pierderile teritoriale prin intermediul războaielor purtate în zonele rebele dar și în afara granițelor, statul și-a compromis orice încercare de reformă.
Odată cu îmbunătățira comunicațiilor, populația care era distribuită de-a lungul rutelor comerciale a început să se concentreze în numai câteva centre. Această populație era puternic afectată de competiția economică din acele timpuri. Cei care s-au mutat în orașe au trebuit să se confrunte cu greutăți mari care le-a pus la încercare răbdarea, adaptabilitatea și știința. Otomanii au trebuit să țină sistemul statului în funcțiune în condițiile acestor presiuni sociale.
În comerț se întâmpla ceva cel puțin curios: chiar și la sfârșitul secolului al XV-lea, grecii și evreii erau cei mai importanți negustori, prezența otomanilor în acest sector fiind nesemnificativă. Ca o consecință, otomanii trebuiau să protejeze elitele economice grecești pentru a menține economia în funcțiune. Mai mult, turcii trebuiau să rezolve dezordinile sociale din rândul comunității grecești. Atunci când elita grecească s-a întors împotriva otomanilor, Imperiul a pierdut controlul. Conducătorii grecilor au aruncat întreaga responsabilitate a problemelor împeriului în spatele otomanilor și au proclamat că singura cale de scăpare a grecilor ar fi fost doar proclamarea unui stat național propriu.
Cei mai mulți istorici apreciază că circumstanțele căderii Imperiului Otoman sunt foarte asemănătoare cu cele ale căderii Imperiului Bizantin, în mod special când este vorba despre tensiunile interetnice și incapacitatea de a le rezolva. În cazul Imperiului Otoman, introducerea sistemului parlamentar în timpul Tanzimatului a fost făcută prea târziu pentru a mai putea repara ceva.

## Economia
Structura economică a imperiului era definită de structura lui geografică. Imperiul se afla așezat între est și vest, controlând astfel vechile drumuri comerciale, forțându-i pe spanioli și portughezi să caute noi rute către Orientul Îndepărtat. Împeriul Otoman controla calea pe care o folosise odinioară Marco Polo. Atunci când Cristofor Columb descoperea America, Imperiul Otoman se afla în culmea dezvoltării sale, când puterea sa militară și economică se întindea pe trei continente. Studiile contemporane ale lumii otomane afirmă că schimbările politice intervenite între Europa Centrală și Imperiul Otoman a depins în mare măsură de descoperirea noilor rute comerciale maritime. Decăderea Imperiului Otoman poate fi urmărită în paralel cu pierderea importanței drumurilor comerciale terestre.

### Comerțul – „fruct al păcii”
În 1580, englezii au primit prima capitulație din partea otomanilor. Însă în realitate, negustorii englezi au pătruns pe teritoriul otoman, iar capitulația punea în scris această situație. Înaintea englezilor, francezii și venețienii au obținut capitulații, însă erau nemulțumiți că negustorii din teritoriul englez avea privilegii asemănătoare, astfel că încercau pe mai multe căi să anuleze aceste capitulații. 
Muste min ( locuitorii casei războiului care intrau să facă comerț în Imperiul Otoman): Ibrahim al-Halebi „ orice harbi care intră cu aman în teritoriul nostru este numit muste min”. Există mai mulți termeni care îi desemnează pe caesti negustori: efrenk ( sec XV – fracul care nu este plătitor de tribut; în sec. XVI-XVIII – necredincioși care vin din Casa Războiului).
Originea sistemului capitular reprezintă una dintre problemele discutate în literatura de specialitate. Dintre opiniile exprimate se desprind: atitudinea intoleranță a lumii islamice față de străini ( atitudine care ar fi fost adoptată și de otomani); atitudinea negativă a musulmanilor, în special față de comerțul cu infidelii ( cauzat fie de caracterul războinic al turcilor, fie de religia islamică, care nu ar fi încurajat negoțul); adoptarea și de către otomani a principiului medieval al personalității legilor, principiu aplicat deja în lumea mediteraneană față de străini.
Originea juridică a „sistemului capitular” se regăsea în principiul medieval al personalității legilor. Însă treptat, în sec XVI, occidentalii abandonează acest principiu în favoarea celui al teritorialității legilor. În Imperiul Otoman principiul personalității legilor a fost aplicat pentru o perioadă destul de lungă.
Existau mai multe modele: creștine ( bizantine, cruciat) sau musulmane ( nord-african, mameluc, anatolian). Pe lângă acestea, există și modele imediate, elaborate în cancelaria otomană: cel venețian și francez. În procesul de structurare a textelor, trebuie luați în seamnă doi factori: experiența Veneției ( negustorii venețieni obțin privilegii comerciale de la bizantini, cruciați, nord-africani, mameluci, anatolieni, astfel că în cancelariile venețiene au fost elaborate mai multe astfel de texte) și practica cutumiară ( practică era transpusă în scris, însă în realitate, această era de mai mult timp, însă varianta scrisă era mai puternică decât cea cutumiară). 
Tiplogia regimurilor aplicate străinilor: condiția juridică a străinilor avea mai multe forme: 
- Regim național ( conform căruia străinul se bucură în principiu de aceleași drepturi cu cetățenii )
- Regimul reciprocității
- Regimul clauzei favorizate

Regimul reciprocității are o anumită tradiție, cum ar fi cele din ahdname-lele dintre Imperiul Otoman și Veneția. Se consideră că aceste capitulații erau unilaterale, însă în realitate erau bilaterale: venețienii aveau dreptul de a face comerț în Imperiul Otoman, însă și negustorii turci puteau întreprinde activități comerciale în teritoriile venețiene. De asemnea, existau și tratate ungaro-otomane care conțineau această prevedere , dar și otomano-polone. Și în cazul habsburgilor era aplicat un regim de reciprocitate. 
Regimul „clauzei națiunii celei mai favorizate”-termenul nu apare ca atare în texte, însă așa apare în literatura de specialitate. Ideea acestui regim era că și celelalte state primeau privilegii asemănătoare națiunii celei mai favorizate ( francezii cereau să primească aceleași drepturi ca și venețienii; ulterior, și englezii au emis pretenții asemănătoare referitoare la beneficiile venețiene și franceze). 
Regimul capitulațiilor-aceste regim nu este valabil doar pentru otomani, ci și pentru chinezi sau japonezi. Există mai multe clauze în ahdname-le, dar și drepturi și obligații.
Libertatea de a intra,a ieși și a circula – pentru a putea intră în teritoriile otomane, străinul trebuia să primească permisiunea Porții. În cadrul zonelor controlae de otomani, negustorul avea și dreptul de a circula și, foarte important, de a ieși. Străinul era protejat atât timp cât era valabilul aman-ul, conform seri at-ului. Aman-ul putea expira și când se declanșa un război, infidelii trebuiau să părăsească teritoriile otomane. 
În cadrul acestor capitulații, se hotăra că în cazul în care izbucnea un război, ambele părți trebuiau să asigure protecția negustorilor. De multe ori, sultanul trimite porunci voievozilor români ce le interziceau acestora să nu jefuiască caravanele ce treceau prin teritoriile lor. 
Existau numeroase clauze care făceau referire la navigație. Ak Deniz ( Marea Mediterana) și Kara Deniz ( Marea Neagră) erau cele mai invocate în capitulații. Principalele componente ale unui aman maritim erau: garantarea drepturilor de navigare în zonele controlate de otomani; ajutorul acordat în caz de pericol și naufragiu; dreptul de ancoraj și aprovizionare; interzicerea jefuirii corăbiilor străine; protecție comună contra piraților; exceptarea corăbiilor și a echipajelor de a fi rechiziționate de autoritățile otomane. În Mediterană era practică de 4 mari grupuri: nord-africanii ( cu sediul la Alger, unde se aflau și foarte mulți renegați), scocii, maltezii și nord-europenii ( în special englezii). 
Prin capitulații, este eliminată o cutumă medievală conform căreia marfa și oamenii care supraviețuiseră aparțineau celui care îi găsea in caz de naufragiu.
Conform seri' at-ului, aman-ul acordat unui harbi era echivlanet cu protecția temporară a vieții, libertății și avutului acstuia, atât timp cât se află în „Casa Islamului”.
Moștenirea-conform seriat-ului, atunci când un muste min murea în „Casa Islamului”, aman-ul acordat rămânea în vigoare pentru avutul său. Ahdname-lele interziceau confiscarea bunurilor după moartea proprietarului, urmând ca acestea să ajungă la moștenitorii săi. 
În virtutea dreptului hanefit, muste min-îi nu beneficiau decât de o protecție temporară din partea suveranului musulman. Seriat-ul consideră că dacă un străin rezidă mai mult de un an în teritoriile otomane, acesta ajungea să fie zimmi. În contextul în care negustorii rezidau în diversele orașe otomane, treptat în ahdname-le nu mai apărea clauză referitoare la perioada în care aceștia trebuiau să stea în Imperiu.
Tratatele de drept otoman nu au impus restricții drastice tranzacțiilor comerciale. Existau unele mărfuri care nu puteau fi scoase din Dar al-Islam. De asemenea, otomanii puteau fi acordate anumite privilegii referitoare unele mărfuri speciale, cum ar fi grâu, piele sau bumbac, astfel că acestea puteau fi exportate dacă negustorul deținea un astfel de privilegiu. 
Taxe comerciale ( gumruk resmi – impozit pur fiscal)-	În seriat, această taxa era diferențiată în funcție de statutul negustorilor: un harbi plătea 10%, un dhimmi plătea 5%, iar musulmanul 2,5%. Clauzele care apar în ahdname-le sunt rezultatul unor porunci musulmane ce aveau drept rol combaterea unor infracțiuni îndreptate asupra negustorilor. 
Existau două tipuri de litigii: între conaționali și între creștini și musulmani. 
În cazul litigiilor dintre creștini și musulmani, instanțele de judecată trebuiau să hotărască gravitatea acuzațiilor. De asemenea, era nevoie să fie prezentate dovezi necesare. În unele cazuri era prezent și un traslator. Era foarte important că să fie evitați martorii mincinoși.  
În acest caz, cel care judecă era consulul, iar legea aplicată era cea din țările lor de proveniență, în funcție de responsabilitatea individuală sau responsabilitatea colectivă .

## Justiția
Documentele din cancelaria imperială conțineau un tugra/nisan, care era monograma sultanului actual și al tatălui său. Tugra atestă originalitatea actului. Defterler erau registre de documente otomane. 
Sultanul comunica cu suveranii străini prin intermediul " name-humayun"(scrisori imperiale). Ordinele sultanului erau transmise prin " hukum" (poruncă). Cancelaria emitea " berat-i humayun" (diplomă imperială), care era folosită pentru a-i numi pe domnii Țărilor Române. 
Populația și funcționarii comunicau cu sultanul prin " arz" (petiție). Marele vizir era singurul care comunica cu sultanul prin " telhis" (raport). Cel mai important volum de documente era Muhimme Defterleri (Condicele Afacerilor Importante), fiind 263 de condici similare. La fel de importante erau " Ecnebi Devletler Defterleri (Condicele Statelor Străine), Ser ive Sicilleri (Condicele tribunalelor religioase), Cizye Defteri (Condici despre capitație), Name-i humayun Defterleri (Condici de scrisori imperiale), care cuprindea scrisori oficiale emise în anii 1687-1908.
Sursele dreptului islamic erau doctrinele preislamice, ca dreptul cutumiar arab și obiceiurile specifice . 
Juriștii otomani consideră că existau patru surse fundamentale: al-Kur' an, Sunna ( suma de practici și reguli nescrise care rezultă din acțiunile și 
vorbele profetului Muhammad ), idjma' și kiyas. 
Al-Kuran (Coranul) era cartea sfânta a musulmanilor în care era consacrată cuvântul lui Allah, relevat lui Mahomed în limba arabă. Tratate de drept islamic au fost scrise de juriști-consulți în secolele VIII-X, textele acestora oferind informații despre relațiile cu nemusulmanii în privința războiului și tratatelor. 
Muhammad ash-Shaybani a scris Marea carte a guvernării statelor, Abu Yusuf Uă kub a scris Cartea impozitului funciar, iar Mawerdi a scris Statutele Guvernării.
În perioada otomană s-au afirmat Molla Husrev și Ibrahim al-Halebi Fetva – emise de muftii, învățați sunniți care interpretau Shariâ(legea). Kanun-name (cartea de legi) era o altă sursă care reprezenta în scris puterea sultanului. 
Dreptul ginților și tradițiile isilamice au fost surse ale legislației otomane. Se pleca de la premisa că între noțiunea de stat nemusulman și Islam nu există compatibilitate teoretică, de aceea apar doi idei: cea moderată (pentru dreptul internațional musulman) și cea categorică (care respingea ideea de drept internațional musulman. 
Dreptul islamic al popoarelor era aplicat după Seri' at (cod de comportament pe care orice musulman trebuia să îl respecte).
În Imperiul Otoman au funcționat două tipuri principale de drept: 
- dreptul religios clădit de învățații musulmani printr-un efort de interpretare a surselor primare: Coranul și Sunna, dreptul fiind denumit seri'at/Sharia (fikh ), fiind alcătuit dintr-un sistem de reguli ce varia de la un stat islamic la altul, reprezentând dreptul comun al tututor popoarelor musulmane
- dreptul laic care e original după cutume, jurisprudența și reglementarea poruncilor sultanului, denumit în lumea otomană ca "orf-u 'adet, orf-i sultani sau kanun (carte de legi), dreptul cuprinzând reguli speficice unui anumit stat musulman.

## Instituțiile statului otoman
Sultanatul se afla în vârful ierarhiei statului otoman, fiind cea mai importantă instituție. Sultanul era conducătorul suprem, șef al statului, comandantul suprem al armatei și cap al administrației, omul în numele căruia îi era bătută moneda și cel care avea puterea de a încheia pacea sau declara război. Sultanul având putere absolută, Imperiul Otoman era o monarhie absolută, deși existau limitări care decurgeau din legislația otomană, din tradiție și o serie de factori cum ar fi influența elitei asupra sultanului. 
Bazele puterii erau Coranul, tradiția musulmană (Seri' at), legile emise de sultan sau cele preluate de la popoarele supuse. Nu există o regulă fixă privind succesiunea la tron, căci doar cel mai capabil fiu al sultanului decedat putea să câștige loialitatea armatei. Conform unei reguli din Kanun, sultanul își putea elimina rivalii la tron, având ca scop suprem supraviețuirea imperiului. Regula a fost înlocuită ulterior cu sistemul cuștilor.
Titluri ca cele de bey, emir, padișah, sultan, desemnau atribuțiile militare ale comandantului unei comunități islamice. Titlul de bey era unul onorific, fiind perceput ca șef de trib, de familie sau frate mai mare. Titlul de emir însemna conducător al musulmanilor, titlu revendicat și de liderul spiritual al lumii otomane-califul. Titlul de sultan desemna funcția de comandant militar. Ulterior, titlul de emir a devenit un titlu onorific, atribuit unor persoane de rang înalt din administrația otomană.
S-a conturizat formula Cercului Dreptății, explicând rolul pe care conducătorul musulman trebuia să-l joace. Centrul puterii era sultanul, a cărui putere se baza pe askeri (oamenii sabiei-armata). Pentru a funcționa, armata trebuia plătită cu bani ce proveneau din taxe și impozite, iar la rândul lor erau plătiți cei din cea de-a două categorie-re' aya (supușii). Supușii trebuiau să fie mulțumiți pentru a asigura producția și resursele militare necesare imperiului, având nevoie de siguranță și dreptate. De aceea, sultanul trebuia să fie drept cu supușii. 
Românii și alte populații stăpânite erau priviți ca " re' aya" , sultanul având puterea de a interveni în politicile lor interne (de la numirea la mazilirea domnului). 
Statutul românilor în Imperiul Otoman era cel de supuși-trebuiau să plătească haradj (tribut) și domnii lor să se alăture campaniilor militare otomane. 
Centrul puterii sultanale era palatul, construit în 1468 de Mehmed al II-lea. Palatul era împărțit în două spații: Enderun (spațiul privat) în care trăiau sultanul și familia sultanala, și Birun (spațiul public)-sediul central al puterii administrative.
Viața privată a sultanului și familiei sale era reglementată în cadrul Haremului, o instituție privată. Numărul femeilor din harem varia de la 100 la 300, coordonate de Valide Sultan-Mama Sultanului. Din Harem făceau parte femeile casei lui Osman și femei dăruite sultanului de către alți principi, sclave cumpărate ori femei răpite din campaniile militare. Haremul era un proces de instruire a femeilor. Ascensiunea pe treptele mai înalte ale ierarhiei din cadrul haremului se făcea pe baza meritelor fizice și intelectuale, că și băieții care erau instruiți pentru a deveni ieniceri. 
Femeile novice erau Acemi,iar când avansau, deveneau însoțitoare și în final, ajungeau Usta-maestre. Puteau astfel să capteze atenția sultanului. Sultanul își alegea iubite pasagere din rândul femeilor Usta, ori deveneau kass odalik-concubine. Concubina cea mai înalta în rang era baskadin, cea responsabilă să-i ofere sultanului un băiat. Asupra acestui harem vegheau eunucii negri din palatul interior. Eunucii albi se ocupau de palatul exterior. Toți eunucii erau conduși de Marele Vizir. 
Soldații care se pensionau deveneau timări și primeau o soție din harem drept răsplată pentru faptele sale.
Palatul exterior era un conglomerat de mii de persoane care serveau autoritatea centrală, având funcții. Cea mai înalta instituție care se reunea în palatul exterior era divanul. Activau curierii, arhitecții, bucătării, grădinarii, armurierii, fierarii, paznicii. Erau organizate în ierarhii, bucătării având și ei diverse ranguri.
Divanul era instituția cea mai importantă , având tradiție în lumea arabă și turcomana. Era totodată o curte judecătorească. Avea funcții juridice, politice, militare și administrative. Primea delegații străine în cadrul unor ceremonii sau participa la încheierea acordurilor internaționale. În divan erau incluși cei mai înalți demnitari ai statului. Marele Vizir era al doilea om în stat, cel mai de vază membru al divanului, cu funcții administrative, dar îngrădite. Nu avea autoritate în harem. Nu lua decizii în privința vieții private a sultanului. Nu lua măsuri financiare dacă nu se consulta cu defterdarul (funcționar care lucra în domeniul finanțelor) și nu putea să comande ienicerii.
În cadrul divanului, Marele Muftiu avea doar rol de invitat, însă avea același rang că cel al Marelui Vizir. Divanul îl invită pe acesta pentru a-și prezența ideile privind problemele juridico-religioase. Din divan mai făceau parte 2-3 viziri ai cupolei care îl ajutau pe Marele Vizir, preluând o parte din atribuțiile acestuia. În momentul schimbării marelui vizir, era înlocuit de unul dintre cei 3 viziri.
În Divan mai erau incluși defterdarii, în număr de doi: unul care se ocupă de Rumelia, celălalt de Anatolia; doi kadi askeri (judecători ai armatei) pentru Anatolia și Rumelia, care erau consultați cu privire la deciziile juridice, nisanci-șeful cancelariei, care se îngrijea de monogramă sultanului din documenele oficiale, și șeful marinei.
În față divanului se prezența orice locuitor al imperiului care depunea un " arz" (plângere). Divanul se întrunea de 4 ori pe săptămâna, prezidat de Marele Vizir, iar după sesiune, acesta se prezența în față sultanului și îi prezența discuțiile și deciziile luate în cadrul divanului. 
În cadrul Palatului Topkapi, la Poarta Fericirii, era fereastră dreptății, de unde sultanul putea observă ședințele divanului, ca să pară că acesta era prezent în viața tuturor funcționarilor.
O mare parte a administrației centrale era compusă din kul-robi ai sultanului. Nu erau oameni care lucrau cu forță, ci erau funcționari. Sultanii otomani și-au creat o elită din rândul acestora.
Băieții de 8-14 ani erau recrutați prin sistemul devsirme („tributul de sânge”), instruiți să lupte, iar 30-40 dintre aceștia, cunoscuți și sub denumirea de „băieți de interior” (Pajii sau „Băieții de casă”, iç oğlanı), făceau parte din garda sultanului. Băieții erau evaluați și instruiți, iar cei mai buni ieniceri formau cavaleria personală a sultanului.
Armata otomană era compusă din timarioți și armata permanentă.

## Diplomație:război și pace
Berat-i humayun (diplomă imperială) era utilizată pentru a învesti o persoană într-o funcție. Domnii Țărilor Române care primeau astfel de diplomă erau priviți că supuși ai sultanului. 
Din secolul XIV, conflictele militare dintre Țările Române și Imperiul Otoman, de la raidurile akanciilor la marile campanii conduse de viziri sau sultani, au fost sub semnul djihadului, fiind considerate " gaza" -expediții sfinte, participanții fiind " gazi" . Acțiunile erau legitimate de fetvă, iar luptătorii erau îndemnați să participe la expedițiile împotriva păgânilor. Relațiile dintre Țările Române și Imperiul Otoman au trecut prin mai multe etape. 
Din 1369 până în 1388 au avut loc contacte sporadice, în care domnii români au fost implicați în lupte la sud de Dunăre. Între anii 1399-1402, au avut loc primele lupte, că Rovine și Nicopole. După 1402 până în 1413 a fost un conflict diplomatic datorită impicarii domnului Mircea cel Bătrân în lupta de succesiune pentru tronul otoman. 
Între 1413-1442 au loc acțiuni ofensive otomane care reușesc să recupereze teritoriile balcanice și obligă Țară Românească să plătească tribut, având loc și primul atac asupra Moldovei. După 1442 până în 1456, Ioan de Hunedoara duce o contraofensivă creștină . În primele două decade ale secolului XVI este o perioada de acalmie. După 1538 este instaurată dominația otomană. Recunoașterea domninatiei otomane s-a făcut pentru principii din Țările Române în față superiorității numerice militare și politice a statuluiu otoman. Țările Române deveneau vasale imperiului. 
Acceptarea dominației se făcea prin închinare. Țările Române acceptă plata tributului și reglementarea relațiilor pentru succesiunea la tronul Wallahiei. Ceremonia de închinare presupunea înclinarea capului în față sultanului, iar în tradiția bizantină mai era și prosternarea în față împăratului.
În secolul XVIII, ceremonia a fost modificată, iar domnitorul vasal trebuia să incenunchieze și să sărute pământul din față sultanului, În momentul acceptării închinării, între cele două părți se stabilea ahd-legământ, stabilit i nscris în " ahdname humayun"-cartea legământului. 
Țară sau domnul care acceptau închinarea deveneau kharadj-guzar-plătitori de tribut. Țară ieșea din zona " dar' ul-Harb" (Casă Războiului), dar nici nu intră în zona păcii permanente. Intră în sfera " dar uz-zimmet" (Casă Protecției Tributare). Statutul de kharadj-guzar presupunea următoarele obligaitii: plata tributului-kharadj, djizye/virgu, care răscumpăra un teritoriu sau pacea; alinierea la politică externă a imperiului otoman, ajutorul militar solicitat vasalului de către sultan și funcția de informare.
- Starea de superioritate: Abu Hanifa consideră că nu este nevoie că un armistițiu cu necredincioșii să fie încheiat, dacă musulmanii aveau mai multe forțe decât inamicii lor. Ash-Shaybani consideră că merită că un armistițiu să fie încheiat între musulmani și necredincioși, doar dacă în acest context era mai bine pentru un musulman să procedeze așa. În secolul XVI, tătarii atacau teritoriile poloneze, iar în acest context, polonezii au plătit o anumită suma de bani otomanilor, pentru că aceștia să nu le atace teritoriile. Termeni că dhizya sau zimmi erau folosiți în cazul suveranilor bizantini, deoarece aceștia plăteau anumite sume de bani către musulmani, însă în realitate, grecii nu plăteau tribut, și nici nu erau priviți că zimmi. De asemenea, acceași termeni sunt folosiți și în cazul domnitorilor români.
- Starea de echilibru : În funcție de interesul musulmanilor, putea fi acceptate chiar tratate de pace conform cărora necredincioșii nu plăteau tribut . Astfel de situații pot fi întâlnite în cazul tratatelor semnate în sec. XV dintre otomani și maghiari, acestea reflectând faptul că între cele două state există un raport de echilibru.
- Starea de inferioritate : Această este valabilă când musulmanii plăteau tribut inamicilor. În perioada Islamului clasic, există cazuri în care liderii musulmani au plătit către creștini, cum a fost cazul califului Abd al-Malik, care i-a plătit tribut lui Iustinian ÎI. Situația această era destul de greu de întâlnită în cazul unui sultan, însă era destul de răspândită în contextul lupterlor locale pentru o anumită cetate. Astfel că musulmanii dintr-o cetate asediată puteau să plateasa tribut asediatorilor dacă aceștia erau de acord.

Akhisari consideră că „ în timpul conflicterlor nimic nu este mai preferabil păcii”, ” cea mai mare vină de care se poate face cineva vinovat este a porni un război împotriva cuiva care cere pace”. Acestea idei apar în contextul în care în sec. XVII Imperiul Otoman se află în dezavantaj. 
Existau 3 modalități de încheiere a păcii temporare: 
- Musulmanii primeau în schimbul întreruperii ostilităților o suma de bani drept rascumarare a păcii
- Musulmanii acceptau încheierea unei păci cu infideli fără că vreunul din ei să plătească tribut
- Musulmanii încheiau pace plătind ei tribut inamicilor

Dacă se încheiau aceste tratate de pace, atunci statele respective intrau în dar al-Muvada, adică Casă reconcilierii, Casă armistițiului. Însă această casă a armistițiului făcea parte din Casă Războiului. 
Dar al-dhimma ( dar uz-zimmet)definea un teritoriul care era tributar suveranului musulman, însă care se guverna după propriile legi și obiceiuri, nu după ser' iat.
Înțelegerile de pace se făceau prin Aman, care stă la baza încheierii unei înțelegeri de pace dintre creștini și otomani. Aman înseamnă „iertare”, „siguranță”, „salv-conduct”, iar aceste beneficii puteau fi acordate unui nemusulman. Acesta putea fi acordat atât de un sultan, cât și de un simplu musulman pe câmpul de lupta. care nu dorea să îi ia viață unui raboinic infindel. 
Era mai multe tipuri de aman: pe timp de pace, de război, individual și colectiv.
Amanul acordat în timp expedițiilor militare era acordat că drept de protecție a vieții, libertății, avutului, cultului religios sau chiar entitatea statală. Acordarea unui aman era o formă sacră de protecție, deoarece aceste nu putea fi încălcat.Amanul acordat în timp de pace era un permis de liberă trecere ( salv-conduct) acordat harbi-ilor care dorea să treacă prin dar al-Islam. Amanul oferea protecția asupra vieții, libertății și mărfurilor acestora, pe o durata specificată. Treptat, această protecție va evolua către capitulație. 
Ahdname-auă reprezenta acordarea unui aman colectiv, fiind aplicat și în cazul statelor române. 
Ahd ( legământ): erau două tipuri de legământ: cel de „protecție tributară” ( zimmet ahdi) și cel de „coexistența pașnică temporară” ( muvada da, mutaraka). 
zimmet	ahdi ( ahd uz zimmet). Se rezumă la obligația nemusulmanului de a se supune suveranului musulman plătind tribut/capitație, în timp ce musulmanul își lua angajamentul să îi ofere protecție. Acest tip de regim aplicat zimmi-ilor este de găsit în perioada otomană că fiind acordat unor diverse mănăstiri de pe cuprinsul Imperiului Otoman.
Armistiții ( hudna, sulh, muvada )- implică o idee de calm, de pace temporară, care furniza totodată condiții prealabile încheierii unei păci permanente în musulmani și nemusulmani.
Ahdname ( capitulații – cărți de legământ)-Reprezenta documentul în care se consemna existența unui „contract-legământ” ( ahd, akd, akd-i) între sultan sau marele vizir și un individ, o comunitate, un stat. Ahdname erau folosite pentru a numi în funcție un înal demnitar, desemnarea unui succeor de către sultan, reglementarea statului unor comunități religioase nemusulmane, desemnarea înțelegerilor de pace și comerț încheiate de otomani cu principii străini, fie ei musulmani sau nemusulmani, fi eie tributari sau nu.
Capitulațiile erau diplome medievale europene care conțineau mai multe capitole. Capitulațiile reprezentau ansamblul privilegiilor comerciale și imunităților juridice care defineau regimul străinilor în statele musulmane, în general, și în Imperiul Otoman, în special. Otomanii le-au numit imtiyazat ecnebi, adică privilegii pentru străini, iar ulterior vor adopta termenul europenă kapitulasyonlari ( ahdname-i humayun = Imperiale Capitaulzione). 
Ahdname – între unilateral și bilateral-Până în sec. XVIII, acestea aveau un caracter unilaterală, în contextul în care documentul avea atașată tugra-uă sultanului, prezentându-se că cel mai puternic suveran. Instrumentele unilaterale, conform lui Al-Kalkasandi, erau utilizate în momentul în care textul era redactat de către cancelaria sultanala, pe când instrumentele bilaterale erau utilizate atunci când ambele părți contribuiau la redactarea tratatului.
După formă, ahdname-auă era uniltareala, în contextul în care la final apărea frază: să se știe, și erau poruncite clauzele, poruncește etc. Însă din punct de vedere al conținutului, aceste acte erau bilaterale, deoarece caluzele erau strucurate după principiul reciporcitatii. 
Structura unei ahdname: invocatio ( invocarea numelui lui Allah), tugra ( semnătură sultanului plasată deasupra textului ), intitulatio,( titlul intergral al sultanului), inscriptio ( funcia, titlurile onorifice și rândul persoanei căreia îi era adresat actul), salutatio ( o scurtă binecuvântare a persoanel care primea documentul), narratio ( rezulmatul cererii formulate de cealaltă parte), dispositio ( acordul sultanului privinc condițiile păci și înșirarea clauzelor tratatului), jurământul solemn al sultanului, datatio ( dată emiterii documentului) și locus ( locul emiterii actului). 
Durata de valabilitate era în funcție cu raportul de forțe; un armistițiu cu un stat nemusulman era valid până la 4 luni ( cu posibilitatea extinderii până la 1 an) când musulmanii erau avantaj, și până la 10 ani ( cu posibilitatea reinnori și prelungii pe o durata de 10 ani), când musulmanii se aflau în dezavantaj. În texte fie se specifică un anumit număr de ani, fie erau valabile pe timpul vieții celor doi suverani ( acestea erau încheiate cu tributarii sau cu puterile europene cu care erau întreținute relații comerciale). 
Tratate perpetue au apărut în a două jumătate a sec. XVIII și erau încheiat pe timpul vieții sultanului, însă de dată această textul devine valabil și pentru succesorii acestuia.

### Pacea în Islam
Pax Ottomanica – este o noțiune ce este îmăpărțită în 2: „pace confesională” ( adică toleranță religioasă, în contextul în care Islamul era definit ca o „lume a păcii – dar el-salam) și „pace imperailă” ( adică starea structurală ideală, în contextul în care djihad-ul avea drept scop instaurarea unui Imperium mundi mahomedan, iar construirea pcii finale a fost cauza acțiunilor războinice ale musulmanilor). Referitor la dreptul musulmanilor de a încheia pace, existau două situații: dacă necredincioșii acceptau condițiile stabilie în textele juridico-religioase, adică convertirea sau supunuea la Islam, aceasta era o pace fermă și durabilă; dacă nemusulmanii nu acceptau ordinea Imperiului islamic, musulmanii aveau doar permisiunea de a întrerupe războiul sfânt, acțiune condiționată și ea, de existența unui avantaj pentru Islam, astfel că se încheie o pace temporară.
În practica musulmană erau trei situații în care se putea încheia pace temporară: în momentul în care era superior, pentru a evita alte lupte armate și ,eventual, pentru a-și întări propriile forțe; în stare de echilibru, pentru a încerca rezolvarea neînțelegerilor pe cale pașnică, în condițiile în care nici una din părți nu-și putea impune supremația; în stare de inferioritate, pentru a obține prin negocieri ceea ce nu se câștigase prin lută, cu scopul de a evita distrugerea totală sau de a câștiga timp în scopul împrospătării forței armate.

## Jihad Otoman
Cea mai simplă definiție a Jihadului/Djihadului este: războiul- un instrument politic . Dreptul războiului avea doua semnificații principale: este o sumă de reguli care trebuie urmate în cazul în care este purtat un război și o legitimare a dreptului la o acțiune armată. În Islam, problema nu o reprezentat motivul pentru care era declanșat războiul, ci de motivul pentru care este încheiată pacea. 	
Noțiunea de „război religios”, care legitima cucerirea și prada ca fiind realizate în numele lui Dumnezeu, este la fel de veche ca noțiunea de divinitatea la oameni. Războiul religios este întâlnit și la bizantini, dar și la occidentali ( cruciadele). În spatele fiecărui război religios se afla o rațiune politică, socială sau economică. Frazeologia războaielor sfinte doar conferă legitimitate acestor conflicte.
Nașterea ideii de djihad a avut loc în vremea lui Muhammad, în procesul de trecere de la Profetul avertizator la Profetul înarmat. Apariția acestei idei va avea loc Medina, din dorința de a-i combate pe cei care nu acceptau Islamul. 	
Djihad înseamnă efort. Acest termen era prezent și în epoca arabă preislamică, și avea însemnătatea de „efort susținut spre un scop determinat. Djihadul are mai multe interpretări: acțiunile credincioșilor musulmani pentru a-și dovedi credința, expediție militară împotriva arabilor musulmani, război contra infidelilor, lupta credinciosului pentru autoperfecționare morală și religioasă, efortul intelectual din domeniul apologeticii musulmane, munca juriștilor în căutarea soluțiilor de drept. 
În Coran, rădăcina dh.h.d nu se referă cu predilecție la război și religie, derivă în general de la verbul „a depune efort”. Djihad se face cu inima, prin cuvânt, cu mâinile și cu sabia.
Există două tipologii ale djihadului: cel major (dus în planul conștiinței), fiind compus din djihad moral (individual și comunitar) și spiritual (ascetism, misticism), și cel minor (dus în plan existențial – lupta armată) și este compus din djihad intern și extern (ofensiv și defensiv). Se considera că războiul cu sabia era cel mai puțin elevat, iar djihadul în cadrul conștiinței era cel mai meritoriu.
Islamologii occidentali consideră că djihad-ul nu a fost niciodată un fenomen pur religios, ci mai degrabă o ideologie folosită de clasa politică din statele musulmane, din epoca timpurie a Islamului până în zilele noastre. 
Ideologia politică otomană apare ca o sinteză între tradiția turcă preotomană ( oguză și selgiuchidă) – ideea de dominație a lumii, și tradiția islamică – instuararea unui pax islamica. Istoricii au pus introdus mai multe sintagme referitoare la djihad: „spirit de gazi”, „mistica de gazi”, „stat de gazi”, „Imperiul gazii-lor”. 
Halil İnalcık considera că „războiul sfânt” reprezenta prinicipalul ideal al expansiunii triburilor turcomane din Anatolia în sec. XIII. Colin Imber considera că nu a existat nici o legătură între „războiul sfânt” și expansiunea otomană. 
Djihadul are în linii mari două etape: cea ofensivă ( sf. Sec. XIII- XVII) și defensivă ( sec. XVIII-XIX). Pentru ca o cucerire să fie legitimă, era nevoie ca întâi să fie proclamat djihadul. Astfel că dacă nu era proclamat războiul sfânt, cuceririle și populațiile de acolo nu erau legitime ( nu puteau fi încadrate într-o categorie anume). 	 
La un moment dat apare conceputul de pace sfântă pentru a justifica pierderile teritoriale și a anima spiritul războinic al otomanilor în fața atacurilor tot mai puternice ale statelor creștine din Europa. În cazul războiului defensiv, toată lumea trebuia să participe, fiind vorba de o obligația individuală ( spre deosebire de djihad-ul ofensiv, unde era nevoie doar de mobilizarea armatei). 
Începând cu secolul XVIII începea s fie legitimată și pacea sfântă și întreruperea djihad-ului ( pacea de la Karlowitz – era văzută ca o întrerupere temporară a ostilităților, pentru a estompa caracterul defavorabil al acestei păci pentru Imperiul Otoman). 
Disjuncțiile fundamentale ( mumin-kafir, muslim-harbî, dar al-Islam, dar al-harb). Important este Djihad ca bellum justum (legitimarea războaielor dintre musulmani), trecerea de la djihad ofensin la defensiv, stimulentele doctrinei și somația (da wa). 
Singurele discriminări utilizate în vremea Profetului sunt cele dintre „credincioși” sau musulmani, și necredincioși, sau nemusulmani (politeiștii - musrikun și „oamenii Cărții” – ahl al-kitab). Exstă infideli care locuiau în Casa războiului, și cei care locuiau în Casa Islamului. 
A doua disjuncție există între muslim și harbi ( un inamic potențial). Termenul de harbi era identificat cu infidelul (kafir) care nu plătește tribut (djizye) statului otoman și trăiește în „Casa Războiului”. Acest atribut era aplicat locuitorilor, mărfurilor, negustorilor etc.
Lumea era împărțită între aceste două zone: dar al-Islam și dar al-harb.În textele juridice clasice s-a insistat pe practicarea liberă a cultului religios muhamedan, protecția musulmanilor și conducerea de către un suveran musulman. Moscheea nu era construită decât în cazul în care exista pe teritoriul respectiv o comunitate musulmană. „Caza războiului” îngloba teritoriile în care Șeriat-ul nu era urmat. Frontiera între cele două zone. Având în vedere că în timpul califatului arab Casa Islamului trebuia să crească încontinuu, astfel că nu puteau exista frontiere fixe. Teritoriul spaniol, bizantin și cel din jurul Berlgradului erau numite Dar al-harb Djihad (Casa războiului sfânt). 
La musulmani singurul război justificabil era djihad-ul: un război dus în afară în folosul religiei și comunității musulmane și unul intern reprezentat în acțiunile armate de repriamre a rebeliunilor. Nu era nevoie de fetva-le pentru a declara djihad-ul. 
Conform doctrinei sunnite, orice individ avea 5 obligații religioase: profesiunea de credință, rugăciunea, dania, postul și pelerinajul la Mecca.
Djihad-ul era o obligație, însă nu făcea parte din cele 5 principale religioase. Au existat totuși grupări religioase fundamentaliste care considerau djihad-ul ca a șasea obligație. 
Aceasta era o obligație colectivă, nu una individuală. Cu toate acestea, ca obligație religioasă, djihad-ul viza pe orice musulman. Existau șase condiții care limitau participarea: să fie în deplinătatea facultăților mintale, să fie de sex masculin, să nu fie rob, să fie major și să nu fie dator nimănui, să-și poată întreține familia și să fie credincios lui Allah și să plece la război cu un gând bun. Însă toate acestea sunt valabile în cazul unui război ofensiv, astfel că atunci când vine vorba de un război defensiv, toate acestea cad. 
Prada reprezentau un element determinant al raziilor preislamic. În timpul unei bătălii, Muhammad primește o viziune care reglementa problema prăzii. Există 2 tipuri de pradă:mobilă (ganimet) și imobilă (fey). Pentru a împărții prada imobilă, a rămas împărțirea în 5. 
Un gazi este intrumentul religiei, un servitor al lui Allah care curăță pământul de murdăria politeismului. Este sabia lui Allah și protectorul credincioșilor. 
Martirajul – cei care mor pe calea lui Allah devin martiri. Existau 2 tipuri de martir: civil sau militar.

### Războaiele dintre musulmani
Tot potențialul militar trebuia îndreptat împotriva infidelilor, astfel că era interzis orice luptă împotriva musulmanilor, iar doctrina nu putea percepe ca un grup de credincioși să verse sângele unor musulmani. Unitatea musulmană s-a rupt la mijlocul sec. VIII, apogeul fiind atins de proclamarea califatelor independente de Bagdad în sec. X
Pentru șiiți: legitimarea luptelor dintre musulmani a fost o operațiunei simplă, astfel că cei care respingeau învățătura șiită erau calificați drept „infideli”. Pe lângă dar-al-Islam și dar-al-harb, mai apre și dar-al-imam, adică zona în care domină adevărata credință, șiismul. Lumea sunnită era resposanbilă pentru represiunile îndreptatea împotriva adepților lui Ali. Sunniții erau incluși în categoria dizidenților interni.
Pentru sunniți: pentru ei , problema era reprezentată de definirea jihadu-ului, care trebuia îndreptat doar împotriva infidelilor. Va apărea ideea de jihad coercitiv, care avea drept scop justificarea acțiunilor represive ale autrității de drept, însă luptele împotriva musulmanilor nu erau numite djihad, ci doar luptă( în lumea musulmană era 4 școli teologice: safită, hanefită). 
Shafi' itul al-Mawardî consideră că există 3 tipuri de războaie: împotriva apostaților, rebelilor și răufăcătorilor.
Apostații: - musulmanul care și-a renegat redința, dar și cel care își zice musulman și admite anumite dogme deviate de la credința propovăduită de Muhammad. Totodată, apostații erau cei care l-au insultat pe Profet, pe însoțitorii săi sau pe cei patru califi ortodocși, dar și schismaticii și sufiștii, alături de extremiști. În Șery at, apostazia se pedepsea cu moartea. 
Musulmanii putea își putea renega religia prin negarea publică, refuzul de a achita impozite sau de a se supune agenților puterii centrale. Atitudinea comunității musulmanilor față de apostați era: să încerce să îi convingă să revină la Islam, și îi omoare, iar delcararea djihad-ului împotriva infidelilor putea fi amânat până era rezolvate problemele interne cauzate de apostați.
Războiul împotriva apostaților nu începea imdeidat, mai întâi fiind nevoie ca aceștia să fie avertizați. Pedeapsa cu moartea era aplicată pentru musulmanii majori care se aflau în depline facultăți mintale și totodată apostatului i se oferea un răgaz de 3 zile în care putea reveni la Islam.
Rebelii: - aceștia erau definiți care fiind „cei care se răscoală contra autoritățții suveranului, care rezistă la ordinele sale sau care atacă posesiunile sale cu mâna înarmată”. Cu rebelii nu se negocia, astfel că era foarte probabil ca împotriva acestora să fie pornit un război. 
Legitimarea războaielor dintre otomani și alți principi musulmani.
În practica otomană, aceste războaie erau purtate împotriva principilor anatolieni din sec. XIV-XV, mamelucilor și șahilor persani. În ceea ce îi privește pe principii anatolieni se atacau reciproc pentru încălcau prevedereile sfinte. 
Principalele argumente utilizate de otomani pentru a legitima războiul sfânt împotriva musulmanilor: acuzarea de trădare a „războiului sfânt”, adirmarea primordialității în lumea islamică și a calității de moștenitori ai selgiucizilor, calificarea safavizilor drept „necredincioși” (kafirler) și „eretici (mulhidler).
Nu se referea la faptul că principii respectivi nu participaseră la războiul sfânt, ci la subminarea acestuia, sau sprijinirea inamicilor Islamului. 
În sec. XV, cronicarii otomani au desemnat acțiunile împotriva emirilor anatolieni ca fiind defensive
În timpul lui Murad II apare argumentul conform căreia dinastia otomană avea descndenți până la Oguz Han, fiind adevărații moștenitori ai oguzilor. 
Războaiele împotriva safavizilor.
La începutul sec. XVI, șahul Ismail proclamă șiismul ca religie oficială a statului său și încerca să îl extindă. Problema otomanilor era acea că în Anatolia tot mai mulți musulmani se coverteau la șiism. Începând cu Selim I, sultanii vor cere șeyh ul-Islam ca să legitimieze declanșarea ostilităților împotriva unui grup de musulmani, respectiv a Iranului șahilor safavizi. 
Somația este primul pas către pace, fiind considerată djihad-ul cel mai merituos, deoarece războiul era dus cu cuvintele. Existau două elemente: notificarea pretențiilor și declarația de război. Sunt 2 tipuri de somații: religioasă (inamicii erau chemați să se convertească) și politică (inamicii sunt somați să accepte să se supună Islamului). Juriștii musulmani făceau diferența între harbî care fuseseră chemați la Islam, sau nu. Cu toate acestea, rațiunea de stat prima în fața legilor religioase. În practica otomană, exista o cutumă de a-l înștiința pe inamic înainte să declanșeze războiul. În sec. XVIII-XIX, djihad-ul era declarat cu ajutorul fetvalelor.

### Doctrina djihâd-ului minor
În tradiția musulmană ce ajunge până la Muhammad, lumea este împărțită în două zone: Dar al-Islam (Casa Islamului) și Dar al-Harb (Casa Războiului) – se pare că această concepție era prezentă din epoca medineză. Muhammad face o distincție clară între două categorii de oameni, criteriul împărțirii fiind de natură religioasă: credincioși ( musulmani) și necredincioși (nemusulmani). Necredincioșii erau divizați la rândul lor în: politeiști și oamenii Cărții (în primul rând creștini și evrei). Cea de-a doua categorie era numită astfel, deoarece aceste popoare aveau câte o cartea sfântă (Evanghelia, Tora etc.) și care credeau în anumiți Profeți, însă nu și în alții. Cei care se încadrau în această categorie primeau denumirea de infideli (și sabeeni și zoroastrienii intrau în acestă categorie). Odată cu islamizarea, și turcii au preluat acest model referitor la împărțiea oamenilor în aceste categorii. Termenul de kâfir era utilizat pentru a-i desemna pe cei care aveau o altă credință decât cea musulmană. Chiar dacă musulmanii considerau că necredincioșii formau o comunitate, în realitate aceștia erau împărțiți în două categorii: necredincioșii din Dar al-Islam și cei din Dar al-Harb.
Harbî era termenul atribuit tuturor locuitorilor Casei Războiului, dar și rebelilor sau musulmanilor apostați, ale căror teritorii deveneau dar al-harb în urma rebeliunii. Casa Războiului trebuia să se diminueze progresiv, în favoarea Casei Islamului, astfel că termenul de harbî era asociat cu inamicul potențial al musulmanilor. În concepția hanefiților, harbî erau atât supușii statelor creștine care nu încheiaseră tratate de pace și comerț cu otomanii, cât și supușii unui principe ce aveal legământ cu sultanul. Acest atribut nu era atribuit doar persoanelor, ci și bunurilor (mărfuri, corăbii) și teritoriilor. (juriștii unor alte școli juridice îi desemneau harbî doar pe necredincioșii cu care musulmanii nu încheiaseră legământ sau care nu aveau aman).  
Fundamentul războiului sfânt și a dreptului islamic al popoarelor a fost reprezenta de distincția dintre cele două părți care formau lumea: dar al-Islam și dar al-harb. Această separare este realizată pe principiul suveranității și nu se regăsește în Coran, ci a fost elaborată în sec. VIII-IX. E adevărat, există câteva cuvinte care desemnează sfera necredincioșilor, astfel că juriștii otomani au dedus că există în acest context și o zonă opusă celei a necredincioșilor. Cele două concepte exprimau o realitate istorică: transformarea suvernită în urma expasiuni arabe. Cele două noțiuni sunt complementare și nu se poate vorbi despre una prin excluderea celeilalte. 
În textele juridice clasice, Casa Islamului era asociată cu zona în care era liberă practicarea cultului musulman, adepții Islamului fiind și protejați ( al-Shaybânî considera că aceasta reprezenta zona în care guverna legea musulmană și în care musulmanii se simțeau în siguranță ). Conform unei definiții recente, Casa Islamului reprezenta zona în care religia islamică era practicată și protejată de un conducător musulman. Locuitorii acestei Case erau formați din musulmani și supușii nemusulmani (dhimmî). Mai exista o sintagmă care desemna teritoriile aflate sub suzeranitatea sultanului, atât statele tributare cât și cele ce erau administrate direct de acesta, și anume: Memalik-i mahrusa – „Țările bine păzite”. 
Casa războiului îngloba teritoriile în care nu era urmat șeri at-ul, adică teritoriile ce nu se aflau sub dominația musulmană. Astfel că aici erau incluse teritoriile ce nu intraseră sub stăpânirea Imperiului Muhammedan sau statele care nu încheiaseră vre-un tratat de pace cu acesta. Pentru hanefiți, Casa războiului se identifica cu tot ceea ce nu făcea parte din Casa Islamului, iar în textele juridico-religioase otomane, dar al-harb era formula cu care se făcea referire la teritoriile aflat subu stăpânire unui principe creștin. Ulterior, din expresia dar al-harb au apărut unele derivații precum diyar-i harbiyye („către ținuturile dușmane”), iar în unele ahdname-le apare formula harbî vilâyet, ce desemna țări cu care nu se încheiaseră tratate de pace. 
Există o anumită problemă în ceea ce privește definirea zonei dintre dar al-Islam și dar al-harb, adică munții, apele etc. Din punctul de vedere al siguranței musulmanilor, era recomandat ca acest teritoriu să fie privit ca făcând parte din dar al-harb, iar zonele marcate puternic de conflicte permanente dintre musulmani și nemusulmani primeau atributul de dar al-djihad (Casa războiului sfânt) – după cum a fost în cazul Belgradului, având în vedere că acolo aveau loc conflicte repetate. 
În ceea ce privește mările, textele juridice musulmane operau cu distincția dintre „mările exterioare”, adică cele care sunt controlate atât de musulmani, cât și de harbî, și „mările interioare”, ce erau înconjurate doar de teritorii musulmane. În consecință, „mările exterioare” nu făceau parte nici din dar al-Islam și nici din dar al-harb. Dacă Marea Mediterană nu făcea parte nici din Casa Islamului și nici din Casa Războiului, atunci Marea Neagră face parte din dar al-Islam după ce sunt cucerite Chilia și Cetatea Albă în 1484.
Dacă pentru occidentali, problema bellum justum era destul de acută, musulmanii nu se confruntau cu astfel de piedici în ceea ce privește proclamarea unui război, deoarece în teoria juridică, singurul război justificabil era djihad-ul , adică războiul dus în folosul religiei și a comunității musulmane (aici intra și reprimarea rebelilor). Prin urmare, nu putea fi purtat alt război în afara djijad-ului, acesta fiind el însuși un bellum justum. Odată ce un război era declarat ca fiind „efort pe calea lui Allah”, atunci privilegiile legate de purtarea acestui război apăreau automat: titlul de gazî pentru participanți, calitatea de martiri pentru cei uciși în luptă, „dreptul sabiei” asupra teritoriilor cucerite etc. 
Scopul final al djihad-ului era reprezentat de impunerea șeri at-ului în Casa războiului. Prin urmare, războiul sfânt era orientat numai împotriva comunităților nemusulmane, iar în sec. XIV-XV, otomanii nu aveau nevoie să justifice acest război în fața comunității musulmane (ulterior, cu cât entuziasmul pentru djihad a scăzut, a fost trebuit să se facă apel la seyh ul-Islam, care legitima declanșarea războaielor și mobilizarea trupelor otomane). Astfel că orice victorie sau înfrângere era pusă pe seama voinței lui Allah (doar un război drept putea aduce victoria). 
Luptele între musulmani erau interzise, deoarece tot efortul militar trebuia concentrat asupra djihad-ului. Însă în contextul în care unitatea musulmană se destramă în sec. VIII, iar în sec. X sunt proclamate califate rivale față de cel din Bagdad, motivul acestor războaie fiind legitimitatea. Atât shi iții cât și sunniții au fost nevoiți să își legitimeze acțiunile împotriva rivalului religios. 
Pentru shi iți, cei care respingeau învățătura acestora erau considerați a fi „infideli”. Aceștia introduc un nou concept, dar al-imam, adică zona în care era practicată adevărata credință (Shi ismul), iar dar al-Islam era format din teritoriile în care era practicat Islamul, însă în forma unor alte doctrine decât cea shi ită. 
Pentru sunniți, definirea conflictelor dintre musulmani ca fiind djihad a constituit o adevărată problemă. Ideea era ca inamicilor religioși să le fie aplicat calificativul de „infideli”. Cu toate că aceștia nu era împotriva războiului coercitiv, răboaiele împotriva musulmanilor erau definite drept kitâl, adică lupte. Al-Maverdî a declarat că în afara djihad-ului existau trei tipuri de războaie: împotriva apostaților, împotriva rebelilor și împotriva răufăcătorilor. Apostați erau considerați cei care musulmani fiind renunțau la religia lor din diferite motive. Aceștia avea două variante: reveneau la Islam sau erau pedepsiți cu moartea (se știa că în perioada lui Abu Bakr au fost duse războaie împotriva apostaților). Atitudinea comunității musulmane față de aceștia se asemăna cu cea a pe care au avut-o la început asupra arabilor idolatri. Un musulman major și în deplinătatea facultăților mintale era pedepsit cu moartea dacă renega credința musulmană. Timp de 3 zile, acesta avea dreptul de a se reîntoarce la Islam, iar dacă nu făcea acest lucru în termenul celor 3 zile, atunci era pedepsit. În cazul unor comunități, era valabilă aceeași regulă ( cu excepția faptului că dacă aceștia reveneau la credința musulmană înainte de venirea trupelor ce aveau drept scopt aplicarea represaliilor, atunci rămâneau liberi doar bărbații, nu și femeile și copii). În Islamul timpuriu, apostazia s-a manifestat prin refuzul de a plăti impozitul prescris de șeri at, în special zakat-ul. Rebelii erau definiți ca persoanele care se revoltă împotriva suveranului, nu se supun ordinelor sale sau care atacă posesiunile sale. Cei care își renegau credința musulmană sau se revoltau invocau argumente din Coran, considerând că autoritatea centrală a trădat însemnele religiei musulmane.  
Războaiele otomanilor din sec. XIV-XV, cele împotriva mamelucilor și cele împotriva safavizilor aveau nevoie de o justificare. În general, toți musulmanii erau conștienți că războiul împotriva coreligionarilor era contrar șeri at-ului. Prin urmare, de multe ori principii anatolieni i-au acuzat pe otomani că încălcau șeri at-ul. Principalele argumente folosite de otomani pentru a-și justifica aceste acțiuni erau următoarele: 1) acuzarea de trădarea a războiului sfânt de către acești musulmani; 2)afirmarea primoridalității în lumea islamică și a calității de moștenitori al selgiuchizilor și 3) calificarea safavizilor drept necrediincioși (kâfirler) și eretici (mulhidler). 
Otomanii considerau că doar ei purtau războiul sfânt împotriva dușmanilor Islamului. Astfel că atunci când se aflau în conflict cu alți emiri musulmani, turcii lansau prin fetva-le acuzații de trădarea la adresa jihadului, datorită faptului că îi împiedicau să poarte djihad. Prin urmare, lupta împotriva musulmanilor care împiedicau desfășurarea războiului sfânt era consacrată juridico-religios și devenea o obligație ( Șukrullah considera că dacă gaza-ua era obligația colectivă a musulmanilor, atunci lupta împotriva coreligionarilor care prin acțiunile lor împiedicau desfășurarea războiului sfânt era una din responsabilitățile sultanului. Treptat, gaza-ua împotriva emirilor anatolieni se transformă în sec. XV dintr-un război ofensiv într-unul defensiv, în contextul în care otomanii nu îi puteau ataca pe creștini, dacă sptaele lor nu era asigurat (cazul luptelor împotriva emirului din Kastamonu și a lui Karamanoglu). 
În contextul luptelor împotriva emirilor anatolieni, otomanii au început să construiască diverse argumente pentru a-și legitima acțiunile belicoase. Prin urmare, în sec. XV apare tradiția conform căreia „Casa lui Osman” se trăgea din legendarul Oguz Han, strămoșul oguzilor. În acest context, dinastia otomană era superioară tuturor celorlalte dinastii turcomane din Anatolia, având în vedere că turcii se considerau și urmașii legali ai Imperiului selgiuchid, astfel că aveau dreptul de a lupta împotriva emirilor anatolieni care uzurpaseră această moștenire. 
Apogeul luptei împotriva coreligionarilor care se împotrivea otomanilor a fost atins în timpul conflictului cu safavizii. În timpul lui Isma îl, întemeietorul dinastiei safavide, religia shi ită este ridicată la rand oficial, astfel că integritatea Imperiului Otoman este pusă la îndoială, având în vedere că turcii erau sunniți. Muftii din ambele state au emis fetva-le prin care era exprimată ostilitatea virulentă dintre otomani și safavizi. Merită amintita ulema-uau Nuru-dîn Hamza, care justifică printr-o fetvâ uciderea a 40.000 de kîzîlbași, adepți ai safavizilor din Anatolia, și ulterior este justificat și războiul împotriva lui Isma îl. Nuru-dîn i-a declarat pe shi iți ca fiind eretici și chiar necredincioși, astfel că pedeapsa ce trebuia aplicată împotriva acestora era pedeapsa capitală. Ebussud Efendi declară printr-o fetvâ că dacă evreii și creștinii mai puteau spera să devină buni musulmani prin convertire, persanii nu mai aveau acest beneficiu. Dimitrie Cantemir amintea că dacă un turc este ucis de un safavid sau îl omoară pe acesta, atunci va primi o răsplată de 70 de ori mai mare decât în cazul în care inamicul ar fi fost un kâfir. 
Djihad, de la obligație colectivă la obligație individuală
Conform doctrinei sunnite, orice musulman trebuie să îndeplinească cele 5 olibgații ale credinței islamice (acestea mai sunt cunoscute drept cei 5 stâlpi ai Islamului): profesiunea de credință, rugăciunile, dania, postul și pelerinajul la Mecca. Juriștii musulmani au stabilit că djihad-ul era o obligație colectivă, care nu făcea parte din cei 5 stâlpi ai credinței. Însă învățații considerau că djihad-ul este unul din elementele care constituie credința islamică. Prin urmare, djihad-ul făcea parte din acel „cult disciplinat”, pus în practică de adevăratul credincios prin serviciul său dedicat divinității. Ca „efort pe calea lui Allah”, ce presupunea propagarea cuvântului divin cu inima, prin cuvânt sau cu mâinile, djihad-ul era o obligație a fiecărui musulman (comparația cu războaiele sfinte europene – în Islam, oricine putea participa la djihad, chiar și prin faptul că se ocupa de aprovizionarea trupelor sau îndeplinea activități care ajutau la purtarea războiului sfânt). În Islam nu exista monahism, acesta fiind înlocuit de djihad. 
Era imposibil ca djihad-ul să fie purtat de toți musulmanii. Ca ofensivă armată, războiul împotriva infidelilor devenea o „obligație de suficiență”. Muhammad nu a plecat niciodată la luptă fără a lăsa pe cineva în spatele lui. În contextul în care erau destui oameni care să poarte războiul sfânt ofensiv, djihad-ul își pierdea din caracterul de obligație religioasă, devenind în momentele de superioritate ofensivă a Islamului, o „obligație de suficiență”. Ca obligație reigioasă, djihad-ul viza pe orice musulman care îndeplinea anumite criterii: psihologice (nu trebuia să fie nebun), fizice (să fie de sex masculin și sănătos), juridice (să fie major și să nu fie dator nimănui), sociale (să nu fie rob), economice (să își poată întreține singur familia și să își poată procura singur echipamentul necesar expediției), religioasă (să plece la război cu gândul de a propovădui Islamul). 
Transformarea djihad-ului dintr-o obligație colectivă într-una individuală a apărut în momentele de criză ale Isamului, cum ar fi cele din perioada cruciadelor. Această diferențiere între obligație colectivă și individuală este explicată cel mai bine de as-Sulamî, care afirmă că djihad-ul este o obligație colectivă atunci când este colectiv și se transformă într-o obligație individuală atunci când este defensiv. În cazul în care trupele mobilizate pentru un război ofensiv nu mai sunt în stare să susțină conflictul, atunci djihad-ul devenea individual. În cazul unui djihad defensiv, categorii care erau exceptate în general de la război ( copii, femeile, sclavii, infirmii și chiar supușii nemusulmani, puteau participa la război. 
Prada și martirajul ocupau locul stimulentelor, acestea urmând să îi determine pe războinicii musulmani să „lupte pe calea lui Allah”.
În perioada preislamică, prada reprezenta un element determinant al războaielor, astfel că Muhammad nu a putut înlătura această parte componentă a războiului. În consecință, regimul prăzilor a căptat un loc aparte în cadrul în tratatele de drept islamic al poparelor. 
În practică, obiectivul războaielor purtate împotriva necredincioșilor era reprezentat de obținerea unui surplus de bunuri materiale, cu toate că lupta era proclamată ca fiind djihad. Caracterul profitabil al gaza-lelor de la începutul istoriei statului otoman este destul de cunoscut, mai ales în ceea ce privește capturarea robilor (pentru mercenari și săraci, preda reprezenta principala țintă atunci când era vorba de implicare într-un război). Prada va reprezenta un element utilizat pe scară largă de sultani pentru a-i determina pe musulmani să se mobilizeze, oferindu-li-se soldaților posibilitatea de a jefui un oraș inamic dacă acesta nu capitulează. Cu toate că unii jurișit considerau că teritoriul inamic nu trebuia distrus, conducătorul armatei musulmane avea autoritatea să acționeze în acest sens așa cum considera de cuviință. Prin urmare, jaful era legitimat, iar bunurile care nu putea fi transportate de soldații musulmani, erau distruse.
Existau două tipuri de pradă: ganimet, prada obținută în urma luptei, și fey, cea obținută cu ajutorul unor metode diplomatice (aici intrau jizya și kharadj-ul). Prada ce era capturată urma să fie împărțită între participanți după ce bunurile erau aduse pe teritoriul musulman. Referitor la cum era împărțită prada, existau niște reguli foarte clar definite: 1/5 din pradă revenea sultanului, iar restul de 4/5 erau împărțite luptătorilor (însă luptătorii nu primeau toți aceeași cantintate de pradă: un cavaler, al cărui rol în luptă era foarte important, primea două sau chiar trei părți de pradă, în timp ce un infanterist, al cărui rol era mai scăzut decât al cavalerului, i se oferea doar o parte). Regula împărțirii prăzii nu a putut fi aplicată și teritoriilor cucerite, acestea aparținând sultanului sau șefului Ummei. În unele cazuri, teoria judiciară referitoare la această problemă era dublată de unele practici cutumiare turcești și mongole. 
Cu termenul de gazî erau desemnați musulmanii care participau la expediția sfântă, gaza. Turcii musulmani veniți din Asia Centrală și trimiși să lupte împotriva bizantinilor, au purtat titlul de gazî, iar din sec. XV-XVII, titlul de gazî va fi atribuit tuturor participanților la expedițiile sfinte. Acest titlul era aplicat și sultanilor, în contextul în care una din sarcinile principale ale lor era conducerea „războiului sfânt”. Cu toate că titlul de gazî era destul de răspândit în lumea turco-musulmană, acesta va căpăta strălucirea maximă în perioada otomană. 
Martirajul reprezenta o altă recompensă pe care putea să o primească participantul la o gaza. Conform textelor juridice, pentru oștenii musulmani, unul din principalele scopuri era câștigarea recompensei divine pe care Allah și Muhammad le-a promiteau celor care luptau pentru cauza lui Dumnezeu. Ibrahim al-Halebî definiea maritarjul în felul următor: „martiri sunt acei credincioși care nu mor de moarte naturală, ci care o primesc din mâna altuia”. Mouradgea d Ohsson împărțea martirii în două categorii: martiri militari și civili. Cei militari erau reprezentanți de cei care mureau fiind uciși pe calea lui Allah (adică pe calea djihad-ului), iar cei civili erau musulmanii care își pierdeau viața din cauza unor rebeli, tâlhari sau chiar a unor alți musulmani. În contextul confruntărilor dintre otomani și creștini, mulți musulmani murea de-a lungul cursului Dunării, motiv pentru care fluviul a primit denumirea de „Dunărea însângerată” sau ”Dunărea apă de gazii”. 
Somația ocupă un loc aparte în tratatele de drept islamic al popoarelor. În perioada clasică, somația era considerată a fi „djihad-ul cel mai merituos”. Practic, somația reprezenta primul pas către evitarea războiului și statua situația dintre musulmani și nemusulmani pe cale pașnică. 
Somația trebuia să fie formată din două părți: notificarea pretențiilor și declarația de război. Astfel că întâi, musulmanii trebuiau să prezinte condițiile care, dacă erau îndeplinite de necredincioși, putea duce la o rezolvare pașnică a unui conflict. Somațiile erau adresate infidelilor, care erau împărțiți în două categorii: „arabii idolatri” – nu aveau decât două variante: convertirea la Islam sau moartea (în această categorie intrau și apostații), și „oamenii Cărții” – creștinii și evreii, care dacă refuzau să se convertească la Islam, puteau plăti o taxă, djizya (bineînțeles, că dacă refuzau una din cele două oferte, atunci musulmanii porneau un război împotriva lor. 
Prima „invitație” era reprezentată de chemarea la Islam. Această chemare era însoțită de o serie de drepturi și obligații reciproce: cei care se converteau trebuiau să se supună, să celebreze slujbele religioase, să achite zakat-ul, să cedeze cincimea din pradă etc., însă era protejat de Allah (politeiștilor arabi care treceau la Islam le erau recunoscute posesiunile). Somația religioasă era valabilă timp de 3 zile. 
A patra zi, sosea somația politică, și anume supunerea față de Islam. Dacă refuzau convertirea la Islam, atunci nemusulmanii (doar popoarele Cărții) erau invitate să plătească djizya. Somația politică era consemnată și în Coran, unde se afirmă că musulmanii trebuiau să lupte împotriva celor care nu cred în Allah, „ până ce vor plăti djizya direct cu mâinile lor și vor fi umiliți”. În documentele referitoare la Islamul timpuriu, plata djizye-i era a doua constiție esențială pentru evitarea războiului și încheierea păcii (exemplul somației transmise lui Heraclius). 
Există opinii divergente referitoare la ideea conform căreia somația ar fi putut fi o obligație juridică. Nunațele referitoare la această doctrină sunt destul de numeroase. Muhammad sublinia că dușmanul trebuia avertizat, însă au fost dăți când chiar Profetul nu a respectat aceată procedură. Jurisconsulți se împărțeau în trei categorii: cei care considerau că somația era obligatorie, alții care credeau că somația reprezenta o regulă dezirabilă, și ultimii care considerau că este o acțiune nici obligatorie, nici recomandabilă. Mai ales în cazul în care vecinii aveau cunoștință de Islam și care în acest context nu mai trebuiau să fie somați. Dimitrie Cantemir declara că oricum turcii nu respectau aceste reguli, ci acționau după cum considerau că era necesar. 
În practica otomană, declararea djihad-ului în fața comunității musulmane nu era considerată a fi o necesitate în sec. XIV-XV. Însă ulterior, vor apărea fetvâ-le și declarații de război (un astfel de caz a avut loc în cadrul războiului ruso-turc din 1787, 1828-29). Însă au existat și excepții, cun este cazul în care Camenița este atacată fără a ca locuitorii să fie avertizați (1672). În ceea ce privește somația, aceasta presupunea invitarea nemusulmanilor de a se supune sultanului și a de a plăti tribut. Un astfel de caz are loc după 1453, când sultanul Mehmed II le adresează cavalerilor din Rodos o astfel de somație, prin care le cere să se supună, iar în cazul în care nu fac acest lucru, nu o să beneficieze de prietenia sultanului adică o să îi fie inamici; aceste practici au fost valabile și în zona Balcanilor).

## Armata
Askeri erau un grup social privilegiat, necesar expansiunii și administrătii imperiului în formare. Aceștia erau plătiți direct de către sultan (totodată erau scutiți de taxe). Acest statut era reglementat de legi speciale. De asemenea, acest privilegiu nu era transmisibil.
Structura armatei în perioada clasică era alcatuita din armata de uscat, compusă din cavalerie (spahii timarioți din provinci, spahii de Poartă, akîngii – trupe de prădători sau trupe de graniță), infanterie (ienicerii, gebegii, tunarii și căruțașii tunurilor) și artilerie. 
În domeniul naval, se utilizau galere otomane.
Cavaleria:
- Akîngii (cca. 10.000)
- Cavaleria ușoară – inițial din mediul tribal turcoman, apoi și din alte medii ( de ex: populația balcanică din Timok-Morava).
- Funcții: pătrunderea adâncă în teritoriul inamic
- Timarioții (cca. 40.000 oameni)
- Cavalerie ușoară = majoritatea efectivelor proveneau din rândul timarioților
- Cavalerie grea = adusă de marii timarioți

Infanteria
- Azabii erau cei mai numeroși, fiind infanteria standard, fiind folosiți atât în război cât și pentru paza orașelor.
- Ieniceri

Ienicerii făceau parte din trupele de Poartă, alături de tunari și cavaleria spahiilor de Poartă. Aceștia au apărut sub conducerea lui Murad I, fiind prizonieri de război (proveneau din mediu nemusulman). Așîkpașazade este printre primii cronicari care relatează înființarea ienicerimii. Toți ienicerii făceau parte dintr-un ordin sufit, Bektași. Aceștia erau organizați din mai multe corpuri, iar conducătorul suprem al lor era Aga. Dotarea ienicerilor era variată: sabii, buzdugane, arcuri, arme de foc. Funcțiile ienicerilor erau zdrobirea trupelor ianimice, rezistență la atac inamic prin disciplina de fier și prin echipament potrivit, păzirea fortărețelor. În urma acțiunilor, aceștia erau avansați pe linie administrativă ( până la funcția de mare vizir) sau li se acorda un timar.
Otomanii nu cunoșteau tehnica construitii tunurilor. Specialiștii germani erau chemați pentru echiparea trupelor tereste și a marinei cu guri de foc. În 1453, Orban a primit un timar pentru serviciile aduse lui Mehmed II (el le-a construit un tun imens cu care au străpuns zidurile Constantinopolului). 
Marina era un grup de vase care era ancorată la Constantinopol. Însă pe lângă acesta, mai erau flotele din nordul Africii (din Tunis).
Apare „Cercul Dreptății” - nu există autoritatea statală fără autoritate militar (askeri). Nu poate exista armată fără bogăție. Bogăția este reprodusă de supuși (Reaya). Supușii pot prospera doar printr-o guvernarea dreaptă. Justiția asigură armonia în societate. Justiția este ca o grădină ale cărei ziduri sunt statul. Sprijinul statului este legea religioasă (Șeri' at-ul). Fără autoritate statală (mulk ve devlet) nu există sprijin pentru șeriat sau Șer'iat-ul este sprijinit de autoritatea sultanului.
Statul otoman a fost unul teocrat, iar în cadrul lui sultanatul avea o funcție fundamentală. Sultanul era un slujitor al șer'iat-ului. Rațiunea de stat era un factor important în cadrul guvernării otomane. 
Exista la otomani concepția universalistă, conform căreia sultanul este singurul conducător adevărat, căruia trebuie să se supună ceilalți principi. Această concepție a avut consecințe în zona politico-militară, juridică și diplomatică (această concepție este impusă doar în secolul al XVIII-lea)
Titlurile care sunt aplicate în general sultanilor nu au fost aplicate de la început, ci treptat (bey, han, sultan, padișah etc.). Osman apărea cu titlul de bey, iar Bayezid I cu titlul de Sultan al-Rum. Murad al II-lea utilizează conceptul de han. Cel care unește aceste titluri este Mehmed al II-lea, astfel că în titulatura lui apare: imperator, han, și sultan. Suleyman Kanunî preia și titluri musulmane: Șah de Bagdad și Irak (inscpriția de la Bender din 1538). Din 1284 se adopta titlul han și sultan turco-selgiucid, după1453 – împărat romano-bizantin și după 1517 – lider al musulmanilor sunniți. 
Funcțiile suveranului otoman
- Servitor al religiei revelate
- Conducător al „războiului sfânt” (sultan gazî)
- Sultanul deținea puterea absolută – padișah otoman

Mențierea echilibrului social – sultanul trebuia să împartă dreptatea fără a ține cont de poziția socială a individului judecat.
În statul otoman nu exista un principiu dinastic după cum era în Occident (nu era utilizat principiul primogeniturii). Inițial, beii de frontierii aveau un rol important în alegerea sultanului. În sec. XV-XVI, ienicerii și ulemalele aveau un rol decisiv în cadrul acestui proces, iar din sec. XVII, palatul imperial avea rolul fundamental. 
Fraticidul a fost legiferat de Mehmed al II-lea în Kanunname-i Al-i Osman. Nu s-a aplicat în mod constant, însă se aplică excesiv în sec XVI. Se obișnuia ca după ce ajungeau la vârsta de 12 ani, fii sultanului să fie trimiși în anumite sangeacuri unde practicau guvernarea. 
Sistemul kefes începe să fie aplicat de la sfârșitul sec. XVI (pretendenții erau închiși în harem). Avea un rol fundamental pentru expedițiile terestre și asigura trupele de cavalerie. Acest sistem a avut o eficiență considerabilă până în sec. XVI. 
Timarul este o sursă de venit, nu o proprietate. Originea merge până la bizantini sau la arabi. Termenul timar înseamnă „venit acordat de sultan unui supus otoman”. Există o clasificare a timarelor: rural, uban, mixt; după natura serviciilor: timar civil, militar; după suma veniturilor: hass (peste 100.000 aspri), ze ameet (20.000-99.999 aspri) și timar (1000-19.999 aspri). În acest context, relația dintre stat și timariot era una destul de strânsă. 
În sec. XVII, sistemul timariot începe să decadă. Una din cauze era transformarea acestui sistem dintr-unul individual într-unul ereditar. De asemenea, a apărut și o relație specială între reaya și timariot, o relație unică în Europa.
Instituțiile otomane:
- Ulema – acestă clasă apare în epoca umayyadă. Era o grupare de învățați, de savanți în lumea religioasă. Din categoria aceasta făceau parte: imamii („miniștrii relgiei), muftii jurisconsult) și kadii (judecătorul). În fruntea lor se afla Șeyh ul-Islam sau Marele Muftiu. Șeyh ul-Islam ocupa următoarea funcție după Marele Vizir.

## Cultura

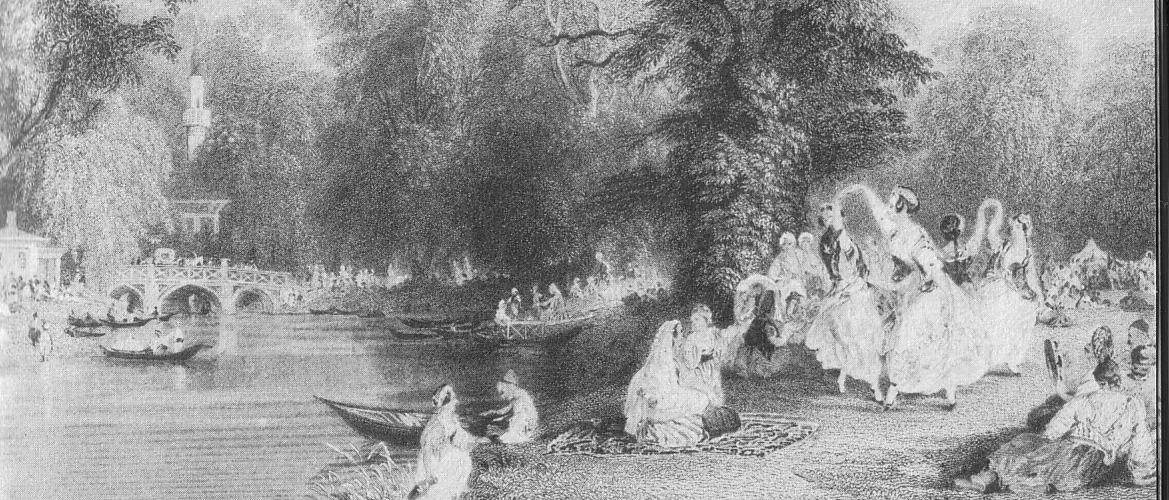
Istanbul Park

Cultura otomană acoperă activitățile expresive și structurile simbolice care se aflau sub umbrela Imperiului Otoman. Acest lucru este valabil pentru toate formele de manifestare ale grupurilor etnice și culturale din imperiu. A existat o interacțiune culturală care s-a manifestat în special printre elitele otomane care nu erau monolitice, ci erau compuse din oameni de diferite religii și origini etnice.
Studiile cercetătorilor din zilele noastre arată că în imperiu exista o viață culturală foarte bogată și colorată. În ciuda unor păreri foarte larg răspândite, deși erau purtătorii unei culturi nomadice, otomanii au interacționat armonios cu culturile cu care au intrat în contact. La origini, otomanii aparțineau culturii central-asiatice. Otomanii au asimilat mai târziu cultura persană și bizantină în felul lor de viață în loc să fie asimilați din punct de vedere cultural de către aceste culturi superioare. Dacă luăm în considerare folclorul turcesc sau arta elitelor otomane, vedem că ele au conservat culorile și simbolurile pe care le-au moștenit de la înaintași. Elitele otomane foloseau limba persană pentru a-și exprima lumea lor interioară. Viața curții imperiale otomane era o combinație armonioasă dintre obiceiurile turcești și persane, dar existau și numeroase influențe bizantine și europene.
Această perspectivă multiculturală otomană s-a reflectat în propria lor politică. Unul dintre motivele pentru care Imperiul Otoman a rezistat așa de mult a fost acela al politicii tolerante față de alte etnii datorită moștenirii lor nomadice. Această afirmație trebuie comparată cu politica asimilatoare din statele medievale, atât cele occidentale cât și cele din răsărit. Statul otoman s-a ghidat tot timpul după niște politici multiculturale și multireligioase. Când se vorbește despre toleranța otomană, se iau în considerație structurile care cuprindeau diversele perspective. Un exemplu bun este sistemul judiciar otoman. Un altul poate fi cel al guvernatorilor aleși dintre localnicii regiunilor pe care urmau să le conducă. În mișcarea lor către vest, chiar liderii otomani absorbeau unele elemente culturale ale regiunilor nou cucerite. Căsătoriile interculturale au făcut ca noi valori să se adauge la ceea ce poate fi numită cultura elitelor otomane.

## Religia
Mai înainte ca să adopte Islamul, turcii practicau politeismul. După primul contact cu arabii în bătălia de la Talas, un număr de triburi turcice s-au convertit la Islam și au început să propage noua credința mai departe în Turkestan. Procesul de convertire a fost încheiat cu mult timp în urma nașterii Imperiului Otoman.
Înainte și după cucerirea Constantinopolelui în 1453, otomanii au oferit creștinilor care fuseseră cetățeni bizantini privilegii speciale. Creștinii au devenit supuși ai otomanilor, nu și supuși ai Islamului sau Legii Islamice (Sharia).
Statul otoman nu a dus niciodată o politică oficială de convertire, nici la nivel de grupuri etnice, nici la nivel individual. Faptul că opoziția fața de statul otoman a fost dezvoltată la scară națională sprijină ideea de mai înainte. Privind înapoi în 1391, Baiazid I a adoptat la Salonic (Selanik) politici îngăduitoare fața de cei de alte credințe. Sultanii erau preocupați mai înainte de bunul mers al afacerilor statului, care depindea de truda, cooperarea și impozitele plătite de toți supușii săi. Timp îndelungat, Imperiul Otoman a oferit refugiu evreilor prigoniți în restul Europei, (vezi și: Istoria evreilor în Turcia). Relațiile statului otoman cu Biserica Ortodoxă erau foarte pașnice, structura creștină fiind păstrată neschimbată până în epoca marilor răscoale naționale. Politicile religioase tolerante s-au schimbat într-o oarecare măsură odată cu trecerea la regimul monarhiei parlamentare.
Constantinopolul a fost "turcificat" la exterior, schimbându-și numele în Istanbul. Unele biserici, inclusiv Hagia Sophia, au fost transformate în moschei. Sultanii au avut grijă însă să nu distrugă mozaicurile creștine originale, ci au hotărât să le acopere cu gips. În 1935, după cinci secole, după proclamarea Republicii Turcia, gipsul a fost înlăturat și mozaicurile au fost restaurate "în interesul artei", iar Hagia Sophia a fost transformată în muzeu.
| Predecesor                              | Succesor                                          |
| --------------------------------------- | ------------------------------------------------- |
| Principate din Anatolia                 | Turcia                                            |
| Sultanatul de Rum                       | Guvernul provizional național în sudul Caucazului |
| Imperiul Bizantin                       | Prima Republică Elenă                             |
| Principatele Române                     | Regatul României                                  |
| Regatul Bosniei                         | Bosnia și Herțegovina                             |
| Țaratul Vlaho-Bulgar                    | Principatul Bulgariei                             |
| Țaratul Sârb                            | Principatul Serbiei                               |
| Regatul Ungariei                        | Regatul Ungariei                                  |
| Regatul Croatiei                        | Guvernul Provizoriu Albanez                       |
| Sultanatul Mameluc (Cairo)              | Egipt                                             |
| Dinastia Hafsid (Tunisia)               | Tunisia franceză                                  |
| Ordinul Suveran al Cavalerilor de Malta | Ciprul britanic                                   |
| Dinastia Zayyanid (Algeria)             | Africa de Nord Italiană, Algeria franceză         |
| Imperiul din Trapezunt                  | Emiratul Diriyah                                  |
| Despotatul Moreei,                      | Regatul Hejaz                                     |
| Despotatul Dobruja                      | Irak                                              |
| Principatul Karaman                     | Sheikhdom de Kuwait                               |
| Despotatul Epir                         | Yemen                                             |